# 대한민국의 역대 고등학교 교과목
다음은 대한민국의 고등학교 교과목 중 현행 교육과정 이전의 교과목에 다룬 문서이다.

## 2009 개정 교육과정 (각론)
2009 개정 교육과정(각론, 일명 2011 개정 교육과정)은 영어 과목에 한해 2013년 입학생부터 적용되었다. 그 외의 과목은 2014년 입학생부터 2017년 입학생까지 적용되었다. 수학의 경우 익힘책이 폐지되었고, 영어는 활동책이 폐지되었다. 한국사 과목은 계열에 관계없이 모든 학교에서 필수적으로 이수하며, 대학수학능력시험에서도 한국사를 필수 과목으로 지정하였다. 이외에도 집중이수제에 대한 폐단이 너무 많아 예체능 과목을 집중이수제에서 제외시켰다.

### 일반 교과
| 기초과목군                    | 기초과목군 | 기초과목군 |
| ----------------------------- | ---------- | --- |
| 국어과                        | 일반교과   | 국어Ⅰ, 국어Ⅱ, 화법과 작문, 독서와 문법, 문학, 고전 |
| 수학과                        | 기초교과   | 기초 수학 |
| 수학과                        | 일반교과   | 수학Ⅰ, 수학Ⅱ, 미적분Ⅰ, 미적분Ⅱ, 확률과 통계, 기하와 벡터 |
| 수학과                        | 심화교과   | 고급 수학Ⅰ, 고급 수학Ⅱ |
| 영어과                        | 기초교과   | 기초 영어 |
| 영어과                        | 일반교과   | 실용 영어Ⅰ, 실용 영어Ⅱ, 실용 영어 회화, 실용 영어 독해와 작문, 영어Ⅰ, 영어Ⅱ, 영어 회화, 영어 독해와 작문 |
| 영어과                        | 심화교과   | 심화 영어, 심화 영어 회화Ⅰ, 심화 영어 회화Ⅱ, 심화 영어 독해Ⅰ, 심화 영어 독해Ⅱ, 심화 영어 작문 |
| 탐구과목군                    |            | |
| 사회과 (역사/도덕 포함)       | 일반교과   | 사회, 한국사, 생활과 윤리, 윤리와 사상, 한국 지리, 세계 지리, 동아시아사, 세계사, 법과 정치, 사회·문화, 경제 |
| 사회과 (역사/도덕 포함)       | 심화교과   | 국제 정치, 국제 경제, 국제 관계와 국제 기구, 세계 문제, 비교 문화, 사회 과학 방법론, 한국의 사회와 문화, 국제법, 지역 이해, 인류의 미래 사회, 과제 연구 |
| 과학과                        | 일반교과   | 과학, 물리Ⅰ, 물리Ⅱ, 화학Ⅰ, 화학Ⅱ, 생명 과학Ⅰ, 생명 과학Ⅱ, 지구 과학Ⅰ, 지구 과학Ⅱ |
| 과학과                        | 심화교과   | 고급 물리, 물리 실험, 고급 화학, 화학 실험, 고급 생명과학, 생명과학 실험, 고급 지구과학, 지구과학 실험, 환경 과학, 과학사 및 과학 철학, 정보 과학, 과제 연구 |
| 체육·예술과목군               |            | |
| 체육과                        | 일반교과   | 운동과 건강 생활, 스포츠 문화, 스포츠 과학 |
| 체육과                        | 심화교과   | 스포츠 개론, 체육과 진로 탐구, 육상 운동, 체조 운동, 수상 운동, 개인 및 대인 운동, 단체 운동, 체력 운동, 투기 운동, 빙상 및 설상 운동, 표현 및 창작 운동, 스포츠경기 체력, 스포츠경기 기술, 스포츠경기 실습, 코칭론, 스포츠경영·행정, 체육 전공 실기, 전공 지도 실습 |
| 예술과 (음악/미술)            | 일반교과   | 음악과 생활, 음악과 진로, 미술 창작, 미술 문화 |
| 예술과 (음악/미술)            | 심화교과   | 음악 이론, 음악사, 시창·청음, 음악 전공 실기, 합창·합주, 공연 실습, 음악과 매체, 교양 실기, 드로잉, 미술 이론, 미술사, 평면 조형, 입체 조형, 디자인·공예, 영상 미술, 미술 전공 실기, 무용의 이해, 기초 한국 무용, 기초 발레, 기초 현대 무용, 무용 전공 실기, 무용 음악, 무용 감상과 비평, 안무, 문학 개론, 문장론, 고전 문학 감상, 현대 문학 감상, 시 창작 입문, 소설 창작 입문, 문예 창작 전공 실기, 연극의 이해, 연기, 무대 기술, 연극 제작 실습, 연극 감상과 비평, 영화의 이해, 영화 기술, 영화 창작과 표현, 영화 제작 실습, 영화 감상과 비평 |
| 생활·교양과목군               |            | |
| 기술·가정/제2외국어/한문/교양 | 일반교과   | 기술·가정, 독일어Ⅰ, 독일어Ⅱ, 스페인어Ⅰ, 스페인어Ⅱ, 일본어Ⅰ, 일본어Ⅱ, 중국어Ⅰ, 중국어Ⅱ, 아랍어Ⅰ, 아랍어Ⅱ, 러시아어Ⅰ, 러시아어Ⅱ, 베트남어Ⅰ, 베트남어Ⅱ, 한문Ⅰ, 한문Ⅱ, 철학, 논리학, 심리학, 교육학, 종교학, 진로와 직업, 보건, 환경과 녹색성장, 실용 경제, 논술 |
| 기술·가정/제2외국어/한문/교양 | 심화교과   | 농업 생명 과학, 공학 기술, 가정 과학, 경영 일반, 해양 과학, 정보, 독일어 회화Ⅰ, 독일어 회화Ⅱ, 독일어 독해Ⅰ, 독일어 독해Ⅱ, 독일어 작문, 독일어권 문화, 프랑스어 회화Ⅰ, 프랑스어 회화Ⅱ, 프랑스어 독해Ⅰ, 프랑스어 독해Ⅱ, 프랑스어 작문, 프랑스어권 문화, 스페인어 회화Ⅰ, 스페인어 회화Ⅱ, 스페인어 독해Ⅰ, 스페인어 독해Ⅱ, 스페인어 작문, 스페인어권 문화, 중국어 회화Ⅰ, 중국어 회화Ⅱ, 중국어 독해Ⅰ, 중국어 독해Ⅱ, 중국어 작문, 중국 문화, 일본어 회화Ⅰ, 일본어 회화Ⅱ, 일본어 독해Ⅰ, 일본어 독해Ⅱ, 일본어 작문, 일본 문화, 러시아어 회화Ⅰ, 러시아어 회화Ⅱ, 러시아어 독해Ⅰ, 러시아어 독해Ⅱ, 러시아어 작문, 러시아 문화, 아랍어 회화Ⅰ, 아랍어 회화Ⅱ, 아랍어 독해Ⅰ, 아랍어 독해Ⅱ, 아랍어 작문, 아랍 문화, 베트남어 회화Ⅰ, 베트남어 회화Ⅱ, 베트남어 독해Ⅰ, 베트남어 독해Ⅱ, 베트남어 작문, 베트남 문화 |

### 전문 교과
| 공통 계열        | 성공적인 직업생활 |
| 농생명 산업 계열 | 농업 이해, 농업 기초 기술, 농업 정보 관리, 농업 경영, 생명 공학 기술, 농업 영어, 친환경 농업, 재배, 작물 생산 기술, 원예, 생활 원예, 생산 자재, 원예 기술, 원예 전문 생산, 동물 자원, 중소 가축 관리, 대 가축 관리, 반려 동물 관리, 숲과 인간, 산림 자원 기술, 조경, 조경 설계, 조경 시공 관리, 농업과 물, 농촌과 농지 개발, 농업 토목 제도·설계, 농업 토목 시공·측량, 농업 기계, 농업 기계 공작, 농업 기계 운전·작업, 농업 기계 정비, 식품 과학, 식품 위생, 농산 식품 가공, 축산·수산 식품 가공, 농산물 유통, 농산물 유통 관리, 농산물 유통 실무, 환경 보전, 환경 관리, 관광 농업 |
| 공업 계열        | 공업 일반, 기초 제도, 정보기술과 활용, 공업 영어, 전문 제도, 기계 일반, 전기와 생활, 기계 구조와 기능, 기계 공작법, 유체 기계, 공기 조화 설비, 기계 기초 공작, 공작 기계, 산업 설비, 금형 제작, 전자 기계 이론, 전자 기계 회로, 전자 기계 공작, 전자 기계 제어, 로봇 기초, 로봇 제작, 재료 일반, 금속 제조, 재료 가공, 주조, 금속 처리, 전기 회로, 전기 기기, 전력 설비, 전기·전자 측정, 전기 응용, 자동화 설비, 전자 회로, 전자 기기, 전자·전산 응용, 통신 일반, 정보 통신, 통신 시스템, 컴퓨터 구조, 시스템 프로그래밍, 프로그래밍, 디지털 논리 회로, 측량, 역학, 토목 설계, 토목 재료·시공, 수리·토질, 지적 전산, 지적 실무, 공간 정보, 건축 구조, 건축 계획, 건축 목공, 건축 구조체 시공, 건축 마감 시공, 디자인 일반, 색채 관리, 조형, 제품 디자인, 공예, 시각 디자인, 컴퓨터 그래픽, 공업 화학, 단위 조작·공정 제어, 제조 화학, 분석 화학, 파인 세라믹, 세라믹 재료, 세라믹 원리·공정, 스마트 세라믹, 발효 공업, 식품 분석, 식품 공업 기술, 섬유 재료, 방적·방사, 제포·봉제, 염색·가공, 인쇄의 이해, 인쇄 재료, 아날로그 인쇄, 제판 실제, 사진, 디지털 인쇄, 자동차 기관, 자동차 섀시, 자동차 전기·전자 제어, 건설 기계 구조·정비, 자동차 차체 수리, 선박 이론, 선박 구조, 선박 건조, 항공기 일반, 항공기 기체, 항공기 기관, 항공기 장비, 항공기 전자 장치, 인간과 환경, 수질 관리, 대기·소음 방지, 폐기물 처리, 컴퓨터 게임 기획, 컴퓨터 게임 프로그래밍, 컴퓨터 게임 그래픽, 만화·애니메이션 기초, 애니메이션 제작, 만화 창작, 영화·방송 제작, 촬영·조명, 방송 시스템 |
| 상업 정보 계열   | 상업 경제, 회계 원리, 마케팅, 기업과 경영, 기업 자원 통합 관리, 재무회계, 원가 관리 회계, 세무 회계, 회계 정보 시스템, 글로벌 경영, 비즈니스 영어, 국제 상무, 자료 구조, 모바일 콘텐츠, 사무 관리 실무, 상업 디자인 일반, 상업 디자인 실무, 유통 관리, 물류 관리, 전자 상거리 일반, 전자 상거래 실무, 미디어 콘텐츠 일반, 미디어 콘텐츠 실무, 웹 프로그래밍, 금융 일반, 금융 실무, 커뮤니케이션 실무, 창업 일반, 컴퓨터 일반 |
| 수산·해운 계열   | 수산 일반, 해사 일반, 해양의 이해, 수산·해운 산업 기초, 수산 생물, 수산 경영 일반, 해양 생산 기술, 수산 양식, 양식 생물 질병, 수산 가공, 수산물 유통, 해양 오염·방제, 냉동 일반, 냉동 공조 기기, 냉동 공조 실무, 열기관, 선박 보조 기계, 선박 전기·전자, 기계 설계·공작, 잠수 기술, 항해, 선박 운용, 해사 법규, 해사 영어, 선화 운송, 전자 통신 기초, 전자 통신 기기, 전자 통신 운용, 생선회 실무, 해양 레저 관광, 해양 물류 일반, 해양 정보 관리, 해양 플랜트 일반 |
| 가사·실업 계열   | 인간 발달, 생활 서비스 산업의 이해, 식품과 영양, 급식 관리, 한국 조리, 동양 조리, 서양 조리, 제과·제빵, 의복 재료·관리, 패션 디자인, 한국 의복 구성, 서양 의복 구성, 자수와 편물, 주거, 실내 디자인, 가구 디자인, 디스플레이, 보육 원리와 뵤육 교사, 보육 과정, 놀이 지도, 아동 생활 지도, 관광 일반, 관광 경영 실무, 관광 서비스 실무, 관광 외식·조리, 관광 영어, 관광 일본어, 관광 중국어, 간호의 기초, 보건 간호, 기초 간호 임상 실무, 복지 서비스의 기초, 노인 생활 지원, 헤어 미용, 피부 미용, 메이크업, 공중 보건 |

- 굵은 글씨는 각 계열에서 필수로 이수해야 하는 과목이다.

### 창의적 체험활동
창의적 체험활동은 자율 활동, 동아리 활동, 봉사 활동, 진로 활동으로 이루어져 있다.

## 2009 개정 교육과정 (총론)
2009 개정 교육과정(총론)에서는 국민 기본 공통 교과목을 학교 여건에 따라 선택할 수 있도록 전환되었으며, 수학 교과목과 영어 교과목 이외에도 다른 개편된 교과목들이 처음으로 적용되었다. 이 교육과정은 2011년 입학생부터 2013년 입학생까지 적용되었다. 또한 시험 부담을 덜어주며, 단위 수가 낮은 과목을 1년에 나눠 배우지 않고 한 학기에 몰아서 배우게 되는 '집중이수제'가 시행되기 때문에, 모든 과목의 권장 단위 수가 5단위로 통일되었다. 단, 한국사는 2012년 입학생부터 다시 필수 과목이 되었으며, 5단위로 반드시 편성해야 한다.
교과서의 경우, 국어 과목은 2권의 교과서가 학기별로(상, 하) 제시되며, 수학 과목은 교과서 1권과 익힘책 1권이 제시된다. 영어 과목은 교과서 1권과 활동책(Activities) 1권이 제시된다.
2009년 개정 교육과정에서는 대학수학능력시험과의 연계도가 적거나 선택자가 적어서 국어과 심화 선택 과목인 '화법'이나 '문법', 수학과 심화 선택 과목인 '이산수학'처럼 선택률이 매우 낮았던 과목들은 다른 과목에 합쳐지거나 흡수되었으며, '동아시아사' 등의 과목이 새로 추가되었다는 특징이 있다. 이외에도 기존의 특별 활동이 창의적 체험활동으로 개편되었다.

### 일반 교과
| 기초과목군              | 기초과목군 | 기초과목군 |
| ----------------------- | ---------- | --- |
| 국어과                  | 선택교과   | 국어*, 화법과 작문Ⅰ, 화법과 작문Ⅱ, 독서와 문법Ⅰ, 독서와 문법Ⅱ, 문학Ⅰ, 문학Ⅱ                                                              |
| 수학과                  | 선택교과   | 수학*, 수학의 활용, 수학Ⅰ, 미적분과 통계 기본, 수학Ⅱ, 적분과 통계, 기하와 벡터                                                           |
| 영어과                  | 선택교과   | 영어*, 영어Ⅰ, 영어Ⅱ, 실용 영어 회화, 심화 영어 회화, 영어 독해와 작문, 심화 영어 독해와 작문                                             |
| 탐구과목군              |            | |
| 사회과 (역사/도덕 포함) | 선택교과   | 사회*, 한국 지리, 세계 지리, 동아시아사, 세계사, 법과 정치, 경제, 사회·문화, 한국사, 도덕*, 생활과 윤리, 윤리와 사상                     |
| 과학과                  | 선택교과   | 과학*, 물리Ⅰ, 물리Ⅱ, 화학Ⅰ, 화학Ⅱ, 생명 과학Ⅰ, 생명 과학Ⅱ, 지구 과학Ⅰ, 지구 과학Ⅱ                                                        |
| 체육·예술과목군         |            | |
| 체육과                  | 선택교과   | 체육*, 운동과 건강 생활, 스포츠 문화, 스포츠 과학                                                                                        |
| 예술과 (음악/미술)      | 선택교과   | 음악*, 음악 실기, 음악과 사회, 음악과 생활, 음악과 진로, 음악과 이해, 미술*, 미술과 삶, 미술 감상, 미술 창작, 미술 문화                  |
| 생활·교양과목군         |            | |
| 기술·가정과             | 선택교과   | 기술·가정*, 농업 생명 과학, 공업 기술, 가정 과학, 창업과 경영, 해양 과학, 정보                                                           |
| 제2외국어과             | 선택교과   | 독일어Ⅰ, 독일어Ⅱ, 프랑스어Ⅰ, 프랑스어Ⅱ, 스페인어Ⅰ, 스페인어Ⅱ, 중국어Ⅰ, 중국어Ⅱ, 일본어Ⅰ, 일본어Ⅱ, 러시아어Ⅰ, 러시아어Ⅱ, 아랍어Ⅰ, 아랍어Ⅱ |
| 한문과                  | 선택교과   | 한문Ⅰ, 한문Ⅱ |
| 교양과                  | 선택교과   | 생활과 철학, 생활과 심리, 생활과 교육, 생활과 종교, 생활과 경제, 안전과 건강, 진로와 직업, 보건, 환경과 녹색성장                         |

- (*)표시가 되어 있는 과목은 4단위 이내로 증감 운영이 가능한 과목이다.

### 전문 교과
전문 교과는 2007 개정 교육과정과 동일하다. 다만 체육, 외국어, 국제 계열의 경우 필수 과목을 지역에 따라서 자율적으로 정할 수 있다.

### 창의적 체험활동
창의적 체험활동은 자율 활동, 동아리 활동, 봉사 활동, 진로 활동으로 이루어져 있다.

## 2007 개정 교육과정
2007 개정 교육과정은 수학과 영어에 한해  2009년 입학생부터 적용되었다. 나머지 교과목은 2011년 입학생부터 적용될 예정이었으나, 적용되기도 전에 2009 개정 교육과정(총론)이 발표되면서 실현되지 못했다. 또한 교양 과목 중 보건 과목도 2009년부터 실시하였다.

### 공통 교과
- 국어 : 국어는 8단위로 짜여진다.
- 도덕 : 도덕은 2단위로 짜여진다.
- 사회 : 사회는 6단위로 짜여진다.
- 역사 : 역사는 6단위로 짜여진다.
- 수학 : 수학은 8단위로 짜여지며, 교과서 1권과 익힘책 1권이 제시된다.
- 과학 : 과학은 8단위로 짜여진다.
- 기술·가정 : 기술·가정은 6단위로 짜여진다.
- 체육 : 체육은 4단위로 짜여진다.
- 음악 : 음악은 2단위로 짜여진다.
- 미술 : 미술은 2단위로 짜여진다.
- 영어 : 영어는 8단위로 짜여지며, 교과서 1권과 활동책(Activities) 1권이 제시된다.

### 선택 교과

#### 일반 교과
| 인문사회군      | 인문사회군 | 인문사회군 |
| --------------- | ---------- | --- |
| 국어과          | 선택교과   | 화법 (6), 독서 (6), 작문 (6), 문법 (6), 문학 (6), 매체언어 (6) |
| 도덕과          | 선택교과   | 현대 생활과 윤리 (6), 윤리와 사상 (6), 전통 윤리 (6) |
| 사회과          | 선택교과   | 한국 지리 (6), 경제 지리 (6), 세계 지리 (6), 한국 문화사 (6), 세계 역사의 이해 (8), 동아시아사 (6), 법과 사회 (6), 정치 (8), 경제 (6), 사회·문화 (6)                                             |
| 과학·기술과목군 |            | |
| 수학과          | 선택교과   | 수학의 활용 (6), 수학Ⅰ (6), 미적분과 통계 기본 (6), 수학Ⅱ (6), 적분과 통계 (6), 기하와 벡터 (6)                                                                                                  |
| 과학과          | 선택교과   | 물리Ⅰ (6), 화학Ⅰ (6), 생명과학Ⅰ (6), 지구과학Ⅰ (6), 물리Ⅱ (6), 화학Ⅱ (6), 생명과학Ⅱ (6), 지구과학Ⅱ (6)                                                                                           |
| 기술가정과      | 선택교과   | 농업 생명 과학 (6), 공학 기술 (6), 가정 과학 (6), 창업과 경영 (6), 해양 과학 (6), 정보 (4) |
| 예체능과목군    |            | |
| 체육과          | 선택교과   | 운동과 건강 생활 (4) |
| 음악과          | 선택교과   | 음악 실기 (4), 음악과 사회 (4), 음악과 이해 (4) |
| 미술과          | 선택교과   | 미술과 삶 (4), 미술 감상 (4), 미술 창작 (6) |
| 외국어과목군    |            | |
| 영어과          | 선택교과   | 영어Ⅰ (6), 영어Ⅱ (6), 실용 영어 회화 (6), 심화 영어 회화 (6), 영어 독해와 작문 (6), 심화 영어 독해와 작문 (6)                                                                                    |
| 제2외국어과     | 선택교과   | 독일어Ⅰ (6), 독일어Ⅱ (6), 프랑스어Ⅰ (6), 프랑스어Ⅱ (6), 스페인어Ⅰ (6), 스페인어Ⅱ (6), 중국어Ⅰ (6), 중국어Ⅱ (6), 일본어Ⅰ (6), 일본어Ⅱ (6), 러시아어Ⅰ (6), 러시아어Ⅱ (6), 아랍어Ⅰ (6), 아랍어Ⅱ (6) |
| 한문과목군      |            | |
| 한문과          | 선택교과   | 한문Ⅰ (6), 한문Ⅱ (6) |
| 교양과목군      |            | |
| 교양과          | 선택교과   | 생활과 철학 (4), 생활과 논리 (4), 생활과 심리 (4), 생활과 교육 (4), 생활과 종교 (4), 생활 경제 (4), 안전과 건강 (4), 진로와 직업 (4), 환경 (4), 보건 (4)                                         |

#### 전문 교과
| 농생명 산업 계열 | 농업 이해, 농업 기초 기술, 농업 정보 관리, 농업 경영, 생물 공학 기초, 재배, 작물 생산 기술, 숲과 인간, 산림 자원 기술, 원예, 생활 원예, 생산 자재, 원예 기술Ⅰ, 원예 기술Ⅱ, 동물 자원, 사육 기술Ⅰ, 사육 기술Ⅱ, 누에와 비단, 조경 기술Ⅰ, 조경 기술Ⅱ, 농업과 물, 농촌과 농지 개발, 농업 토목 기술Ⅰ, 농업 토목 기술Ⅱ, 농업 기계, 농업 기계공작, 농업 기계 기술Ⅰ, 농업 기계 기술Ⅱ, 식품 과학, 식품 위생, 식품 가공 기술Ⅱ, 농산물 유통, 농산물 유통 관리Ⅰ, 농산물 유통 관리Ⅱ, 환경 보전, 환경 관리Ⅰ, 환경 관리Ⅱ, 농업과 관광 |
| 공업 계열        | 공업 입문, 기초 제도, 정보 기술 기초, 전문 제도, 기계 일반, 전기 일반, 공업 영어, 기계 설계, 기계공작법, 원동기, 유체 기기, 공기 조화 설비, 기계 기초 공작, 공작 기계Ⅰ, 공작 기계Ⅱ, 산업 설비, 금형 제작, 전자 기계 이론, 전자 기계 회로, 전자 기계공작, 전자 기계 제어, 로봇 기초, 로봇 제작, 재료 일반, 금속 제조, 재료 가공, 주조, 금속 처리, 전기 응용, 전기 회로, 전기 기기, 전력 설비Ⅰ, 전력 설비Ⅱ, 전기·전자 측정, 자동화 설비, 전자 기기, 전자·전산 응용, 전자 회로, 계측 제어, 통신 일반, 정보 통신, 통신 시스템, 컴퓨터 구조, 시스템 프로그래밍, 프로그래밍, 디지털 논리 회로, 측량, 역학, 토목 설계, 토목 일반, 토목 재료·시공, 수리·토질, 지적 전산, 지적 실무, 건축 구조, 건축 계획 일반, 건축 목공, 건축 시공Ⅰ, 건축 시공Ⅱ, 디자인 일반, 색채 관리, 조형, 제품 디자인, 공예, 시각 디자인, 컴퓨터 그래픽, 공업 화학, 단위 조작·공정 제어, 제조 화학, 분석 화학, 기능성 세라믹, 세라믹 원리·공정, 구조 세라믹, 세라믹 디자인, 발효 공업, 식품 제조 기계, 식품 분석, 식품 공업 기술, 섬유 재료, 방적·방사, 제포·봉제, 염색·가공, 인쇄 일반, 인쇄·사진 재료, 평판 인쇄, 특수 인쇄, 사진·전자 제판, 사진, 자동차·건설 기계, 자동차 기관, 자동차 섀시, 자동차 전기·전자 제어, 건설 기계 구조·정비, 자동차 차체 수리, 선박 이론, 선박 구조, 선박 건조, 항공기 일반, 항공기 기체, 항공기 기관, 항공기 장비, 항공기 전자 장치, 환경 공업 일반, 수질 관리, 대기·소음 방지, 폐기물 처리, 컴퓨터 게임 기획, 컴퓨터 게임 프로그램, 컴퓨터 게임 그래픽, 만화·애니메이션 기초, 애니메이션 제작, 만화 창작, 영화·방송 제작, 촬영·조명, 방송 시스템 |
| 상업 정보 계열   | 상업 경제, 컴퓨터 일반, 회계 원리, 기업과 경영, 경영과 법, 마케팅과 광고, 경영 정보 시스템, 기업 자원 관리, 커뮤니케이션 실무, 원가 회계, 기업 회계, 전산 회계, 세무 회계, 금융과 생활, 국제화와 기업 경영, 무역 영어, 전자 무역과 국제 상무, 유통 정보 관리, 물류 관리, 자료 처리, 프로그래밍 실무, 소프트웨어 개발, 사무 관리 실무, 멀티미디어 일반, 멀티미디어 기획, 멀티미디어 실무, 웹 프로그래밍, 전자 상거래 일반, 인터넷 쇼핑몰 관리, 전자 상거래 실무, 인터넷 마케팅, 창업 일반 |
| 수산·해운 계열   | 수산 일반, 해사 일반, 해양 일반, 수산·해운 정보 처리, 수산 생물, 수산 경영 일반, 해양 생산 기술, 수산 양식, 양식 생물 질병, 수산 가공, 수산물 유통, 해양 환경, 해양 오염, 냉동 일반, 냉동 기계, 냉동 공조 실무, 열기관, 선박 보조 기계, 선박 전기·전자, 기계 설계·공작, 잠수 기술, 항해, 선박 운용, 해사 법규, 해사 영어, 선화 운송, 전자 통신 공학, 전자 통신 기기, 전자 통신 운용, 생선회 실무, 해양 레저·관광, 항만 물류 일반, 해양 정보 관리 |
| 가사·실업 계열   | 인간 발달, 식품과 영양, 급식 관리, 한국 조리, 동양 조리, 서양 조리, 제과 제빵, 의복 재료·관리, 패션 디자인, 한국 의복 구성, 서양 의복 구성, 자수와 편물, 주거, 실내 디자인, 가구 디자인, 디스플레이, 영·유아 교육 원리, 영·유아 교육 프로그램. 영·유아 놀이 교육, 영·유아 생활 지도, 관광 일반, 관광 경영 실무, 관광 서비스 실무, 관광 외식·조리, 관광 영어, 관광 일본어, 관광 중국어, 간호의 기초, 보건 간호, 기초 간호 임상 실무, 기초 복지 서비스, 노인 생활 지원, 헤어 미용, 피부 관리, 메이크업, 공중 보건 |
| 과학 계열        | 물리 실험, 화학 실험, 생명과학 실험, 지구과학 실험, 과학사, 전자 과학, 정보 과학Ⅰ, 정보 과학Ⅱ, 고급 수학, 고급 물리, 고급 화학, 고급 생명과학, 고급 지구과학, 과제 연구Ⅰ, 과제 연구Ⅱ, 환경 과학, 현대 과학과 기술, 원서 강독, 워크숍, 과학 철학 |
| 체육 계열        | 스포츠 개론, 스포츠 경기 과학, 체육과 진로 탐구, 육상 운동, 체조 운동, 수상 운동, 개인·대인 운동, 단체 운동, 투기 운동, 빙상·설상 운동, 표현·창작 운동, 체력 운동, 전문 스포츠 경기 체력, 전문 스포츠 경기 초급, 전문 스포츠 경기 중급, 전문 스포츠 경기 고급, 전문 스포츠 경기 실습, 스포츠 교육, 코칭론, 건강 관리, 스포츠 행정·경영, 전공 실기, 전공 실습 |
| 예술 계열        | 음악 이론, 음악사·감상, 시창·청음, 음악 전공 실기, 합창, 합주, 연주, 컴퓨터와 음악, 교양 실기, 미술 이론, 미술사, 소묘, 기초 회화, 기초 조소, 기초 디자인·공예, 미술 전공 실기, 영상 매체와 미술, 미술 감상과 비평, 무용의 이해, 기초 한국 무용, 기초 발레, 기초 현대 무용, 무용 전공 실기, 무용 음악, 안무, 무용 감상과 비평, 문학의 이해, 문장론, 고전 문학의 감상과 비평, 현대 문학의 감상과 비평, 시 창작, 소설 창작, 희곡 창작, 매체와 문학, 연극의 이해, 무대 기술, 연기, 연극 제작 실습, 연극의 감상과 비평, 영화의 이해, 영화 기술, 영화 창작과 표현, 영화 제작 실습, 영화 감상과 비평, 사진의 이해, 기초 촬영, 중급 촬영, 암실 실기, 사진 편집, 디지털 사진 촬영, 디지털 사진 표현 기법, 사진 감상과 비평 |
| 외국어 계열      | 심화 영어, 영어 청해, 영어 회화Ⅰ, 영어 회화Ⅱ, 영어 독해, 영어 작문, 영어권 문화Ⅰ, 영어권 문화Ⅱ, 영어 문법, 기초 독일어, 독일어 청해, 독일어 회화Ⅰ, 독일어 회화Ⅱ, 독일어 독해, 독일어 작문, 독일어권 문화Ⅰ, 독일어권 문화Ⅱ, 독일어 문법, 기초 프랑스어, 프랑스어 청해, 프랑스어 회화Ⅰ, 프랑스어 회화Ⅱ, 프랑스어 독해, 프랑스어 작문, 프랑스어권 문화Ⅰ, 프랑스어권 문화Ⅱ, 프랑스어 문법, 기초 스페인어, 스페인어 청해, 스페인어 회화Ⅰ, 스페인어 회화Ⅱ, 스페인어 독해, 스페인어 작문, 스페인어권 문화Ⅰ, 스페인어권 문화Ⅱ, 스페인어 문법, 기초 중국어, 중국어 청해, 중국어 회화Ⅰ, 중국어 회화Ⅱ, 중국어 독해, 중국어 작문, 중국 문화Ⅰ, 중국 문화Ⅱ, 중국어 문법, 기초 일본어, 일본어 청해, 일본어 회화Ⅰ, 일본어 회화Ⅱ, 일본어 독해, 일본어 작문, 일본 문화Ⅰ, 일본 문화Ⅱ, 일본어 문법, 기초 러시아어, 러시아어 청해, 러시아어 회화Ⅰ, 러시아어 회화Ⅱ, 러시아어 독해, 러시아어 작문, 러시아 문화Ⅰ, 러시아 문화Ⅱ, 러시아어 문법, 기초 아랍어, 아랍어 청해, 아랍어 회화Ⅰ, 아랍어 회화Ⅱ, 아랍어 독해, 아랍어 작문, 아랍 문화Ⅰ, 아랍 문화Ⅱ, 아랍어 문법 |
| 국제 계열        | 영어 강독, 독일어 강독, 프랑스어 강독, 스페인어 강독, 중국어 강독, 일본어 강독, 러시아어 강독, 아랍어 강독, 국제 정치Ⅰ, 국제 정치Ⅱ, 국제 경제Ⅰ, 국제 경제Ⅱ, 세계 문제, 비교 문화Ⅰ, 비교 문화Ⅱ, 정보 과학, 국제법, 지역 이해, 인류의 미래 사회, 한국의 전통 문화, 한국의 현대 사회, 한국어, 과제 연구Ⅰ, 과제 연구Ⅱ, 예능 실습 |

- 굵은 글씨는 각 계열에서 필수로 이수해야 하는 과목이다.
  - 컴퓨터 일반은 상업 계열, 가사·실업 계열에서 필수 과목이다.
  - 수산·해운 계열의 경우 수산 일반은 수산 계열, 해사 일반은 해운 계열에 한해서 필수 과목이다.
  - 외국어 계열의 경우 각 학과에 해당되는 기초 외국어(영어과의 경우 심화 영어), 청해, 회화Ⅰ, 문화Ⅰ, 독해 과목이 필수 과목이다.

### 특별 활동
특별 활동은 자치 활동, 적응 활동, 계발 활동, 봉사 활동, 행사 활동으로 이루어져 있다.

## 7차 교육과정
7차 교육과정부터 2~3학년에 선택 교과가 도입되었으며, 2002년 입학생부터 2010년 입학생까지 적용되었다. 단, 국사 과목은 2006년 입학생부터 개정된 과정이 적용되었다.

### 공통 교과
- 국어 : 국어는 8단위로 짜여지며, 2권의 교과서가 학기별로(상, 하) 제시된다.[1]
- 도덕 : 도덕은 2단위로 짜여지며 1권의 교과서가 제시된다.[1]
- 사회 : 사회는 6단위로 짜여지며, 1권의 교과서가 제시된다.
- 국사 : 국사는 4단위로 짜여지며, 1권의 교과서가 제시된다.[1]
- 수학 : 수학은 8단위로 짜여지며, 2권의 교과서가 학기별로(10-가, 10-나) 제시된다.
- 과학 : 과학은 6단위로 짜여지며, 1권의 교과서가 제시된다.
- 기술·가정 : 기술·가정은 6단위로 짜여지며, 1권의 교과서가 제시된다.
- 체육 : 체육은 4단위로 짜여지며, 1권의 교과서가 제시된다.
- 음악 : 음악은 2단위로 짜여지며, 1권의 교과서가 제시된다.
- 미술 : 미술은 2단위로 짜여지며, 1권의 교과서가 제시된다.
- 영어 : 영어는 8단위로 짜여지며, 1권의 교과서가 제시된다.

### 선택 교과

#### 일반 교과
| 인문·사회과목군 | 인문·사회과목군 | 인문·사회과목군 |
| --------------- | --------------- | --- |
| 국어과          | 일반선택교과    | 국어 생활 (4) |
| 국어과          | 심화선택교과    | 화법 (4), 독서 (8), 작문 (8), 문법 (4), 문학 (8)                                                                             |
| 도덕과          | 일반선택교과    | 시민 윤리 (4) |
| 도덕과          | 심화선택교과    | 윤리와 사상 (4), 전통 윤리 (4)                                                                                               |
| 사회과          | 일반선택교과    | 인간 사회와 환경 (4) |
| 사회과          | 심화선택교과    | 한국 지리 (8), 세계 지리 (8), 경제 지리 (6), 한국근·현대사 (8), 세계사 (8), 법과 사회 (6), 정치 (8), 경제 (6), 사회·문화 (8) |
| 과학·기술과목군 |                 | |
| 수학과          | 일반선택교과    | 실용수학 (4) |
| 수학과          | 심화선택교과    | 수학Ⅰ (8), 수학Ⅱ (8), 미분과 적분 (4), 확률과 통계 (4), 이산수학 (4)                                                         |
| 과학과          | 일반선택교과    | 생활과 과학 (4) |
| 과학과          | 심화선택교과    | 물리Ⅰ (4), 화학Ⅰ (4), 생물Ⅰ (4), 지구과학Ⅰ (4), 물리Ⅱ (6), 화학Ⅱ (6), 생물Ⅱ (6), 지구과학Ⅱ (6)                               |
| 기술·가정과     | 일반선택교과    | 정보 사회와 컴퓨터 (4) |
| 기술·가정과     | 심화선택교과    | 농업 과학 (6), 공업 기술 (6), 기업 경영 (6), 해양 과학 (6), 가정 과학 (6)                                                    |
| 예체능과목군    |                 | |
| 체육과          | 일반선택교과    | 체육과 건강 (4) |
| 체육과          | 심화선택교과    | 체육 이론 (4), 체육 실기 (4 이상)                                                                                            |
| 음악과          | 일반선택교과    | 음악과 생활 (2) |
| 음악과          | 심화선택교과    | 음악 이론 (4), 음악 실기 (4 이상)                                                                                            |
| 미술과          | 일반선택교과    | 미술과 생활 (2) |
| 미술과          | 심화선택교과    | 미술 이론 (4), 미술 실기 (4 이상)                                                                                            |
| 외국어과목군    |                 | |
| 외국어과        | 일반선택교과    | 없음 |
| 외국어과        | 심화선택교과    | 영어Ⅰ (8), 영어Ⅱ (8), 영어 회화 (8), 영어 독해 (8), 영어 작문 (8)                                                            |
| 제2외국어과     | 일반선택교과    | 독일어Ⅰ (6), 프랑스어Ⅰ (6), 스페인어Ⅰ (6), 중국어Ⅰ (6), 일본어Ⅰ (6), 러시아어Ⅰ (6), 아랍어Ⅰ (6)                              |
| 제2외국어과     | 심화선택교과    | 독일어Ⅱ (6), 프랑스어Ⅱ (6), 스페인어Ⅱ (6), 중국어Ⅱ (6), 일본어Ⅱ (6), 러시아어Ⅱ (6), 아랍어Ⅱ (6)                              |
| 한문과목군      |                 | |
| 한문과          | 일반선택교과    | 한문 (6) |
| 한문과          | 심화선택교과    | 한문 고전 (6) |
| 교련과목군      |                 | |
| 교련과          | 일반선택교과    | 교련 (6) |
| 교련과          | 심화선택교과    | 없음 |
| 교양과목군      |                 | |
| 교양과          | 일반선택교과    | 철학 (4), 논리학 (4), 심리학 (4), 교육학 (4), 생활 경제 (4), 종교 (4), 생태와 환경 (4), 진로와 직업 (4), 기타 (4)            |
| 교양과          | 심화선택교과    | 없음 |

- 체육, 음악, 미술 교과의 실기 과목은 체육, 예술에 관한 전문 교과의 과목 중에서 선택한다.

#### 전문 교과
| 농업 계열      | 농업 이해, 농업 기초 기술, 농업 정보 관리, 농업 경영, 생물 공학 기초, 재배, 작물 생산 기술, 숲과 인간, 산림 자원 기술, 원예, 생활 원예, 생산 자재, 원예 기술Ⅰ, 원예 기술Ⅱ, 축산, 사육 기술Ⅰ, 사육 기술Ⅱ, 누에와 비단, 잠사 기술, 농업 기계, 기계 공작, 농업 기계 기술Ⅰ, 농업 기계 기술Ⅱ, 식품 과학, 식품 위생, 식품 가공 기술Ⅰ, 식품 가공 기술Ⅱ, 환경 보전, 환경 관리Ⅰ, 환경 관리Ⅱ, 조경, 조경 기술Ⅰ, 조경 기술Ⅱ, 농산물 유통, 유통 관리Ⅰ, 유통 관리Ⅱ, 기타 |
| 공업 계열      | 공업 입문, 기초 제도, 정보 기술 기초, 전문 제도, 기계 일반, 전기 일반, 공업 영어, 기계 설비, 기계 공작법, 원동기, 유체 기기, 공기 조화 설비, 기계 기초 공작, 공작 기계Ⅰ, 공작 기계Ⅱ, 산업 설비, 금형 제작, 전자 기계 이론, 전자 기계 회로, 전자 기계 공작, 전자 기계 제어, 금속 재료, 금속 제조, 소성 가공, 주조, 금속 처리, 자원 개발, 화약·발파, 석재 가공, 시추·지하수, 자원 개발 조성, 자원 개발 기계, 전기 응용, 전기 회로, 전기 기기, 전력 설비Ⅰ, 전력 설비Ⅱ, 전기·전자 측정, 자동화 설비, 전자 기기, 전자·전산 응용, 전자 회로, 계측 제어, 통신 일반, 정보 통신, 통신 시스템, 컴퓨터의 구조, 시스템 프로그래밍, 프로그래밍, 디지털 논리 회로, 멀티미디어, 역학, 토목 설계, 토목 일반, 측량, 토목 재료·시공, 수리·토질, 지적 전산, 지적 실무, 건축 구조, 건축 계획 일반, 건축 시공Ⅰ, 건축 시공Ⅱ, 건축 시공Ⅲ, 디자인 일반, 색채 관리, 조형, 제품 디자인, 공예, 공업 화학, 단위 조작, 제조 화학, 화공 계측 제어, 뉴 세라믹, 소결 세라믹, 고온 세라믹, 응결·경화 세라믹, 응용 세라믹, 발효 공업, 식품 제조 기계, 식품 공업Ⅰ, 식품 공업Ⅱ, 섬유 재료, 방적·방사, 제포·봉제, 염색·가공, 인쇄 일반, 인쇄 재료, 평판 인쇄, 특수 인쇄, 사진·전자 제판, 사진 기술, 자동차·건설 기계, 자동차 기관, 자동차 섀시, 자동차 전기, 건설 기계 구조·정비, 선박 이론, 선박 구조, 선박 의장, 선박 건조, 항공기 일반, 항공기 기계, 항공기 기관, 항공기 장비, 항공기 전자 장치, 환경 공업 일반, 대기·소음 방지, 수질 관리, 폐기물 처리, 기타 |
| 상업 계열      | 상업 경제, 회계 원리, 컴퓨터 일반, 경영 대요, 상업 법규, 상업 계산 실무, 경영 실무, 기업 회계, 원가 회계, 세무 회계, 회계 실무, 국제 경영, 무역 영어, 국제 상무, 자료 처리, 전자 계산 실무, 프로그래밍 실무, 시각 디자인 일반, 사진, 시각 디자인 실무, 컴퓨터 그래픽, 관광 경영 실무, 비서 일반, 비서 실무, 사무 자동화 일반, 사무 자동화 실무, 문서 실무, 마케팅, 광고 일반, 유통 관리 일반, 유통 정보 실무, 기타 |
| 수산·해운 계열 | 수산 일반, 해사 일반, 해양 일반, 수산·해운 정보 처리, 수산 생물, 수산 경영 일반, 어업, 수산 양식, 양식 생물 질병, 수산 가공, 수산 가공 기계, 수산물 유통, 수산물 판매 관리, 해양 환경, 해양 오염, 냉동 일반, 냉동 기계, 냉동 설비·설계, 열기관, 선박 보조 기계, 선박 전기·전자, 기계 설계·공작, 해양 토목, 해양 구조물 설계 시공, 잠수 기술, 항해, 선박 운용, 해사 법규, 해사 영어, 선화 운송, 전자 통신 공학, 전자 통신 기기, 전자 통신 운용, 기타 |
| 가사·실업 계열 | 인간 발달, 식품과 영양, 급식 관리, 한국 조리, 외국 조리, 제과 제빵, 의복 재료·관리, 복식 디자인, 한국 의복 구성, 서양 의복 구성, 홈패션, 편물, 한국 무늬, 자수, 주거, 실내 디자인, 가구 디자인, 디스플레이, 유아 교육 원리, 유아 생활 교육, 유아 놀이·표현 지도, 관광 일반, 여행 업무, 호텔 업무, 관광 조리, 관광 영어, 관광 일본어, 노인 생활 지원, 헤어 미용, 피부 관리, 공중 보건, 기타 |
| 과학 계열      | 물리 실험, 화학 실험, 생물 실험, 지구과학 실험, 과학사, 전자 과학, 컴퓨터 과학Ⅰ, 컴퓨터 과학Ⅱ, 고급 수학, 고급 물리, 고급 화학, 고급 생물, 고급 지구과학, 과제 연구Ⅰ, 과제 연구Ⅱ, 환경 과학, 현대 과학과 기술, 원서 강독, 워크숍, 과학 철학, 기타 |
| 체육 계열      | 체육 개론, 스포츠 과학, 육상, 체조, 수영, 구기, 무용, 육상 경기, 체조 경기, 수영 경기, 구기 경기, 투기, 사격, 양궁, 역도, 빙상, 사이클, 골프, 요트, 조정, 볼링, 스키, 펜싱, 배드민턴, 카누, 기타 |
| 예술 계열      | 음악 이론, 음악사, 시창·청음, 전공 실기, 실내악, 합창·합주, 연주, 컴퓨터와 음악, 음악 감상, 미술 이론, 미술사, 소묘, 회화, 판화, 조소, 디자인, 공예, 서예, 영상 미술, 무용 이론, 무용사, 동작 분석, 한국 무용, 발레, 현대 무용, 민속 무용, 무용 음악, 무용 창작, 무용 감상, 문학 개론, 문학사, 문장론, 고전 문학, 현대 문학, 시 창작, 소설 창작, 희곡 창작, 연극 개론, 영화 개론, 연극사, 영화사, 화술, 기초 연기, 무대 기술, 라디오·텔레비전, 전공 실기, 사진 개론, 사진사, 기초 촬영 실기, 중급 촬영 실기, 암실 실기, 조명 실기, 사진 편집, 기타 |
| 외국어 계열    | 영어 독해Ⅰ, 영어 독해Ⅱ, 영어 회화Ⅰ, 영어 회화Ⅱ, 영어 작문Ⅰ, 영어 작문Ⅱ, 영어 청해, 영어 문법, 영어권 문화, 실무 영어, 독일어 독해Ⅰ, 독일어 독해Ⅱ, 독일어 회화Ⅰ, 독일어 회화Ⅱ, 독일어 작문Ⅰ, 독일어 작문Ⅱ, 독일어 청해, 독일어 문법, 독일 문화, 실무 독일어, 프랑스어 독해Ⅰ, 프랑스어 독해Ⅱ, 프랑스어 회화Ⅰ, 프랑스어 회화Ⅱ, 프랑스어 작문Ⅰ, 프랑스어 작문Ⅱ, 프랑스어 청해, 프랑스어 문법, 프랑스 문화, 실무 프랑스어, 스페인어 독해Ⅰ, 스페인어 독해Ⅱ, 스페인어 회화Ⅰ, 스페인어 회화Ⅱ, 스페인어 작문Ⅰ, 스페인어 작문Ⅱ, 스페인어 청해, 스페인어 문법, 스페인 문화, 실무 스페인어, 중국어 독해Ⅰ, 중국어 독해Ⅱ, 중국어 회화Ⅰ, 중국어 회화Ⅱ, 중국어 작문Ⅰ, 중국어 작문Ⅱ, 중국어 청해, 중국어 문법, 중국 문화, 실무 중국어, 일본어 독해Ⅰ, 일본어 독해Ⅱ, 일본어 회화Ⅰ, 일본어 회화Ⅱ, 일본어 작문Ⅰ, 일본어 작문Ⅱ, 일본어 청해, 일본어 문법, 일본 문화, 실무 일본어, 러시아어 독해Ⅰ, 러시아어 독해Ⅱ, 러시아어 회화Ⅰ, 러시아어 회화Ⅱ, 러시아어 작문Ⅰ, 러시아어 작문Ⅱ, 러시아어 청해, 러시아어 문법, 러시아 문화, 실무 스페인어, 아랍어 독해Ⅰ, 아랍어 독해Ⅱ, 아랍어 회화Ⅰ, 아랍어 회화Ⅱ, 아랍어 작문Ⅰ, 아랍어 작문Ⅱ, 아랍어 청해, 아랍어 문법, 아랍 문화, 실무 아랍어, 기타 |
| 국제 계열      | 영어 강독, 독일어 강독, 프랑스어 강독, 스페인어 강독, 중국어 강독, 일본어 강독, 러시아어 강독, 아랍어 강독, 국제 정치, 국제 경제, 국제 문제, 비교 문화, 정보 과학, 국제법, 지역 이해, 인류의 미래 사회, 한국의 전통 문화, 한국의 현대 사회, 한국어, 과제 연구, 예능 실습, 기타 |

- 굵은 글씨는 각 계열에서 필수로 이수해야 하는 과목이다.
  - 컴퓨터 일반은 상업 계열, 가사·실업 계열에서 필수 과목이다.
  - 수산·해운 계열의 경우 수산 일반은 수산 계열, 해사 일반은 해운 계열에 한해서 필수 과목이다.
  - 외국어 계열의 경우 각 학과에 해당되는 Ⅰ과목과 청해 과목이 필수 과목이다.

### 특별 활동
특별 활동은 자치 활동, 적응 활동, 계발 활동, 봉사 활동, 행사 활동으로 이루어져 있다.

## 6차 교육과정
6차 교육과정은 1996년 입학생부터 2001년 입학생까지 적용되었다. 단, 교련은 1994년 입학생부터 적용되었다.

### 공통 필수 과목
- 국어 : 국어는 10단위로 짜여지며, 2권의 교과서가 학기별로(상, 하) 제시된다.[1]
- 윤리 : 윤리는 6단위로 짜여지며, 1권의 교과서가 제시된다.
- 공통사회 : 공통사회는 8단위로 짜여지며, 2권의 교과서가 학기별로(상, 하) 제시된다.[2]
- 국사 : 국사는 6단위로 짜여지며, 2권의 교과서가 학기별로(상, 하) 제시된다.[1]
- 공통수학 : 공통수학은 8단위로 짜여지며, 1권의 교과서가 제시된다.[3]
- 공통과학 : 공통과학은 8단위로 짜여지며, 1권의 교과서가 제시된다.
- 체육Ⅰ : 체육Ⅰ은 8단위로 짜여지며, 1권의 교과서가 제시된다.
- 음악Ⅰ : 음악Ⅰ은 4단위로 짜여지며, 1권의 교과서가 제시된다.
- 미술Ⅰ : 미술Ⅰ은 4단위로 짜여지며, 1권의 교과서가 제시된다.
- 공통영어 : 공통영어는 8단위로 짜여지며, 1권의 교과서가 제시된다.

### 과정별 필수 과목

#### 일반 교과
| 국어      | 과정별 필수교과 | 화법 (4), 독서 (4), 작문 (6), 문법 (4), 문학 (8) |
| 한문      | 과정별 필수교과 | 한문Ⅰ (6), 한문Ⅱ (4) |
| 수학      | 과정별 필수교과 | 수학Ⅰ (10), 수학Ⅱ (10), 실용수학 (8) |
| 사회      | 과정별 필수교과 | 정치 (4), 경제 (4), 사회·문화 (4), 세계사 (6), 세계지리 (6) |
| 과학      | 과정별 필수교과 | 물리Ⅰ (4), 물리Ⅱ (8), 화학Ⅰ (4), 화학Ⅱ (8), 생물Ⅰ (4), 생물Ⅱ (8), 지구과학Ⅰ (4), 지구과학Ⅱ (8) |
| 체육      | 과정별 필수교과 | 체육Ⅱ (6) |
| 교련      | 과정별 필수교과 | 교련 (6) |
| 음악      | 과정별 필수교과 | 음악Ⅱ (4) |
| 미술      | 과정별 필수교과 | 미술Ⅱ (4) |
| 실업·가정 | 과정별 필수교과 | 기술 (8), 가정 (8), 농업 (6), 상업 (6), 수산업 (6), 가사 (6), 정보산업 (6), 진로·직업 (6) |
| 외국어    | 과정별 필수교과 | 영어Ⅰ (8), 영어Ⅱ (8), 영어독해 (6), 영어회화 (6), 실무영어 (6), 독일어Ⅰ (6), 독일어Ⅱ (6), 프랑스어Ⅰ (6), 프랑스어Ⅱ (6), 에스파냐어Ⅰ (6), 에스파냐어Ⅱ (6), 중국어Ⅰ (6), 중국어Ⅱ (6), 일본어Ⅰ (6), 일본어Ⅱ (6), 러시아어Ⅰ (6), 러시아어Ⅱ (6) |
| 교양선택  | 과정별 선택교과 | 철학, 논리학, 심리학, 교육학, 생활경제, 종교, 환경과학, 기타 중에서 선택 (4) |

- 체육Ⅱ, 음악Ⅱ, 미술Ⅱ는 체육, 예술에 관한 전문 과목 중에서 선택한다.

#### 전문 교과
| 농업 계열      | 농업 발전, 농업 실습, 농업 생산 환경, 농업 경영, 농업 기계, 생물 공학, 환경 보전, 농업 공작, 작물, 임업, 산림 토목, 임업 경영, 임산 가공, 축산, 영양·사료, 채소, 과수, 화훼, 시설 원예, 양잠, 견섬유, 농업 토목 설계, 농업 토목 재료·시공, 농업 수리, 농지 개발, 식품 가공, 식품 과학, 식품 위생, 식품 미생물, 식품 가공 기기, 농업 동력, 농작업기, 농업 기계 요소·제도, 농업 기계 공작, 생활 과학, 농가 경영, 생활 원예, 농촌 보건 위생, 원예·조경, 조경 계획, 조경 시공·관리, 농산물 유통, 농산물 판매 관리 |
| 공업 계열      | 공업 입문, 제도, 공업 실습, 기계 일반, 전기 일반, 공업 영어, 기계 설계, 기계 공작, 판금·용접, 기계 재료, 금형 설계, 공업 역학, 유체 기기, 원동기, 공기 조화 설비, 전자 기계, 전자 기계 회로, 금속 재료, 금속 제련, 주조, 금속 열처리, 금속 표면 처리, 소성 가공, 제선·제강, 자원 개발, 자원 탐사, 자원 처리, 화약·발파, 자원 개발 기계, 석재 가공, 전기 이론, 전기 기기, 전력, 전기 설비, 산업 전자, 전기·전자 재료, 전기·전자 측정, 전기 응용, 전자 이론, 자동 제어, 전자 기기, 공업 계측, 전자 응용, 계장, 통신 이론, 데이터 통신, 통신 관계 법규, 전자 계산기 구조, 시스템 프로그래밍, 프로그래밍Ⅰ, 측량, 역학, 토목 재료·시공, 토목 설계, 수리·토질, 토목 계획, 건축 구조·시공, 건축 계획, 건축 재료, 건축 법규, 디자인 일반, 디자인 재료, 색채 관리, 광고·사진, 공업 화학, 화학 공학, 제조 화학, 화공 계측 제어, 환경 기술, 세라믹 이론, 세라믹 재료, 세라믹 공정, 세라믹 공업, 도자기, 발효 공업, 식품 제조 공정, 섬유 재료, 방적·방사, 제직, 편성·봉제, 염색·가공, 인쇄 일반, 인쇄 재료, 평판 인쇄, 특수 인쇄, 인쇄 사진, 자동차 구조, 자동차 전기, 자동차 정비, 차량 법규, 중장비 구조 정비, 선박 이론, 선박 구조, 선박 건조, 선박 의장, 항공기 일반, 비행 원리, 항공기 기체, 항공기 기관, 항공기 장비, 항공 전자 장치                                |
| 상업 계열      | 상업 경제, 상업 실습, 경영 대요, 상업 부기, 전자 계산 일반, 상업 법규, 상업 계산, 상업 실무, 마케팅, 상품, 문서 실무, 유통 관리 일반, 기업 회계, 원가 회계, 세무 회계, 무역 업무, 상업 영어, 국제 경제, 프로그래밍Ⅱ, 자료 처리, 전자 계산 실무, 경영 통계, 상업 디자인 일반, 상업 미술, 그래픽 디자인, 컴퓨터 그래픽, 비서 일반, 비서 실무, 속기, 사무 자동화 일반 |
| 수산·해운 계열 | 수산 일반, 해운 일반, 수산·해운 실습, 어업, 항해, 선박 운용, 해사 법규, 해사 영어, 선박 일반, 선화 운송, 수산 경영, 수산 생물, 수산 양식, 양식 생물 질병, 양식 시설, 수산 가공, 냉동 기계, 냉동 설비·설계, 열기관, 선박 보조 기계, 선박 전기·전자, 기계 설계·공작, 통신 공학, 전자 통신 기기, 통신 운용, 통신 실험, 자동화 선박, 해양·기상 |
| 가사·실업 계열 | 자영 사업 일반, 가사·실업 실습, 인간 발달, 유아 교육 원리, 유아 생활·교육, 노인 복지, 노인 생활 지원, 복식 디자인, 의복 재료·관리, 의복 구성, 영양과 식품, 조리, 급식 관리, 자수, 한국 문양, 관광 일반, 호텔 업무, 여행 관리, 관광 영어, 관광 일본어, 주거, 실내 디자인 |
| 과학 계열      | 물리 실험, 화학 실험, 생물 실험, 지구과학 실험, 과학사, 전자 과학, 컴퓨터 과학Ⅰ, 수학Ⅲ, 고급 물리, 고급 화학, 고급 생물, 고급 지구과학, 과제 연구, 컴퓨터 과학Ⅱ, 과학 철학, 과제 연구Ⅱ, 워크숍, 원서 강독, 기타 과목 |
| 체육 계열      | 체육 개론, 스포츠 과학, 육상, 체조, 수영, 구기, 무용, 육상 경기, 체조 경기, 수영 경기, 구기 경기, 투기, 사격, 양궁, 역도, 빙상, 사이클, 골프, 요트, 조정, 볼링, 스키, 펜싱, 배드민턴, 카누, 기타 과목 |
| 예술 계열      | 시창·청음, 음악 이론, 음악사, 성악, 기악, 작곡, 합창·합주, 실내악, 연주, 음악 일반, 소묘, 미술 이론, 미술사, 회화, 조소, 디자인, 서예, 미술 일반, 동작법, 무용 이론, 무용사, 무용 창작, 한국 무용, 발레, 현대 무용, 전통 무용, 무용 음악, 기타 과목 |
| 외국어 계열    | 영어 독해Ⅰ, 영어 독해Ⅱ, 영어 회화Ⅰ, 영어 회화Ⅱ, 영어 작문Ⅰ, 영어 작문Ⅱ, 영어 문법Ⅰ, 영어 문법Ⅱ, 영미 문화Ⅰ, 영미 문화Ⅱ, 영어 청해, 고급 실무 영어, 독일어 독해Ⅰ, 독일어 독해Ⅱ, 독일어 회화Ⅰ, 독일어 회화Ⅱ, 독일어 작문Ⅰ, 독일어 작문Ⅱ, 독일어 문법Ⅰ, 독일어 문법Ⅱ, 독일 문화Ⅰ, 독일 문화Ⅱ, 독일어 청해, 실무 독일어, 프랑스어 독해Ⅰ, 프랑스어 독해Ⅱ, 프랑스어 회화Ⅰ, 프랑스어 회화Ⅱ, 프랑스어 작문Ⅰ, 프랑스어 작문Ⅱ, 프랑스어 문법Ⅰ, 프랑스어 문법Ⅱ, 프랑스 문화Ⅰ, 프랑스 문화Ⅱ, 프랑스어 청해, 실무 프랑스어, 에스파냐어 독해Ⅰ, 에스파냐어 독해Ⅱ, 에스파냐어 회화Ⅰ, 에스파냐어 회화Ⅱ, 에스파냐어 작문Ⅰ, 에스파냐어 작문Ⅱ, 에스파냐어 문법Ⅰ, 에스파냐어 문법Ⅱ, 에스파냐 문화Ⅰ, 에스파냐 문화Ⅱ, 에스파냐어 청해, 실무 에스파냐어, 일본어 독해Ⅰ, 일본어 독해Ⅱ, 일본어 회화Ⅰ, 일본어 회화Ⅱ, 일본어 작문Ⅰ, 일본어 작문Ⅱ, 일본어 문법Ⅰ, 일본어 문법Ⅱ, 일본 문화Ⅰ, 일본 문화Ⅱ, 일본어 청해, 실무 일본어, 중국어 독해Ⅰ, 중국어 독해Ⅱ, 중국어 회화Ⅰ, 중국어 회화Ⅱ, 중국어 작문Ⅰ, 중국어 작문Ⅱ, 중국어 문법Ⅰ, 중국어 문법Ⅱ, 중국 문화Ⅰ, 중국 문화Ⅱ, 중국어 청해, 실무 중국어, 러시아어 독해Ⅰ, 러시아어 독해Ⅱ, 러시아어 회화Ⅰ, 러시아어 회화Ⅱ, 러시아어 작문Ⅰ, 러시아어 작문Ⅱ, 러시아어 문법Ⅰ, 러시아어 문법Ⅱ, 러시아 문화Ⅰ, 러시아 문화Ⅱ, 러시아어 청해, 실무 러시아어 |

- 굵은 글씨는 각 계열에서 필수로 이수해야 하는 과목이다.
  - 전자 계산 일반은 농업 계열, 공업 계열, 상업 계열, 수산·해운 계열, 가사·실업 계열에서 필수 과목이다.
  - 수산·해운 계열의 경우 수산 일반은 수산 계열, 해운 일반은 해운 계열에 한해서 필수 과목이다.
  - 예술 계열의 경우 음악과는 시창·청음, 음악이론, 미술과는 소묘, 미술이론, 무용과는 동작법, 무용이론이 필수 과목이다.
  - 외국어 계열의 경우 각 학과에 해당되는 Ⅰ과목과 청해 과목이 필수 과목이다.

공업계 고등학교 2+1체제 교과
1997년에 개정된 공업계 고등학교의 2+1체제 교과는 2년은 학교에서, 1년은 산업체에서 배우는 체제이다. 1999년 입학생부터 적용되었다.
| 학교 이수 과목   | 공업 입문, 전자 계산 일반, 기초 제도, 전문 제도, 기계 일반, 전기 일반, 기계 기술, 기계 기초, 기계 공작 기초, 금형 제작 기초, 산업 설비 기초, 전자 기계 공작 기초, 전자 기계 회로 기초, 자동화 기기 기초, 금속 기술, 주조 기초, 금속 가공 기초, 금속 제조 기초, 자원 기술, 지반 조사 기초, 지반 굴착 기초, 지하수 개발 기초, 전기 기술, 전기 기기 기초, 자동 제어 기초, 전기 설비 기초, 자동 제어 기초, 전기 설비 기초, 전자 기술, 전자 제품 제작 기초, 전자 기기 기초, 자동화 설비 기초, 통신 기술, 통신 기초, 통신 설비 기초, 통신망 설치 기초, 컴퓨터 기술, 컴퓨터 구조 기초, 전자 회로 기초, 프로그래밍 기초, 토목 기술, 측량 기초, 수리·토질 기초, 토목 재료·시공 기초, 건축 기술, 건축 목공 기초, 조적·마감 기초, 철근 콘크리트·철골 기초, 디자인 기술, 제품 디자인 기초, 시각 디자인 기초, 환경 디자인 기초, 공예 기초, 화공 기술, 화공 계측·분석 기초, 제조 화학 기초, 화학 공정 기초, 세라믹 기술, 응결·경화 세라믹 기초, 용융 세라믹 기초, 소결 세라믹 기초, 식품 기술, 식품 품질 검사 기초, 식품 제조 기초, 섬유 기술, 방적·방사 기초, 제포·봉제 기초, 염색·가공 기초, 인쇄 기술, 인쇄 기초, 특수 인쇄 기초, 제판 기초, 사진 기초, 자동차·건설 기계 기술, 내연 기관 기초, 자동차 전기 기초, 자동차 새시 기초, 건설 기계 기초, 조선 기술, 현도 기초, 선체 조립 기초, 선박 의장 기초, 항공 기술, 항공기 기계 제작·정비 기초, 항공기 기관 정비 기초, 항공기 전자·장비 정비 기초 |
| 산업체 이수 과목 | 기계 공작 응용, 금형 제작 응용, 산업 설비 응용, 자동화 시스템 응용, 주조 응용, 금속 가공 응용, 금속 제조 응용, 지반 조사 응용, 지반 굴착 응용, 지하수 개발 응용, 전기 기기 응용, 자동 제어 응용, 전기 설비 응용, 전자 제품 제작 응용, 전자 기기 응용, 자동화 설비 응용, 통신 선로 설비 응용, 통신 설비 응용, 통신망 설비 응용, 컴퓨터 구조 응용, 전자 회로 응용, 프로그래밍 응용, 측량 응용, 수리·토질 응용, 토목 재료·시공 응용, 건축 설계 응용, 건축 목공 응용, 조적·마감 응용, 철근 콘크리트 응용, 철골·조립식 건축 응용, 제품 디자인 응용, 시각 디자인 응용, 환경 디자인 응용, 공예 응용, 화공 계측·분석 응용, 제조 화학 응용, 화학 공정 응용, 응결·경화 세라믹 응용, 용융 세라믹 응용, 소결 세라믹 응용, 농산 식품 제조 응용, 축산 식품 제조 응용, 수산 식품 제조 응용, 방적·방사 응용, 제포·봉제 응용, 염색·가공 응용, 인쇄 응용, 제판 응용, 사진 응용, 내연 기관 응용, 자동차 전기 응용, 자동차 새시 응용, 건설 기계 응용, 현도 응용, 선체 조립 응용, 선박 의장 응용, 항공기 기체 제작·정비 응용, 항공기 기관 정비 응용, 항공기 전자·장비 정비 응용 |

- 굵은 글씨는 각 계열에서 필수로 이수해야 하는 과목이다.

### 특별 활동
특별 활동은 학급 활동, 학교 활동, 클럽 활동, 단체 활동으로 이루어져 있다.

## 5차 교육과정
5차 교육과정은 1990년 입학생부터 1995년 입학생까지 적용되었다.

### 보통 교과
보통 교과는 과정에 따라 선택 과목과 이수 단위가 달랐다.
| 교과      | 과목       | 공통 필수    | 공통 필수      | 과정별 선택   | 과정별 선택   | 과정별 선택                       |
| 교과      | 과목       | 일반계       | 실업계, 기타계 | 인문·사회     | 자연          | 실업계, 기타계 및 일반계 직업과정 |
| --------- | ---------- | ------------ | -------------- | ------------- | ------------- | --------------------------------- |
| 국민윤리  | 국민윤리   | 6단위        | 6단위          |               |               |                                   |
| 국어      | 국어       | 10단위       | 10단위         |               |               |                                   |
| 국어      | 문학       |              | 4단위          | 8단위         | 8단위         | 4단위                             |
| 국어      | 작문       |              |                | 6단위         | 4단위         | 4단위                             |
| 국어      | 화법       | 4단위        |                |               |               | 4단위                             |
| 국사      | 국사       | 6단위        | 4단위          |               |               |                                   |
| 사회      | 정치·경제  | 6단위        | 4단위          |               |               |                                   |
| 사회      | 한국지리   | 4단위        | 4단위          |               |               |                                   |
| 사회      | 세계사     |              |                | 4단위         | 4단위         | 4단위                             |
| 사회      | 사회·문화  | 4단위        |                |               |               | 4단위                             |
| 사회      | 세계지리   | 4단위        |                |               |               | 4단위                             |
| 수학      | 일반수학   | 8단위        | 8단위          |               |               |                                   |
| 수학      | 수학Ⅰ      |              |                | 10단위        |               | 6단위                             |
| 수학      | 수학Ⅱ      |              | 18단위         |               |               | 6단위                             |
| 과학      | 과학Ⅰ      | 10단위       | 8단위 (택 1)   |               |               | 4단위                             |
| 과학      | 과학Ⅱ      |              | 8단위 (택 1)   | 8단위         |               | 4단위                             |
| 과학      | 물리       |              |                |               | 8단위         | 4단위                             |
| 과학      | 화학       | 8단위        |                |               |               | 4단위                             |
| 과학      | 생물       | 6단위 (택 1) |                |               |               | 4단위                             |
| 과학      | 지구과학   | 6단위 (택 1) |                |               |               | 4단위                             |
| 체육      | 체육       | 6단위        | 6단위          | 8단위         | 8단위         | 4단위                             |
| 교련      | 교련       | 12단위       | 12단위         |               |               |                                   |
| 음악      | 음악       | 4단위        | 4단위 (택 1)   |               |               | 2단위 (택 1)                      |
| 미술      | 미술       | 4단위        | 4단위 (택 1)   |               |               | 2단위 (택 1)                      |
| 한문      | 한문       |              |                | 8단위         | 8단위         | 4단위                             |
| 외국어    | 영어Ⅰ      | 8단위        | 8단위          |               |               |                                   |
| 외국어    | 영어Ⅱ      |              |                | 12단위        | 12단위        | 8단위                             |
| 외국어    | 독일어     |              |                | 10단위 (택 1) | 10단위 (택 1) | 6단위                             |
| 외국어    | 프랑스어   |              |                | 10단위 (택 1) | 10단위 (택 1) | 6단위                             |
| 외국어    | 에스파냐어 |              |                | 10단위 (택 1) | 10단위 (택 1) | 6단위                             |
| 외국어    | 중국어     |              |                | 10단위 (택 1) | 10단위 (택 1) | 6단위                             |
| 외국어    | 일본어     |              |                | 10단위 (택 1) | 10단위 (택 1) | 6단위                             |
| 실업·가정 | 기술       |              |                | 8단위 (택 1)  | 8단위 (택 1)  | 4단위 (택 1)                      |
| 실업·가정 | 가정       |              |                | 8단위 (택 1)  | 8단위 (택 1)  | 4단위 (택 1)                      |
| 실업·가정 | 농업       |              |                | 8단위 (택 1)  | 8단위 (택 1)  |                                   |
| 실업·가정 | 공업       |              |                | 8단위 (택 1)  | 8단위 (택 1)  |                                   |
| 실업·가정 | 상업       |              |                | 8단위 (택 1)  | 8단위 (택 1)  |                                   |
| 실업·가정 | 수산업     |              |                | 8단위 (택 1)  | 8단위 (택 1)  |                                   |
| 실업·가정 | 가사       |              |                | 8단위 (택 1)  | 8단위 (택 1)  |                                   |
| 실업·가정 | 정보산업   |              |                | 8단위 (택 1)  | 8단위 (택 1)  |                                   |
| 교양 선택 | 교양 선택  |              |                | 2단위         | 2단위         | 2단위                             |
| 특별 활동 | 특별 활동  | 12단위       | 12단위         |               |               |                                   |

- 교양 선택은 교육학, 논리학, 심리학, 철학, 생활 경제, 종교로 이루어져 있다.
- 특별 활동은 학급 활동, 클럽 활동, 학생회 활동, 학교 행사로 이루어져 있다.

### 전문 교과
전문 교과는 실업계, 기타계 및 일반계 직업과정에서 이수하였다.
농업 계열
| 학과       | 필수 과목                                                                              | 선택 과목 |
| ---------- | -------------------------------------------------------------------------------------- | --- |
| 농업과     | - 농업 발전 - 농업 생산 환경·자재 - 농업 경영 - 농업 기계 - 작물 - 기초 실습           | - 농업 생산 환경·자재 - 농업 경영 - 농업 기계 - 작물 - 조림 - 축산 - 원예 - 양잠 - 경영 실습 (전공 실습) - 농업 공작 - 농촌 지도 - 시설 원예 - 조원 - 가축 영양·사료 - 초지 - 삼림 토목 - 임업 경영 - 임산 가공 - 견섬유 - 식품 가공 - 식품학 - 식품 위생 - 식품 미생물 - 식품 가공 기기 - 유기 화학 - 농림 측량 - 농업 토목 설계 - 재료·시공 - 농업 수리 - 농지 조성 - 응용 역학 - 농업 동력 - 농작업기 - 농업 기계 요소·제도 - 농업 기계 공작 - 농업 가정 - 농가 경영 - 농촌 보건 위생 - 아동 발달 - 조원 재료·시공 - 조원 계획 - 조원 관리 - 전자 계산 일반 - 기타 과목 |
| 임업과     | - 농업 발전 - 농업 생산 환경·자재 - 농업 경영 - 농업 기계 - 조림 - 기초 실습           | - 농업 생산 환경·자재 - 농업 경영 - 농업 기계 - 작물 - 조림 - 축산 - 원예 - 양잠 - 경영 실습 (전공 실습) - 농업 공작 - 농촌 지도 - 시설 원예 - 조원 - 가축 영양·사료 - 초지 - 삼림 토목 - 임업 경영 - 임산 가공 - 견섬유 - 식품 가공 - 식품학 - 식품 위생 - 식품 미생물 - 식품 가공 기기 - 유기 화학 - 농림 측량 - 농업 토목 설계 - 재료·시공 - 농업 수리 - 농지 조성 - 응용 역학 - 농업 동력 - 농작업기 - 농업 기계 요소·제도 - 농업 기계 공작 - 농업 가정 - 농가 경영 - 농촌 보건 위생 - 아동 발달 - 조원 재료·시공 - 조원 계획 - 조원 관리 - 전자 계산 일반 - 기타 과목 |
| 축산과     | - 농업 발전 - 농업 생산 환경·자재 - 농업 경영 - 농업 기계 - 축산 - 기초 실습           | - 농업 생산 환경·자재 - 농업 경영 - 농업 기계 - 작물 - 조림 - 축산 - 원예 - 양잠 - 경영 실습 (전공 실습) - 농업 공작 - 농촌 지도 - 시설 원예 - 조원 - 가축 영양·사료 - 초지 - 삼림 토목 - 임업 경영 - 임산 가공 - 견섬유 - 식품 가공 - 식품학 - 식품 위생 - 식품 미생물 - 식품 가공 기기 - 유기 화학 - 농림 측량 - 농업 토목 설계 - 재료·시공 - 농업 수리 - 농지 조성 - 응용 역학 - 농업 동력 - 농작업기 - 농업 기계 요소·제도 - 농업 기계 공작 - 농업 가정 - 농가 경영 - 농촌 보건 위생 - 아동 발달 - 조원 재료·시공 - 조원 계획 - 조원 관리 - 전자 계산 일반 - 기타 과목 |
| 원예과     | - 농업 발전 - 농업 생산 환경·자재 - 농업 경영 - 농업 기계 - 원예 - 기초 실습           | - 농업 생산 환경·자재 - 농업 경영 - 농업 기계 - 작물 - 조림 - 축산 - 원예 - 양잠 - 경영 실습 (전공 실습) - 농업 공작 - 농촌 지도 - 시설 원예 - 조원 - 가축 영양·사료 - 초지 - 삼림 토목 - 임업 경영 - 임산 가공 - 견섬유 - 식품 가공 - 식품학 - 식품 위생 - 식품 미생물 - 식품 가공 기기 - 유기 화학 - 농림 측량 - 농업 토목 설계 - 재료·시공 - 농업 수리 - 농지 조성 - 응용 역학 - 농업 동력 - 농작업기 - 농업 기계 요소·제도 - 농업 기계 공작 - 농업 가정 - 농가 경영 - 농촌 보건 위생 - 아동 발달 - 조원 재료·시공 - 조원 계획 - 조원 관리 - 전자 계산 일반 - 기타 과목 |
| 잠업과     | - 농업 발전 - 농업 생산 환경·자재 - 농업 경영 - 농업 기계 - 양잠 - 기초 실습           | - 농업 생산 환경·자재 - 농업 경영 - 농업 기계 - 작물 - 조림 - 축산 - 원예 - 양잠 - 경영 실습 (전공 실습) - 농업 공작 - 농촌 지도 - 시설 원예 - 조원 - 가축 영양·사료 - 초지 - 삼림 토목 - 임업 경영 - 임산 가공 - 견섬유 - 식품 가공 - 식품학 - 식품 위생 - 식품 미생물 - 식품 가공 기기 - 유기 화학 - 농림 측량 - 농업 토목 설계 - 재료·시공 - 농업 수리 - 농지 조성 - 응용 역학 - 농업 동력 - 농작업기 - 농업 기계 요소·제도 - 농업 기계 공작 - 농업 가정 - 농가 경영 - 농촌 보건 위생 - 아동 발달 - 조원 재료·시공 - 조원 계획 - 조원 관리 - 전자 계산 일반 - 기타 과목 |
| 농업토목과 | - 농업 발전 - 농업 수리 - 재료·시공 - 농림 측량 - 응용 역학 - 기초 실습                | - 농업 생산 환경·자재 - 농업 경영 - 농업 기계 - 작물 - 조림 - 축산 - 원예 - 양잠 - 경영 실습 (전공 실습) - 농업 공작 - 농촌 지도 - 시설 원예 - 조원 - 가축 영양·사료 - 초지 - 삼림 토목 - 임업 경영 - 임산 가공 - 견섬유 - 식품 가공 - 식품학 - 식품 위생 - 식품 미생물 - 식품 가공 기기 - 유기 화학 - 농림 측량 - 농업 토목 설계 - 재료·시공 - 농업 수리 - 농지 조성 - 응용 역학 - 농업 동력 - 농작업기 - 농업 기계 요소·제도 - 농업 기계 공작 - 농업 가정 - 농가 경영 - 농촌 보건 위생 - 아동 발달 - 조원 재료·시공 - 조원 계획 - 조원 관리 - 전자 계산 일반 - 기타 과목 |
| 식품가공과 | - 농업 발전 - 식품 가공 - 식품 가공 기기 - 식품 미생물 - 유기 화학 - 기초 실습         | - 농업 생산 환경·자재 - 농업 경영 - 농업 기계 - 작물 - 조림 - 축산 - 원예 - 양잠 - 경영 실습 (전공 실습) - 농업 공작 - 농촌 지도 - 시설 원예 - 조원 - 가축 영양·사료 - 초지 - 삼림 토목 - 임업 경영 - 임산 가공 - 견섬유 - 식품 가공 - 식품학 - 식품 위생 - 식품 미생물 - 식품 가공 기기 - 유기 화학 - 농림 측량 - 농업 토목 설계 - 재료·시공 - 농업 수리 - 농지 조성 - 응용 역학 - 농업 동력 - 농작업기 - 농업 기계 요소·제도 - 농업 기계 공작 - 농업 가정 - 농가 경영 - 농촌 보건 위생 - 아동 발달 - 조원 재료·시공 - 조원 계획 - 조원 관리 - 전자 계산 일반 - 기타 과목 |
| 농업기계과 | - 농업 발전 - 농업 생산 환경·자재 - 농업 동력 - 농작업기 - 농업 기계 공작 - 기초 실습  | - 농업 생산 환경·자재 - 농업 경영 - 농업 기계 - 작물 - 조림 - 축산 - 원예 - 양잠 - 경영 실습 (전공 실습) - 농업 공작 - 농촌 지도 - 시설 원예 - 조원 - 가축 영양·사료 - 초지 - 삼림 토목 - 임업 경영 - 임산 가공 - 견섬유 - 식품 가공 - 식품학 - 식품 위생 - 식품 미생물 - 식품 가공 기기 - 유기 화학 - 농림 측량 - 농업 토목 설계 - 재료·시공 - 농업 수리 - 농지 조성 - 응용 역학 - 농업 동력 - 농작업기 - 농업 기계 요소·제도 - 농업 기계 공작 - 농업 가정 - 농가 경영 - 농촌 보건 위생 - 아동 발달 - 조원 재료·시공 - 조원 계획 - 조원 관리 - 전자 계산 일반 - 기타 과목 |
| 농업가정과 | - 농업 발전 - 농업 생산 환경·자재 - 농업 기계 - 농업 가정 - 농가 경영 - 기초 실습      | - 농업 생산 환경·자재 - 농업 경영 - 농업 기계 - 작물 - 조림 - 축산 - 원예 - 양잠 - 경영 실습 (전공 실습) - 농업 공작 - 농촌 지도 - 시설 원예 - 조원 - 가축 영양·사료 - 초지 - 삼림 토목 - 임업 경영 - 임산 가공 - 견섬유 - 식품 가공 - 식품학 - 식품 위생 - 식품 미생물 - 식품 가공 기기 - 유기 화학 - 농림 측량 - 농업 토목 설계 - 재료·시공 - 농업 수리 - 농지 조성 - 응용 역학 - 농업 동력 - 농작업기 - 농업 기계 요소·제도 - 농업 기계 공작 - 농업 가정 - 농가 경영 - 농촌 보건 위생 - 아동 발달 - 조원 재료·시공 - 조원 계획 - 조원 관리 - 전자 계산 일반 - 기타 과목 |
| 자영농과   | - 농업 발전 - 농업 생산 환경·자재 - 농업 경영 - 농업 기계 - 농업 공작 - 기초 실습      | - 농업 생산 환경·자재 - 농업 경영 - 농업 기계 - 작물 - 조림 - 축산 - 원예 - 양잠 - 경영 실습 (전공 실습) - 농업 공작 - 농촌 지도 - 시설 원예 - 조원 - 가축 영양·사료 - 초지 - 삼림 토목 - 임업 경영 - 임산 가공 - 견섬유 - 식품 가공 - 식품학 - 식품 위생 - 식품 미생물 - 식품 가공 기기 - 유기 화학 - 농림 측량 - 농업 토목 설계 - 재료·시공 - 농업 수리 - 농지 조성 - 응용 역학 - 농업 동력 - 농작업기 - 농업 기계 요소·제도 - 농업 기계 공작 - 농업 가정 - 농가 경영 - 농촌 보건 위생 - 아동 발달 - 조원 재료·시공 - 조원 계획 - 조원 관리 - 전자 계산 일반 - 기타 과목 |
| 조원과     | - 농업 발전 - 농업 생산 환경·자재 - 농업 기계 - 조원 재료·시공 - 조원 계획 - 기초 실습 | - 농업 생산 환경·자재 - 농업 경영 - 농업 기계 - 작물 - 조림 - 축산 - 원예 - 양잠 - 경영 실습 (전공 실습) - 농업 공작 - 농촌 지도 - 시설 원예 - 조원 - 가축 영양·사료 - 초지 - 삼림 토목 - 임업 경영 - 임산 가공 - 견섬유 - 식품 가공 - 식품학 - 식품 위생 - 식품 미생물 - 식품 가공 기기 - 유기 화학 - 농림 측량 - 농업 토목 설계 - 재료·시공 - 농업 수리 - 농지 조성 - 응용 역학 - 농업 동력 - 농작업기 - 농업 기계 요소·제도 - 농업 기계 공작 - 농업 가정 - 농가 경영 - 농촌 보건 위생 - 아동 발달 - 조원 재료·시공 - 조원 계획 - 조원 관리 - 전자 계산 일반 - 기타 과목 |

공업 계열
| 학과 | 필수 과목 | 선택 과목 |
| --- | --- | --- |
| 기계과 | - 공업 입문 - 기초 제도 - 기초 실습 - 기계 일반 - 기계 설계 | \| - 기계 일반 - 전자 계산 일반 - 공업 영어 - 전문 제도 - 기계 재료 - 소성 가공 - 배관 - 열원동기 - 공·유압 일반 - 공기 조화 설비 - 금속 재료 - 열처리 - 금속 표면 처리 - 제강 - 압연 - 지질학 - 자원 처리 - 광산 기계 - 전기 기기 - 전기·전자 측정 - 전기 응용 - 산업 전자 - 전자 기기 - 자동 제어 - 계장 일반 - 유선 공학 - 통신 관계 법규 - 전자 계산기 구조 - 디지털 공학 - 정보 처리 - 측량 - 토목 설계 - 토목 계획 - 건축 계획 - 건축사 - 건축 재료 - 건축 법규 - 디자인 재료 - 도장 - 공업 화학 - 유기 공업 화학 - 화공 기계 - 요업 공학 - 유리·법랑 - 도자기 - 식품 화학 - 식품 제조 기계 - 발효 공업 - 방적·방사 - 편성 - 섬유 가공 - 인쇄 공학 - 인쇄 디자인 - 평판 인쇄 - 자동차 구조 - 자동차 전기 - 차량 법규 - 조선 공학 일반 - 선박 건조 - 비행 원리 - 항공기 일반 - 항공기 기관 - 항공 전자 장치 - 기타 과목 \| - 전기 일반 - 공업 역학 - 선택 실습 - 기계 설계 - 기계 공작 - 판금 - 용접 - 유체 기계 - 치공구 - 금속 제련 - 주조 - 금속 화학 - 제선 - 비철 금속 제련 - 자원 개발 - 탐사 - 화약·법규 - 전기 이론 - 전기·전자 재료 - 전력 - 전기 설비 - 전자 공학 - 전자 응용 - 공업 계측 - 계장 기술 - 무선 공학 - 데이터 통신 - 프로그래밍 - 시스템 프로그램 - 응용 역학 - 토목 재료·시공 - 수리·토질 - 도로·철도 - 건축 구조 - 건축 구조 역학 - 건축 시공 - 디자인 일반 - 색채학 - 화학 공학 - 무기 공업 화학 - 화학 계측 제어 - 화공 계산 - 요업 원료 - 시멘트 - 내화물 - 식품 가공 - 식품 위생 - 섬유 재료 - 제직 - 염색 - 봉제 - 자동차 시험 - 중장비 정비 - 선박구조 - 선박 의장 - 항공기 정비 - 항공기 기체 - 항공기 장비 - 항공법 \| |
| 금속과 | - 공업 입문 - 기초 제도 - 기초 실습 - 금속 제련 - 금속 재료 | \| - 기계 일반 - 전자 계산 일반 - 공업 영어 - 전문 제도 - 기계 재료 - 소성 가공 - 배관 - 열원동기 - 공·유압 일반 - 공기 조화 설비 - 금속 재료 - 열처리 - 금속 표면 처리 - 제강 - 압연 - 지질학 - 자원 처리 - 광산 기계 - 전기 기기 - 전기·전자 측정 - 전기 응용 - 산업 전자 - 전자 기기 - 자동 제어 - 계장 일반 - 유선 공학 - 통신 관계 법규 - 전자 계산기 구조 - 디지털 공학 - 정보 처리 - 측량 - 토목 설계 - 토목 계획 - 건축 계획 - 건축사 - 건축 재료 - 건축 법규 - 디자인 재료 - 도장 - 공업 화학 - 유기 공업 화학 - 화공 기계 - 요업 공학 - 유리·법랑 - 도자기 - 식품 화학 - 식품 제조 기계 - 발효 공업 - 방적·방사 - 편성 - 섬유 가공 - 인쇄 공학 - 인쇄 디자인 - 평판 인쇄 - 자동차 구조 - 자동차 전기 - 차량 법규 - 조선 공학 일반 - 선박 건조 - 비행 원리 - 항공기 일반 - 항공기 기관 - 항공 전자 장치 - 기타 과목 \| - 전기 일반 - 공업 역학 - 선택 실습 - 기계 설계 - 기계 공작 - 판금 - 용접 - 유체 기계 - 치공구 - 금속 제련 - 주조 - 금속 화학 - 제선 - 비철 금속 제련 - 자원 개발 - 탐사 - 화약·법규 - 전기 이론 - 전기·전자 재료 - 전력 - 전기 설비 - 전자 공학 - 전자 응용 - 공업 계측 - 계장 기술 - 무선 공학 - 데이터 통신 - 프로그래밍 - 시스템 프로그램 - 응용 역학 - 토목 재료·시공 - 수리·토질 - 도로·철도 - 건축 구조 - 건축 구조 역학 - 건축 시공 - 디자인 일반 - 색채학 - 화학 공학 - 무기 공업 화학 - 화학 계측 제어 - 화공 계산 - 요업 원료 - 시멘트 - 내화물 - 식품 가공 - 식품 위생 - 섬유 재료 - 제직 - 염색 - 봉제 - 자동차 시험 - 중장비 정비 - 선박구조 - 선박 의장 - 항공기 정비 - 항공기 기체 - 항공기 장비 - 항공법 \| |
| 자원과 | - 공업 입문 - 기초 제도 - 기초 실습 - 자원 개발 - 지질학 | \| - 기계 일반 - 전자 계산 일반 - 공업 영어 - 전문 제도 - 기계 재료 - 소성 가공 - 배관 - 열원동기 - 공·유압 일반 - 공기 조화 설비 - 금속 재료 - 열처리 - 금속 표면 처리 - 제강 - 압연 - 지질학 - 자원 처리 - 광산 기계 - 전기 기기 - 전기·전자 측정 - 전기 응용 - 산업 전자 - 전자 기기 - 자동 제어 - 계장 일반 - 유선 공학 - 통신 관계 법규 - 전자 계산기 구조 - 디지털 공학 - 정보 처리 - 측량 - 토목 설계 - 토목 계획 - 건축 계획 - 건축사 - 건축 재료 - 건축 법규 - 디자인 재료 - 도장 - 공업 화학 - 유기 공업 화학 - 화공 기계 - 요업 공학 - 유리·법랑 - 도자기 - 식품 화학 - 식품 제조 기계 - 발효 공업 - 방적·방사 - 편성 - 섬유 가공 - 인쇄 공학 - 인쇄 디자인 - 평판 인쇄 - 자동차 구조 - 자동차 전기 - 차량 법규 - 조선 공학 일반 - 선박 건조 - 비행 원리 - 항공기 일반 - 항공기 기관 - 항공 전자 장치 - 기타 과목 \| - 전기 일반 - 공업 역학 - 선택 실습 - 기계 설계 - 기계 공작 - 판금 - 용접 - 유체 기계 - 치공구 - 금속 제련 - 주조 - 금속 화학 - 제선 - 비철 금속 제련 - 자원 개발 - 탐사 - 화약·법규 - 전기 이론 - 전기·전자 재료 - 전력 - 전기 설비 - 전자 공학 - 전자 응용 - 공업 계측 - 계장 기술 - 무선 공학 - 데이터 통신 - 프로그래밍 - 시스템 프로그램 - 응용 역학 - 토목 재료·시공 - 수리·토질 - 도로·철도 - 건축 구조 - 건축 구조 역학 - 건축 시공 - 디자인 일반 - 색채학 - 화학 공학 - 무기 공업 화학 - 화학 계측 제어 - 화공 계산 - 요업 원료 - 시멘트 - 내화물 - 식품 가공 - 식품 위생 - 섬유 재료 - 제직 - 염색 - 봉제 - 자동차 시험 - 중장비 정비 - 선박구조 - 선박 의장 - 항공기 정비 - 항공기 기체 - 항공기 장비 - 항공법 \| |
| 전기과 | - 공업 입문 - 기초 제도 - 기초 실습 - 전기 이론 - 전기 기기 | \| - 기계 일반 - 전자 계산 일반 - 공업 영어 - 전문 제도 - 기계 재료 - 소성 가공 - 배관 - 열원동기 - 공·유압 일반 - 공기 조화 설비 - 금속 재료 - 열처리 - 금속 표면 처리 - 제강 - 압연 - 지질학 - 자원 처리 - 광산 기계 - 전기 기기 - 전기·전자 측정 - 전기 응용 - 산업 전자 - 전자 기기 - 자동 제어 - 계장 일반 - 유선 공학 - 통신 관계 법규 - 전자 계산기 구조 - 디지털 공학 - 정보 처리 - 측량 - 토목 설계 - 토목 계획 - 건축 계획 - 건축사 - 건축 재료 - 건축 법규 - 디자인 재료 - 도장 - 공업 화학 - 유기 공업 화학 - 화공 기계 - 요업 공학 - 유리·법랑 - 도자기 - 식품 화학 - 식품 제조 기계 - 발효 공업 - 방적·방사 - 편성 - 섬유 가공 - 인쇄 공학 - 인쇄 디자인 - 평판 인쇄 - 자동차 구조 - 자동차 전기 - 차량 법규 - 조선 공학 일반 - 선박 건조 - 비행 원리 - 항공기 일반 - 항공기 기관 - 항공 전자 장치 - 기타 과목 \| - 전기 일반 - 공업 역학 - 선택 실습 - 기계 설계 - 기계 공작 - 판금 - 용접 - 유체 기계 - 치공구 - 금속 제련 - 주조 - 금속 화학 - 제선 - 비철 금속 제련 - 자원 개발 - 탐사 - 화약·법규 - 전기 이론 - 전기·전자 재료 - 전력 - 전기 설비 - 전자 공학 - 전자 응용 - 공업 계측 - 계장 기술 - 무선 공학 - 데이터 통신 - 프로그래밍 - 시스템 프로그램 - 응용 역학 - 토목 재료·시공 - 수리·토질 - 도로·철도 - 건축 구조 - 건축 구조 역학 - 건축 시공 - 디자인 일반 - 색채학 - 화학 공학 - 무기 공업 화학 - 화학 계측 제어 - 화공 계산 - 요업 원료 - 시멘트 - 내화물 - 식품 가공 - 식품 위생 - 섬유 재료 - 제직 - 염색 - 봉제 - 자동차 시험 - 중장비 정비 - 선박구조 - 선박 의장 - 항공기 정비 - 항공기 기체 - 항공기 장비 - 항공법 \| |
| 전자과 | - 공업 입문 - 기초 제도 - 기초 실습 - 전기 이론 - 전자 공학 | \| - 기계 일반 - 전자 계산 일반 - 공업 영어 - 전문 제도 - 기계 재료 - 소성 가공 - 배관 - 열원동기 - 공·유압 일반 - 공기 조화 설비 - 금속 재료 - 열처리 - 금속 표면 처리 - 제강 - 압연 - 지질학 - 자원 처리 - 광산 기계 - 전기 기기 - 전기·전자 측정 - 전기 응용 - 산업 전자 - 전자 기기 - 자동 제어 - 계장 일반 - 유선 공학 - 통신 관계 법규 - 전자 계산기 구조 - 디지털 공학 - 정보 처리 - 측량 - 토목 설계 - 토목 계획 - 건축 계획 - 건축사 - 건축 재료 - 건축 법규 - 디자인 재료 - 도장 - 공업 화학 - 유기 공업 화학 - 화공 기계 - 요업 공학 - 유리·법랑 - 도자기 - 식품 화학 - 식품 제조 기계 - 발효 공업 - 방적·방사 - 편성 - 섬유 가공 - 인쇄 공학 - 인쇄 디자인 - 평판 인쇄 - 자동차 구조 - 자동차 전기 - 차량 법규 - 조선 공학 일반 - 선박 건조 - 비행 원리 - 항공기 일반 - 항공기 기관 - 항공 전자 장치 - 기타 과목 \| - 전기 일반 - 공업 역학 - 선택 실습 - 기계 설계 - 기계 공작 - 판금 - 용접 - 유체 기계 - 치공구 - 금속 제련 - 주조 - 금속 화학 - 제선 - 비철 금속 제련 - 자원 개발 - 탐사 - 화약·법규 - 전기 이론 - 전기·전자 재료 - 전력 - 전기 설비 - 전자 공학 - 전자 응용 - 공업 계측 - 계장 기술 - 무선 공학 - 데이터 통신 - 프로그래밍 - 시스템 프로그램 - 응용 역학 - 토목 재료·시공 - 수리·토질 - 도로·철도 - 건축 구조 - 건축 구조 역학 - 건축 시공 - 디자인 일반 - 색채학 - 화학 공학 - 무기 공업 화학 - 화학 계측 제어 - 화공 계산 - 요업 원료 - 시멘트 - 내화물 - 식품 가공 - 식품 위생 - 섬유 재료 - 제직 - 염색 - 봉제 - 자동차 시험 - 중장비 정비 - 선박구조 - 선박 의장 - 항공기 정비 - 항공기 기체 - 항공기 장비 - 항공법 \| |
| 통신과 | - 공업 입문 - 기초 제도 - 기초 실습 - 전기 이론 - 유선 공학 | \| - 기계 일반 - 전자 계산 일반 - 공업 영어 - 전문 제도 - 기계 재료 - 소성 가공 - 배관 - 열원동기 - 공·유압 일반 - 공기 조화 설비 - 금속 재료 - 열처리 - 금속 표면 처리 - 제강 - 압연 - 지질학 - 자원 처리 - 광산 기계 - 전기 기기 - 전기·전자 측정 - 전기 응용 - 산업 전자 - 전자 기기 - 자동 제어 - 계장 일반 - 유선 공학 - 통신 관계 법규 - 전자 계산기 구조 - 디지털 공학 - 정보 처리 - 측량 - 토목 설계 - 토목 계획 - 건축 계획 - 건축사 - 건축 재료 - 건축 법규 - 디자인 재료 - 도장 - 공업 화학 - 유기 공업 화학 - 화공 기계 - 요업 공학 - 유리·법랑 - 도자기 - 식품 화학 - 식품 제조 기계 - 발효 공업 - 방적·방사 - 편성 - 섬유 가공 - 인쇄 공학 - 인쇄 디자인 - 평판 인쇄 - 자동차 구조 - 자동차 전기 - 차량 법규 - 조선 공학 일반 - 선박 건조 - 비행 원리 - 항공기 일반 - 항공기 기관 - 항공 전자 장치 - 기타 과목 \| - 전기 일반 - 공업 역학 - 선택 실습 - 기계 설계 - 기계 공작 - 판금 - 용접 - 유체 기계 - 치공구 - 금속 제련 - 주조 - 금속 화학 - 제선 - 비철 금속 제련 - 자원 개발 - 탐사 - 화약·법규 - 전기 이론 - 전기·전자 재료 - 전력 - 전기 설비 - 전자 공학 - 전자 응용 - 공업 계측 - 계장 기술 - 무선 공학 - 데이터 통신 - 프로그래밍 - 시스템 프로그램 - 응용 역학 - 토목 재료·시공 - 수리·토질 - 도로·철도 - 건축 구조 - 건축 구조 역학 - 건축 시공 - 디자인 일반 - 색채학 - 화학 공학 - 무기 공업 화학 - 화학 계측 제어 - 화공 계산 - 요업 원료 - 시멘트 - 내화물 - 식품 가공 - 식품 위생 - 섬유 재료 - 제직 - 염색 - 봉제 - 자동차 시험 - 중장비 정비 - 선박구조 - 선박 의장 - 항공기 정비 - 항공기 기체 - 항공기 장비 - 항공법 \| |
| 전자계산기과 | - 공업 입문 - 기초 제도 - 기초 실습 - 전자 계산기 구조 - 프로그래밍 | \| - 기계 일반 - 전자 계산 일반 - 공업 영어 - 전문 제도 - 기계 재료 - 소성 가공 - 배관 - 열원동기 - 공·유압 일반 - 공기 조화 설비 - 금속 재료 - 열처리 - 금속 표면 처리 - 제강 - 압연 - 지질학 - 자원 처리 - 광산 기계 - 전기 기기 - 전기·전자 측정 - 전기 응용 - 산업 전자 - 전자 기기 - 자동 제어 - 계장 일반 - 유선 공학 - 통신 관계 법규 - 전자 계산기 구조 - 디지털 공학 - 정보 처리 - 측량 - 토목 설계 - 토목 계획 - 건축 계획 - 건축사 - 건축 재료 - 건축 법규 - 디자인 재료 - 도장 - 공업 화학 - 유기 공업 화학 - 화공 기계 - 요업 공학 - 유리·법랑 - 도자기 - 식품 화학 - 식품 제조 기계 - 발효 공업 - 방적·방사 - 편성 - 섬유 가공 - 인쇄 공학 - 인쇄 디자인 - 평판 인쇄 - 자동차 구조 - 자동차 전기 - 차량 법규 - 조선 공학 일반 - 선박 건조 - 비행 원리 - 항공기 일반 - 항공기 기관 - 항공 전자 장치 - 기타 과목 \| - 전기 일반 - 공업 역학 - 선택 실습 - 기계 설계 - 기계 공작 - 판금 - 용접 - 유체 기계 - 치공구 - 금속 제련 - 주조 - 금속 화학 - 제선 - 비철 금속 제련 - 자원 개발 - 탐사 - 화약·법규 - 전기 이론 - 전기·전자 재료 - 전력 - 전기 설비 - 전자 공학 - 전자 응용 - 공업 계측 - 계장 기술 - 무선 공학 - 데이터 통신 - 프로그래밍 - 시스템 프로그램 - 응용 역학 - 토목 재료·시공 - 수리·토질 - 도로·철도 - 건축 구조 - 건축 구조 역학 - 건축 시공 - 디자인 일반 - 색채학 - 화학 공학 - 무기 공업 화학 - 화학 계측 제어 - 화공 계산 - 요업 원료 - 시멘트 - 내화물 - 식품 가공 - 식품 위생 - 섬유 재료 - 제직 - 염색 - 봉제 - 자동차 시험 - 중장비 정비 - 선박구조 - 선박 의장 - 항공기 정비 - 항공기 기체 - 항공기 장비 - 항공법 \| |
| 토목과 | - 공업 입문 - 기초 제도 - 기초 실습 - 응용 역학 - 측량 | \| - 기계 일반 - 전자 계산 일반 - 공업 영어 - 전문 제도 - 기계 재료 - 소성 가공 - 배관 - 열원동기 - 공·유압 일반 - 공기 조화 설비 - 금속 재료 - 열처리 - 금속 표면 처리 - 제강 - 압연 - 지질학 - 자원 처리 - 광산 기계 - 전기 기기 - 전기·전자 측정 - 전기 응용 - 산업 전자 - 전자 기기 - 자동 제어 - 계장 일반 - 유선 공학 - 통신 관계 법규 - 전자 계산기 구조 - 디지털 공학 - 정보 처리 - 측량 - 토목 설계 - 토목 계획 - 건축 계획 - 건축사 - 건축 재료 - 건축 법규 - 디자인 재료 - 도장 - 공업 화학 - 유기 공업 화학 - 화공 기계 - 요업 공학 - 유리·법랑 - 도자기 - 식품 화학 - 식품 제조 기계 - 발효 공업 - 방적·방사 - 편성 - 섬유 가공 - 인쇄 공학 - 인쇄 디자인 - 평판 인쇄 - 자동차 구조 - 자동차 전기 - 차량 법규 - 조선 공학 일반 - 선박 건조 - 비행 원리 - 항공기 일반 - 항공기 기관 - 항공 전자 장치 - 기타 과목 \| - 전기 일반 - 공업 역학 - 선택 실습 - 기계 설계 - 기계 공작 - 판금 - 용접 - 유체 기계 - 치공구 - 금속 제련 - 주조 - 금속 화학 - 제선 - 비철 금속 제련 - 자원 개발 - 탐사 - 화약·법규 - 전기 이론 - 전기·전자 재료 - 전력 - 전기 설비 - 전자 공학 - 전자 응용 - 공업 계측 - 계장 기술 - 무선 공학 - 데이터 통신 - 프로그래밍 - 시스템 프로그램 - 응용 역학 - 토목 재료·시공 - 수리·토질 - 도로·철도 - 건축 구조 - 건축 구조 역학 - 건축 시공 - 디자인 일반 - 색채학 - 화학 공학 - 무기 공업 화학 - 화학 계측 제어 - 화공 계산 - 요업 원료 - 시멘트 - 내화물 - 식품 가공 - 식품 위생 - 섬유 재료 - 제직 - 염색 - 봉제 - 자동차 시험 - 중장비 정비 - 선박구조 - 선박 의장 - 항공기 정비 - 항공기 기체 - 항공기 장비 - 항공법 \| |
| 건축과 | - 공업 입문 - 기초 제도 - 기초 실습 - 건축 계획 - 건축 구조 | \| - 기계 일반 - 전자 계산 일반 - 공업 영어 - 전문 제도 - 기계 재료 - 소성 가공 - 배관 - 열원동기 - 공·유압 일반 - 공기 조화 설비 - 금속 재료 - 열처리 - 금속 표면 처리 - 제강 - 압연 - 지질학 - 자원 처리 - 광산 기계 - 전기 기기 - 전기·전자 측정 - 전기 응용 - 산업 전자 - 전자 기기 - 자동 제어 - 계장 일반 - 유선 공학 - 통신 관계 법규 - 전자 계산기 구조 - 디지털 공학 - 정보 처리 - 측량 - 토목 설계 - 토목 계획 - 건축 계획 - 건축사 - 건축 재료 - 건축 법규 - 디자인 재료 - 도장 - 공업 화학 - 유기 공업 화학 - 화공 기계 - 요업 공학 - 유리·법랑 - 도자기 - 식품 화학 - 식품 제조 기계 - 발효 공업 - 방적·방사 - 편성 - 섬유 가공 - 인쇄 공학 - 인쇄 디자인 - 평판 인쇄 - 자동차 구조 - 자동차 전기 - 차량 법규 - 조선 공학 일반 - 선박 건조 - 비행 원리 - 항공기 일반 - 항공기 기관 - 항공 전자 장치 - 기타 과목 \| - 전기 일반 - 공업 역학 - 선택 실습 - 기계 설계 - 기계 공작 - 판금 - 용접 - 유체 기계 - 치공구 - 금속 제련 - 주조 - 금속 화학 - 제선 - 비철 금속 제련 - 자원 개발 - 탐사 - 화약·법규 - 전기 이론 - 전기·전자 재료 - 전력 - 전기 설비 - 전자 공학 - 전자 응용 - 공업 계측 - 계장 기술 - 무선 공학 - 데이터 통신 - 프로그래밍 - 시스템 프로그램 - 응용 역학 - 토목 재료·시공 - 수리·토질 - 도로·철도 - 건축 구조 - 건축 구조 역학 - 건축 시공 - 디자인 일반 - 색채학 - 화학 공학 - 무기 공업 화학 - 화학 계측 제어 - 화공 계산 - 요업 원료 - 시멘트 - 내화물 - 식품 가공 - 식품 위생 - 섬유 재료 - 제직 - 염색 - 봉제 - 자동차 시험 - 중장비 정비 - 선박구조 - 선박 의장 - 항공기 정비 - 항공기 기체 - 항공기 장비 - 항공법 \| |
| 디자인과 | - 공업 입문 - 기초 제도 - 기초 실습 - 디자인 일반 - 디자인 재료 | \| - 기계 일반 - 전자 계산 일반 - 공업 영어 - 전문 제도 - 기계 재료 - 소성 가공 - 배관 - 열원동기 - 공·유압 일반 - 공기 조화 설비 - 금속 재료 - 열처리 - 금속 표면 처리 - 제강 - 압연 - 지질학 - 자원 처리 - 광산 기계 - 전기 기기 - 전기·전자 측정 - 전기 응용 - 산업 전자 - 전자 기기 - 자동 제어 - 계장 일반 - 유선 공학 - 통신 관계 법규 - 전자 계산기 구조 - 디지털 공학 - 정보 처리 - 측량 - 토목 설계 - 토목 계획 - 건축 계획 - 건축사 - 건축 재료 - 건축 법규 - 디자인 재료 - 도장 - 공업 화학 - 유기 공업 화학 - 화공 기계 - 요업 공학 - 유리·법랑 - 도자기 - 식품 화학 - 식품 제조 기계 - 발효 공업 - 방적·방사 - 편성 - 섬유 가공 - 인쇄 공학 - 인쇄 디자인 - 평판 인쇄 - 자동차 구조 - 자동차 전기 - 차량 법규 - 조선 공학 일반 - 선박 건조 - 비행 원리 - 항공기 일반 - 항공기 기관 - 항공 전자 장치 - 기타 과목 \| - 전기 일반 - 공업 역학 - 선택 실습 - 기계 설계 - 기계 공작 - 판금 - 용접 - 유체 기계 - 치공구 - 금속 제련 - 주조 - 금속 화학 - 제선 - 비철 금속 제련 - 자원 개발 - 탐사 - 화약·법규 - 전기 이론 - 전기·전자 재료 - 전력 - 전기 설비 - 전자 공학 - 전자 응용 - 공업 계측 - 계장 기술 - 무선 공학 - 데이터 통신 - 프로그래밍 - 시스템 프로그램 - 응용 역학 - 토목 재료·시공 - 수리·토질 - 도로·철도 - 건축 구조 - 건축 구조 역학 - 건축 시공 - 디자인 일반 - 색채학 - 화학 공학 - 무기 공업 화학 - 화학 계측 제어 - 화공 계산 - 요업 원료 - 시멘트 - 내화물 - 식품 가공 - 식품 위생 - 섬유 재료 - 제직 - 염색 - 봉제 - 자동차 시험 - 중장비 정비 - 선박구조 - 선박 의장 - 항공기 정비 - 항공기 기체 - 항공기 장비 - 항공법 \| |
| 화학공업과 | - 공업 입문 - 기초 제도 - 기초 실습 - 화학 공학 - 공업 화학 | \| - 기계 일반 - 전자 계산 일반 - 공업 영어 - 전문 제도 - 기계 재료 - 소성 가공 - 배관 - 열원동기 - 공·유압 일반 - 공기 조화 설비 - 금속 재료 - 열처리 - 금속 표면 처리 - 제강 - 압연 - 지질학 - 자원 처리 - 광산 기계 - 전기 기기 - 전기·전자 측정 - 전기 응용 - 산업 전자 - 전자 기기 - 자동 제어 - 계장 일반 - 유선 공학 - 통신 관계 법규 - 전자 계산기 구조 - 디지털 공학 - 정보 처리 - 측량 - 토목 설계 - 토목 계획 - 건축 계획 - 건축사 - 건축 재료 - 건축 법규 - 디자인 재료 - 도장 - 공업 화학 - 유기 공업 화학 - 화공 기계 - 요업 공학 - 유리·법랑 - 도자기 - 식품 화학 - 식품 제조 기계 - 발효 공업 - 방적·방사 - 편성 - 섬유 가공 - 인쇄 공학 - 인쇄 디자인 - 평판 인쇄 - 자동차 구조 - 자동차 전기 - 차량 법규 - 조선 공학 일반 - 선박 건조 - 비행 원리 - 항공기 일반 - 항공기 기관 - 항공 전자 장치 - 기타 과목 \| - 전기 일반 - 공업 역학 - 선택 실습 - 기계 설계 - 기계 공작 - 판금 - 용접 - 유체 기계 - 치공구 - 금속 제련 - 주조 - 금속 화학 - 제선 - 비철 금속 제련 - 자원 개발 - 탐사 - 화약·법규 - 전기 이론 - 전기·전자 재료 - 전력 - 전기 설비 - 전자 공학 - 전자 응용 - 공업 계측 - 계장 기술 - 무선 공학 - 데이터 통신 - 프로그래밍 - 시스템 프로그램 - 응용 역학 - 토목 재료·시공 - 수리·토질 - 도로·철도 - 건축 구조 - 건축 구조 역학 - 건축 시공 - 디자인 일반 - 색채학 - 화학 공학 - 무기 공업 화학 - 화학 계측 제어 - 화공 계산 - 요업 원료 - 시멘트 - 내화물 - 식품 가공 - 식품 위생 - 섬유 재료 - 제직 - 염색 - 봉제 - 자동차 시험 - 중장비 정비 - 선박구조 - 선박 의장 - 항공기 정비 - 항공기 기체 - 항공기 장비 - 항공법 \| |
| 요업과 | - 공업 입문 - 기초 제도 - 기초 실습 - 요업 공학 - 요업 원료 | \| - 기계 일반 - 전자 계산 일반 - 공업 영어 - 전문 제도 - 기계 재료 - 소성 가공 - 배관 - 열원동기 - 공·유압 일반 - 공기 조화 설비 - 금속 재료 - 열처리 - 금속 표면 처리 - 제강 - 압연 - 지질학 - 자원 처리 - 광산 기계 - 전기 기기 - 전기·전자 측정 - 전기 응용 - 산업 전자 - 전자 기기 - 자동 제어 - 계장 일반 - 유선 공학 - 통신 관계 법규 - 전자 계산기 구조 - 디지털 공학 - 정보 처리 - 측량 - 토목 설계 - 토목 계획 - 건축 계획 - 건축사 - 건축 재료 - 건축 법규 - 디자인 재료 - 도장 - 공업 화학 - 유기 공업 화학 - 화공 기계 - 요업 공학 - 유리·법랑 - 도자기 - 식품 화학 - 식품 제조 기계 - 발효 공업 - 방적·방사 - 편성 - 섬유 가공 - 인쇄 공학 - 인쇄 디자인 - 평판 인쇄 - 자동차 구조 - 자동차 전기 - 차량 법규 - 조선 공학 일반 - 선박 건조 - 비행 원리 - 항공기 일반 - 항공기 기관 - 항공 전자 장치 - 기타 과목 \| - 전기 일반 - 공업 역학 - 선택 실습 - 기계 설계 - 기계 공작 - 판금 - 용접 - 유체 기계 - 치공구 - 금속 제련 - 주조 - 금속 화학 - 제선 - 비철 금속 제련 - 자원 개발 - 탐사 - 화약·법규 - 전기 이론 - 전기·전자 재료 - 전력 - 전기 설비 - 전자 공학 - 전자 응용 - 공업 계측 - 계장 기술 - 무선 공학 - 데이터 통신 - 프로그래밍 - 시스템 프로그램 - 응용 역학 - 토목 재료·시공 - 수리·토질 - 도로·철도 - 건축 구조 - 건축 구조 역학 - 건축 시공 - 디자인 일반 - 색채학 - 화학 공학 - 무기 공업 화학 - 화학 계측 제어 - 화공 계산 - 요업 원료 - 시멘트 - 내화물 - 식품 가공 - 식품 위생 - 섬유 재료 - 제직 - 염색 - 봉제 - 자동차 시험 - 중장비 정비 - 선박구조 - 선박 의장 - 항공기 정비 - 항공기 기체 - 항공기 장비 - 항공법 \| |
| 식품공업과 | - 공업 입문 - 기초 제도 - 기초 실습 - 식품 화학 | \| - 기계 일반 - 전자 계산 일반 - 공업 영어 - 전문 제도 - 기계 재료 - 소성 가공 - 배관 - 열원동기 - 공·유압 일반 - 공기 조화 설비 - 금속 재료 - 열처리 - 금속 표면 처리 - 제강 - 압연 - 지질학 - 자원 처리 - 광산 기계 - 전기 기기 - 전기·전자 측정 - 전기 응용 - 산업 전자 - 전자 기기 - 자동 제어 - 계장 일반 - 유선 공학 - 통신 관계 법규 - 전자 계산기 구조 - 디지털 공학 - 정보 처리 - 측량 - 토목 설계 - 토목 계획 - 건축 계획 - 건축사 - 건축 재료 - 건축 법규 - 디자인 재료 - 도장 - 공업 화학 - 유기 공업 화학 - 화공 기계 - 요업 공학 - 유리·법랑 - 도자기 - 식품 화학 - 식품 제조 기계 - 발효 공업 - 방적·방사 - 편성 - 섬유 가공 - 인쇄 공학 - 인쇄 디자인 - 평판 인쇄 - 자동차 구조 - 자동차 전기 - 차량 법규 - 조선 공학 일반 - 선박 건조 - 비행 원리 - 항공기 일반 - 항공기 기관 - 항공 전자 장치 - 기타 과목 \| - 전기 일반 - 공업 역학 - 선택 실습 - 기계 설계 - 기계 공작 - 판금 - 용접 - 유체 기계 - 치공구 - 금속 제련 - 주조 - 금속 화학 - 제선 - 비철 금속 제련 - 자원 개발 - 탐사 - 화약·법규 - 전기 이론 - 전기·전자 재료 - 전력 - 전기 설비 - 전자 공학 - 전자 응용 - 공업 계측 - 계장 기술 - 무선 공학 - 데이터 통신 - 프로그래밍 - 시스템 프로그램 - 응용 역학 - 토목 재료·시공 - 수리·토질 - 도로·철도 - 건축 구조 - 건축 구조 역학 - 건축 시공 - 디자인 일반 - 색채학 - 화학 공학 - 무기 공업 화학 - 화학 계측 제어 - 화공 계산 - 요업 원료 - 시멘트 - 내화물 - 식품 가공 - 식품 위생 - 섬유 재료 - 제직 - 염색 - 봉제 - 자동차 시험 - 중장비 정비 - 선박구조 - 선박 의장 - 항공기 정비 - 항공기 기체 - 항공기 장비 - 항공법 \| |
| 섬유과 | - 공업 입문 - 기초 제도 - 기초 실습 - 섬유 재료 - 방적·방사 | \| - 기계 일반 - 전자 계산 일반 - 공업 영어 - 전문 제도 - 기계 재료 - 소성 가공 - 배관 - 열원동기 - 공·유압 일반 - 공기 조화 설비 - 금속 재료 - 열처리 - 금속 표면 처리 - 제강 - 압연 - 지질학 - 자원 처리 - 광산 기계 - 전기 기기 - 전기·전자 측정 - 전기 응용 - 산업 전자 - 전자 기기 - 자동 제어 - 계장 일반 - 유선 공학 - 통신 관계 법규 - 전자 계산기 구조 - 디지털 공학 - 정보 처리 - 측량 - 토목 설계 - 토목 계획 - 건축 계획 - 건축사 - 건축 재료 - 건축 법규 - 디자인 재료 - 도장 - 공업 화학 - 유기 공업 화학 - 화공 기계 - 요업 공학 - 유리·법랑 - 도자기 - 식품 화학 - 식품 제조 기계 - 발효 공업 - 방적·방사 - 편성 - 섬유 가공 - 인쇄 공학 - 인쇄 디자인 - 평판 인쇄 - 자동차 구조 - 자동차 전기 - 차량 법규 - 조선 공학 일반 - 선박 건조 - 비행 원리 - 항공기 일반 - 항공기 기관 - 항공 전자 장치 - 기타 과목 \| - 전기 일반 - 공업 역학 - 선택 실습 - 기계 설계 - 기계 공작 - 판금 - 용접 - 유체 기계 - 치공구 - 금속 제련 - 주조 - 금속 화학 - 제선 - 비철 금속 제련 - 자원 개발 - 탐사 - 화약·법규 - 전기 이론 - 전기·전자 재료 - 전력 - 전기 설비 - 전자 공학 - 전자 응용 - 공업 계측 - 계장 기술 - 무선 공학 - 데이터 통신 - 프로그래밍 - 시스템 프로그램 - 응용 역학 - 토목 재료·시공 - 수리·토질 - 도로·철도 - 건축 구조 - 건축 구조 역학 - 건축 시공 - 디자인 일반 - 색채학 - 화학 공학 - 무기 공업 화학 - 화학 계측 제어 - 화공 계산 - 요업 원료 - 시멘트 - 내화물 - 식품 가공 - 식품 위생 - 섬유 재료 - 제직 - 염색 - 봉제 - 자동차 시험 - 중장비 정비 - 선박구조 - 선박 의장 - 항공기 정비 - 항공기 기체 - 항공기 장비 - 항공법 \| |
| 인쇄과 | - 공업 입문 - 기초 제도 - 기초 실습 - 인쇄 공학 - 인쇄 재료 | \| - 기계 일반 - 전자 계산 일반 - 공업 영어 - 전문 제도 - 기계 재료 - 소성 가공 - 배관 - 열원동기 - 공·유압 일반 - 공기 조화 설비 - 금속 재료 - 열처리 - 금속 표면 처리 - 제강 - 압연 - 지질학 - 자원 처리 - 광산 기계 - 전기 기기 - 전기·전자 측정 - 전기 응용 - 산업 전자 - 전자 기기 - 자동 제어 - 계장 일반 - 유선 공학 - 통신 관계 법규 - 전자 계산기 구조 - 디지털 공학 - 정보 처리 - 측량 - 토목 설계 - 토목 계획 - 건축 계획 - 건축사 - 건축 재료 - 건축 법규 - 디자인 재료 - 도장 - 공업 화학 - 유기 공업 화학 - 화공 기계 - 요업 공학 - 유리·법랑 - 도자기 - 식품 화학 - 식품 제조 기계 - 발효 공업 - 방적·방사 - 편성 - 섬유 가공 - 인쇄 공학 - 인쇄 디자인 - 평판 인쇄 - 자동차 구조 - 자동차 전기 - 차량 법규 - 조선 공학 일반 - 선박 건조 - 비행 원리 - 항공기 일반 - 항공기 기관 - 항공 전자 장치 - 기타 과목 \| - 전기 일반 - 공업 역학 - 선택 실습 - 기계 설계 - 기계 공작 - 판금 - 용접 - 유체 기계 - 치공구 - 금속 제련 - 주조 - 금속 화학 - 제선 - 비철 금속 제련 - 자원 개발 - 탐사 - 화약·법규 - 전기 이론 - 전기·전자 재료 - 전력 - 전기 설비 - 전자 공학 - 전자 응용 - 공업 계측 - 계장 기술 - 무선 공학 - 데이터 통신 - 프로그래밍 - 시스템 프로그램 - 응용 역학 - 토목 재료·시공 - 수리·토질 - 도로·철도 - 건축 구조 - 건축 구조 역학 - 건축 시공 - 디자인 일반 - 색채학 - 화학 공학 - 무기 공업 화학 - 화학 계측 제어 - 화공 계산 - 요업 원료 - 시멘트 - 내화물 - 식품 가공 - 식품 위생 - 섬유 재료 - 제직 - 염색 - 봉제 - 자동차 시험 - 중장비 정비 - 선박구조 - 선박 의장 - 항공기 정비 - 항공기 기체 - 항공기 장비 - 항공법 \| |
| 자동차과 | - 공업 입문 - 기초 제도 - 기초 실습 - 자동차 구조 - 자동차 정비 | \| - 기계 일반 - 전자 계산 일반 - 공업 영어 - 전문 제도 - 기계 재료 - 소성 가공 - 배관 - 열원동기 - 공·유압 일반 - 공기 조화 설비 - 금속 재료 - 열처리 - 금속 표면 처리 - 제강 - 압연 - 지질학 - 자원 처리 - 광산 기계 - 전기 기기 - 전기·전자 측정 - 전기 응용 - 산업 전자 - 전자 기기 - 자동 제어 - 계장 일반 - 유선 공학 - 통신 관계 법규 - 전자 계산기 구조 - 디지털 공학 - 정보 처리 - 측량 - 토목 설계 - 토목 계획 - 건축 계획 - 건축사 - 건축 재료 - 건축 법규 - 디자인 재료 - 도장 - 공업 화학 - 유기 공업 화학 - 화공 기계 - 요업 공학 - 유리·법랑 - 도자기 - 식품 화학 - 식품 제조 기계 - 발효 공업 - 방적·방사 - 편성 - 섬유 가공 - 인쇄 공학 - 인쇄 디자인 - 평판 인쇄 - 자동차 구조 - 자동차 전기 - 차량 법규 - 조선 공학 일반 - 선박 건조 - 비행 원리 - 항공기 일반 - 항공기 기관 - 항공 전자 장치 - 기타 과목 \| - 전기 일반 - 공업 역학 - 선택 실습 - 기계 설계 - 기계 공작 - 판금 - 용접 - 유체 기계 - 치공구 - 금속 제련 - 주조 - 금속 화학 - 제선 - 비철 금속 제련 - 자원 개발 - 탐사 - 화약·법규 - 전기 이론 - 전기·전자 재료 - 전력 - 전기 설비 - 전자 공학 - 전자 응용 - 공업 계측 - 계장 기술 - 무선 공학 - 데이터 통신 - 프로그래밍 - 시스템 프로그램 - 응용 역학 - 토목 재료·시공 - 수리·토질 - 도로·철도 - 건축 구조 - 건축 구조 역학 - 건축 시공 - 디자인 일반 - 색채학 - 화학 공학 - 무기 공업 화학 - 화학 계측 제어 - 화공 계산 - 요업 원료 - 시멘트 - 내화물 - 식품 가공 - 식품 위생 - 섬유 재료 - 제직 - 염색 - 봉제 - 자동차 시험 - 중장비 정비 - 선박구조 - 선박 의장 - 항공기 정비 - 항공기 기체 - 항공기 장비 - 항공법 \| |
| 조선과 | - 공업 입문 - 기초 제도 - 기초 실습 - 조선 공학 일반 - 선박 구조 | \| - 기계 일반 - 전자 계산 일반 - 공업 영어 - 전문 제도 - 기계 재료 - 소성 가공 - 배관 - 열원동기 - 공·유압 일반 - 공기 조화 설비 - 금속 재료 - 열처리 - 금속 표면 처리 - 제강 - 압연 - 지질학 - 자원 처리 - 광산 기계 - 전기 기기 - 전기·전자 측정 - 전기 응용 - 산업 전자 - 전자 기기 - 자동 제어 - 계장 일반 - 유선 공학 - 통신 관계 법규 - 전자 계산기 구조 - 디지털 공학 - 정보 처리 - 측량 - 토목 설계 - 토목 계획 - 건축 계획 - 건축사 - 건축 재료 - 건축 법규 - 디자인 재료 - 도장 - 공업 화학 - 유기 공업 화학 - 화공 기계 - 요업 공학 - 유리·법랑 - 도자기 - 식품 화학 - 식품 제조 기계 - 발효 공업 - 방적·방사 - 편성 - 섬유 가공 - 인쇄 공학 - 인쇄 디자인 - 평판 인쇄 - 자동차 구조 - 자동차 전기 - 차량 법규 - 조선 공학 일반 - 선박 건조 - 비행 원리 - 항공기 일반 - 항공기 기관 - 항공 전자 장치 - 기타 과목 \| - 전기 일반 - 공업 역학 - 선택 실습 - 기계 설계 - 기계 공작 - 판금 - 용접 - 유체 기계 - 치공구 - 금속 제련 - 주조 - 금속 화학 - 제선 - 비철 금속 제련 - 자원 개발 - 탐사 - 화약·법규 - 전기 이론 - 전기·전자 재료 - 전력 - 전기 설비 - 전자 공학 - 전자 응용 - 공업 계측 - 계장 기술 - 무선 공학 - 데이터 통신 - 프로그래밍 - 시스템 프로그램 - 응용 역학 - 토목 재료·시공 - 수리·토질 - 도로·철도 - 건축 구조 - 건축 구조 역학 - 건축 시공 - 디자인 일반 - 색채학 - 화학 공학 - 무기 공업 화학 - 화학 계측 제어 - 화공 계산 - 요업 원료 - 시멘트 - 내화물 - 식품 가공 - 식품 위생 - 섬유 재료 - 제직 - 염색 - 봉제 - 자동차 시험 - 중장비 정비 - 선박구조 - 선박 의장 - 항공기 정비 - 항공기 기체 - 항공기 장비 - 항공법 \| |
| 항공정비과 | - 공업 입문 - 기초 제도 - 기초 실습 - 비행 원리 - 항공기 정비 | \| - 기계 일반 - 전자 계산 일반 - 공업 영어 - 전문 제도 - 기계 재료 - 소성 가공 - 배관 - 열원동기 - 공·유압 일반 - 공기 조화 설비 - 금속 재료 - 열처리 - 금속 표면 처리 - 제강 - 압연 - 지질학 - 자원 처리 - 광산 기계 - 전기 기기 - 전기·전자 측정 - 전기 응용 - 산업 전자 - 전자 기기 - 자동 제어 - 계장 일반 - 유선 공학 - 통신 관계 법규 - 전자 계산기 구조 - 디지털 공학 - 정보 처리 - 측량 - 토목 설계 - 토목 계획 - 건축 계획 - 건축사 - 건축 재료 - 건축 법규 - 디자인 재료 - 도장 - 공업 화학 - 유기 공업 화학 - 화공 기계 - 요업 공학 - 유리·법랑 - 도자기 - 식품 화학 - 식품 제조 기계 - 발효 공업 - 방적·방사 - 편성 - 섬유 가공 - 인쇄 공학 - 인쇄 디자인 - 평판 인쇄 - 자동차 구조 - 자동차 전기 - 차량 법규 - 조선 공학 일반 - 선박 건조 - 비행 원리 - 항공기 일반 - 항공기 기관 - 항공 전자 장치 - 기타 과목 \| - 전기 일반 - 공업 역학 - 선택 실습 - 기계 설계 - 기계 공작 - 판금 - 용접 - 유체 기계 - 치공구 - 금속 제련 - 주조 - 금속 화학 - 제선 - 비철 금속 제련 - 자원 개발 - 탐사 - 화약·법규 - 전기 이론 - 전기·전자 재료 - 전력 - 전기 설비 - 전자 공학 - 전자 응용 - 공업 계측 - 계장 기술 - 무선 공학 - 데이터 통신 - 프로그래밍 - 시스템 프로그램 - 응용 역학 - 토목 재료·시공 - 수리·토질 - 도로·철도 - 건축 구조 - 건축 구조 역학 - 건축 시공 - 디자인 일반 - 색채학 - 화학 공학 - 무기 공업 화학 - 화학 계측 제어 - 화공 계산 - 요업 원료 - 시멘트 - 내화물 - 식품 가공 - 식품 위생 - 섬유 재료 - 제직 - 염색 - 봉제 - 자동차 시험 - 중장비 정비 - 선박구조 - 선박 의장 - 항공기 정비 - 항공기 기체 - 항공기 장비 - 항공법 \| |
| - 기계 일반 - 전자 계산 일반 - 공업 영어 - 전문 제도 - 기계 재료 - 소성 가공 - 배관 - 열원동기 - 공·유압 일반 - 공기 조화 설비 - 금속 재료 - 열처리 - 금속 표면 처리 - 제강 - 압연 - 지질학 - 자원 처리 - 광산 기계 - 전기 기기 - 전기·전자 측정 - 전기 응용 - 산업 전자 - 전자 기기 - 자동 제어 - 계장 일반 - 유선 공학 - 통신 관계 법규 - 전자 계산기 구조 - 디지털 공학 - 정보 처리 - 측량 - 토목 설계 - 토목 계획 - 건축 계획 - 건축사 - 건축 재료 - 건축 법규 - 디자인 재료 - 도장 - 공업 화학 - 유기 공업 화학 - 화공 기계 - 요업 공학 - 유리·법랑 - 도자기 - 식품 화학 - 식품 제조 기계 - 발효 공업 - 방적·방사 - 편성 - 섬유 가공 - 인쇄 공학 - 인쇄 디자인 - 평판 인쇄 - 자동차 구조 - 자동차 전기 - 차량 법규 - 조선 공학 일반 - 선박 건조 - 비행 원리 - 항공기 일반 - 항공기 기관 - 항공 전자 장치 - 기타 과목 | - 전기 일반 - 공업 역학 - 선택 실습 - 기계 설계 - 기계 공작 - 판금 - 용접 - 유체 기계 - 치공구 - 금속 제련 - 주조 - 금속 화학 - 제선 - 비철 금속 제련 - 자원 개발 - 탐사 - 화약·법규 - 전기 이론 - 전기·전자 재료 - 전력 - 전기 설비 - 전자 공학 - 전자 응용 - 공업 계측 - 계장 기술 - 무선 공학 - 데이터 통신 - 프로그래밍 - 시스템 프로그램 - 응용 역학 - 토목 재료·시공 - 수리·토질 - 도로·철도 - 건축 구조 - 건축 구조 역학 - 건축 시공 - 디자인 일반 - 색채학 - 화학 공학 - 무기 공업 화학 - 화학 계측 제어 - 화공 계산 - 요업 원료 - 시멘트 - 내화물 - 식품 가공 - 식품 위생 - 섬유 재료 - 제직 - 염색 - 봉제 - 자동차 시험 - 중장비 정비 - 선박구조 - 선박 의장 - 항공기 정비 - 항공기 기체 - 항공기 장비 - 항공법 | |

상업 계열
| 학과       | 필수 과목                                                                                        | 선택 과목 |
| ---------- | ------------------------------------------------------------------------------------------------ | --- |
| 상업과     | - 상업 대요 - 경영 대요 - 상업 부기 - 전자 계산 일반 - 상업 계산 - 상업 실천 - 타자              | - 상업 법규 - 상업 계산 - 마케팅 - 상업 실천 - 상품 - 부기 회계 - 공업 부기 - 세무 회계 - 무역 업무 - 상업 영어 - 문서·사무 - 타자 - 경영 통제 - 프로그래밍 - 자료 처리 - 전자 계산기 실무 - 상업 미술 - 상업 서예 - 기타 과목 |
| 회계과     | - 상업 대요 - 경영 대요 - 상업 부기 - 전자 계산 일반 - 부기 회계 - 공업 부기 - 세무 회계         | - 상업 법규 - 상업 계산 - 마케팅 - 상업 실천 - 상품 - 부기 회계 - 공업 부기 - 세무 회계 - 무역 업무 - 상업 영어 - 문서·사무 - 타자 - 경영 통제 - 프로그래밍 - 자료 처리 - 전자 계산기 실무 - 상업 미술 - 상업 서예 - 기타 과목 |
| 무역과     | - 상업 대요 - 경영 대요 - 상업 부기 - 전자 계산 일반 - 무역 업무 - 상업 영어 - 마케팅            | - 상업 법규 - 상업 계산 - 마케팅 - 상업 실천 - 상품 - 부기 회계 - 공업 부기 - 세무 회계 - 무역 업무 - 상업 영어 - 문서·사무 - 타자 - 경영 통제 - 프로그래밍 - 자료 처리 - 전자 계산기 실무 - 상업 미술 - 상업 서예 - 기타 과목 |
| 정보처리과 | - 상업 대요 - 경영 대요 - 상업 부기 - 전자 계산 일반 - 프로그래밍 - 자료 처리 - 전자 계산기 실무 | - 상업 법규 - 상업 계산 - 마케팅 - 상업 실천 - 상품 - 부기 회계 - 공업 부기 - 세무 회계 - 무역 업무 - 상업 영어 - 문서·사무 - 타자 - 경영 통제 - 프로그래밍 - 자료 처리 - 전자 계산기 실무 - 상업 미술 - 상업 서예 - 기타 과목 |

수산·해운 계열
| 학과       | 필수 과목                                                                  | 선택 과목 |
| ---------- | -------------------------------------------------------------------------- | --- |
| 어업과     | - 해양 훈련 - 수산 일반 - 수산 생물 - 어업 - 항해                          | - 수산 일반 - 수산 생물 - 어업 - 항해 - 선박 운용 - 해양·기상 - 선화 운송 - 해운 실무 - 수산 법규 - 해사 법규 - 해사 영어 - 수산 경영 - 수산 양식 - 양식 환경 시설 - 양식 생물 질병 - 수산 가공 - 식품 화학 - 수산 식품 위생 - 통조림 - 냉동 - 식품 가공 기계 - 선박 기관 - 선박 보조 기계 - 선박 전기·전자 - 기계 설계·공작 - 통신 공학 - 해사 통신 기기 - 전파 법규 - 통신 실기 - 통신 운용 - 통신 실험 - 선박 일반 - 기관 일반 - 통신 일반 - 전자 계산 일반 - 종합 실습 - 기타 과목 |
| 수산양식과 | - 해양 훈련 - 수산 일반 - 수산 생물 - 수산 양식 - 수산 경영                | - 수산 일반 - 수산 생물 - 어업 - 항해 - 선박 운용 - 해양·기상 - 선화 운송 - 해운 실무 - 수산 법규 - 해사 법규 - 해사 영어 - 수산 경영 - 수산 양식 - 양식 환경 시설 - 양식 생물 질병 - 수산 가공 - 식품 화학 - 수산 식품 위생 - 통조림 - 냉동 - 식품 가공 기계 - 선박 기관 - 선박 보조 기계 - 선박 전기·전자 - 기계 설계·공작 - 통신 공학 - 해사 통신 기기 - 전파 법규 - 통신 실기 - 통신 운용 - 통신 실험 - 선박 일반 - 기관 일반 - 통신 일반 - 전자 계산 일반 - 종합 실습 - 기타 과목 |
| 수산가공과 | - 해양 훈련 - 수산 일반 - 수산 가공 - 식품 화학 - 수산 식품 위생           | - 수산 일반 - 수산 생물 - 어업 - 항해 - 선박 운용 - 해양·기상 - 선화 운송 - 해운 실무 - 수산 법규 - 해사 법규 - 해사 영어 - 수산 경영 - 수산 양식 - 양식 환경 시설 - 양식 생물 질병 - 수산 가공 - 식품 화학 - 수산 식품 위생 - 통조림 - 냉동 - 식품 가공 기계 - 선박 기관 - 선박 보조 기계 - 선박 전기·전자 - 기계 설계·공작 - 통신 공학 - 해사 통신 기기 - 전파 법규 - 통신 실기 - 통신 운용 - 통신 실험 - 선박 일반 - 기관 일반 - 통신 일반 - 전자 계산 일반 - 종합 실습 - 기타 과목 |
| 항해과     | - 해양 훈련 - 항해 - 선박 운용 - 선화 운송 - 해사 법규                     | - 수산 일반 - 수산 생물 - 어업 - 항해 - 선박 운용 - 해양·기상 - 선화 운송 - 해운 실무 - 수산 법규 - 해사 법규 - 해사 영어 - 수산 경영 - 수산 양식 - 양식 환경 시설 - 양식 생물 질병 - 수산 가공 - 식품 화학 - 수산 식품 위생 - 통조림 - 냉동 - 식품 가공 기계 - 선박 기관 - 선박 보조 기계 - 선박 전기·전자 - 기계 설계·공작 - 통신 공학 - 해사 통신 기기 - 전파 법규 - 통신 실기 - 통신 운용 - 통신 실험 - 선박 일반 - 기관 일반 - 통신 일반 - 전자 계산 일반 - 종합 실습 - 기타 과목 |
| 기관과     | - 해양 훈련 - 선박 기관 - 선박 보조 기계 - 선박 전기·전자 - 기계 설계·공작 | - 수산 일반 - 수산 생물 - 어업 - 항해 - 선박 운용 - 해양·기상 - 선화 운송 - 해운 실무 - 수산 법규 - 해사 법규 - 해사 영어 - 수산 경영 - 수산 양식 - 양식 환경 시설 - 양식 생물 질병 - 수산 가공 - 식품 화학 - 수산 식품 위생 - 통조림 - 냉동 - 식품 가공 기계 - 선박 기관 - 선박 보조 기계 - 선박 전기·전자 - 기계 설계·공작 - 통신 공학 - 해사 통신 기기 - 전파 법규 - 통신 실기 - 통신 운용 - 통신 실험 - 선박 일반 - 기관 일반 - 통신 일반 - 전자 계산 일반 - 종합 실습 - 기타 과목 |
| 통신과     | - 해양 훈련 - 통신 공학 - 해사 통신 기기 - 전파 법규 - 통신 실기           | - 수산 일반 - 수산 생물 - 어업 - 항해 - 선박 운용 - 해양·기상 - 선화 운송 - 해운 실무 - 수산 법규 - 해사 법규 - 해사 영어 - 수산 경영 - 수산 양식 - 양식 환경 시설 - 양식 생물 질병 - 수산 가공 - 식품 화학 - 수산 식품 위생 - 통조림 - 냉동 - 식품 가공 기계 - 선박 기관 - 선박 보조 기계 - 선박 전기·전자 - 기계 설계·공작 - 통신 공학 - 해사 통신 기기 - 전파 법규 - 통신 실기 - 통신 운용 - 통신 실험 - 선박 일반 - 기관 일반 - 통신 일반 - 전자 계산 일반 - 종합 실습 - 기타 과목 |
| 자영수산과 | - 해양훈련 - 수산 생물 - 어업 - 수산 양식 - 수산 경영                      | - 수산 일반 - 수산 생물 - 어업 - 항해 - 선박 운용 - 해양·기상 - 선화 운송 - 해운 실무 - 수산 법규 - 해사 법규 - 해사 영어 - 수산 경영 - 수산 양식 - 양식 환경 시설 - 양식 생물 질병 - 수산 가공 - 식품 화학 - 수산 식품 위생 - 통조림 - 냉동 - 식품 가공 기계 - 선박 기관 - 선박 보조 기계 - 선박 전기·전자 - 기계 설계·공작 - 통신 공학 - 해사 통신 기기 - 전파 법규 - 통신 실기 - 통신 운용 - 통신 실험 - 선박 일반 - 기관 일반 - 통신 일반 - 전자 계산 일반 - 종합 실습 - 기타 과목 |

가사·실업 계열
| 학과       | 필수 과목                                                             | 선택 과목 |
| ---------- | --------------------------------------------------------------------- | --- |
| 유아교육과 | - 아동 발달 - 유아 교육 원리 - 유아 놀이 지도 - 아동 복지 - 종합 실습 | - 아동 발달 - 유아 교육 원리 - 유아 놀이 지도 - 아동 복지 - 아동 건강과 영양 - 아동 생활 지도 - 아동 예능 지도 - 의상 제도 - 복식 디자인 - 의복 구성 기초 - 의복 재료 - 한국 의복 - 서양 의복 - 편물 - 식생활 관리 - 식품 위생 - 기초 조리 - 대량 조리 - 한국 조리 - 외국 조리 - 특수 영양 - 식품 저장과 가공 - 자수 일반 - 디자인과 색채 - 수예 - 한국 문양 - 수자수 - 기계 자수 - 관광 사업 - 관광 서비스 - 관광 법규 - 관광 영어 - 호텔 실무 - 관광 지리 - 전자 계산 일반 - 실내 장식 - 종합 실습 - 기타 과목 |
| 의상과     | - 의상 제도 - 복식 디자인 - 의복 구성 기초 - 의복 재료 - 종합 실습    | - 아동 발달 - 유아 교육 원리 - 유아 놀이 지도 - 아동 복지 - 아동 건강과 영양 - 아동 생활 지도 - 아동 예능 지도 - 의상 제도 - 복식 디자인 - 의복 구성 기초 - 의복 재료 - 한국 의복 - 서양 의복 - 편물 - 식생활 관리 - 식품 위생 - 기초 조리 - 대량 조리 - 한국 조리 - 외국 조리 - 특수 영양 - 식품 저장과 가공 - 자수 일반 - 디자인과 색채 - 수예 - 한국 문양 - 수자수 - 기계 자수 - 관광 사업 - 관광 서비스 - 관광 법규 - 관광 영어 - 호텔 실무 - 관광 지리 - 전자 계산 일반 - 실내 장식 - 종합 실습 - 기타 과목 |
| 조리과     | - 식생활 관리 - 식품 위생 - 기초 조리 - 대량 조리 - 종합 실습         | - 아동 발달 - 유아 교육 원리 - 유아 놀이 지도 - 아동 복지 - 아동 건강과 영양 - 아동 생활 지도 - 아동 예능 지도 - 의상 제도 - 복식 디자인 - 의복 구성 기초 - 의복 재료 - 한국 의복 - 서양 의복 - 편물 - 식생활 관리 - 식품 위생 - 기초 조리 - 대량 조리 - 한국 조리 - 외국 조리 - 특수 영양 - 식품 저장과 가공 - 자수 일반 - 디자인과 색채 - 수예 - 한국 문양 - 수자수 - 기계 자수 - 관광 사업 - 관광 서비스 - 관광 법규 - 관광 영어 - 호텔 실무 - 관광 지리 - 전자 계산 일반 - 실내 장식 - 종합 실습 - 기타 과목 |
| 자수과     | - 자수 일반 - 디자인과 색채 - 수예 - 한국 문양 - 종합 실습            | - 아동 발달 - 유아 교육 원리 - 유아 놀이 지도 - 아동 복지 - 아동 건강과 영양 - 아동 생활 지도 - 아동 예능 지도 - 의상 제도 - 복식 디자인 - 의복 구성 기초 - 의복 재료 - 한국 의복 - 서양 의복 - 편물 - 식생활 관리 - 식품 위생 - 기초 조리 - 대량 조리 - 한국 조리 - 외국 조리 - 특수 영양 - 식품 저장과 가공 - 자수 일반 - 디자인과 색채 - 수예 - 한국 문양 - 수자수 - 기계 자수 - 관광 사업 - 관광 서비스 - 관광 법규 - 관광 영어 - 호텔 실무 - 관광 지리 - 전자 계산 일반 - 실내 장식 - 종합 실습 - 기타 과목 |
| 관광과     | - 관광 사업 - 관광 서비스 - 관광 법규 - 관광 영어 - 종합 실습         | - 아동 발달 - 유아 교육 원리 - 유아 놀이 지도 - 아동 복지 - 아동 건강과 영양 - 아동 생활 지도 - 아동 예능 지도 - 의상 제도 - 복식 디자인 - 의복 구성 기초 - 의복 재료 - 한국 의복 - 서양 의복 - 편물 - 식생활 관리 - 식품 위생 - 기초 조리 - 대량 조리 - 한국 조리 - 외국 조리 - 특수 영양 - 식품 저장과 가공 - 자수 일반 - 디자인과 색채 - 수예 - 한국 문양 - 수자수 - 기계 자수 - 관광 사업 - 관광 서비스 - 관광 법규 - 관광 영어 - 호텔 실무 - 관광 지리 - 전자 계산 일반 - 실내 장식 - 종합 실습 - 기타 과목 |

과학 계열
- 필수 과목 : 일반 수학, 수학Ⅱ, 과학Ⅰ, 물리, 화학, 생물, 지구과학, 물리 실험, 화학 실험, 생물 실험, 지구과학 실험, 컴퓨터 과학Ⅰ, 과학사
- 선택 과목 : 수학Ⅲ, 고급 물리, 고급 화학, 고급 생물, 고급 지구 과학, 컴퓨터 과학Ⅱ, 과학 철학, 원서 강독, 전자 과학, 워크숍, 개인 연구Ⅰ, 개인 연구Ⅱ

체육 계열
- 필수 과목 : 체육 과학, 육상, 체조, 수영, 구기
- 선택 과목 : 육상 경기, 체조 경기, 수영 경기, 구기 경기, 투기, 사격 경기, 궁도 경기, 역도 경기, 빙상 경기, 사이클 경기, 무용, 골프, 요트, 조정, 볼링, 스키, 기타 과목

예술 계열
- 음악과
  - 필수 과목 : 시창·청음, 음악 이론, 음악사
  - 선택 과목 : 성악, 기악, 작곡, 합창, 합주, 실내악, 연주, 교양 성악, 교양 기악, 반주법, 기타 과목

- 미술과
  - 필수 과목 : 소묘, 미술 이론, 미술사
  - 선택 과목 : 회화, 조소, 디자인, 서예, 미술 일반, 기타 과목

- 무용과
  - 필수 과목 : 동작법, 무용 이론, 무용사, 창작 실습
  - 선택 과목 : 한국 무용, 발레, 현대 무용, 전통 무용, 무용 음악, 기타 과목

## 4차 교육과정
4차 교육과정은 1984년 입학생부터 1989년 입학생까지 적용되었다. 단, 국민윤리와 국사는 1982년 입학생부터 적용되었다.

### 일반 교과
| 교과      | 과목            | 공통 필수      | 공통 필수            | 과정별 선택      | 과정별 선택      | 과정별 선택                       |
| 교과      | 과목            | 일반계         | 실업계, 기타계       | 인문·사회        | 자연             | 실업계, 기타계 및 일반계 직업과정 |
| --------- | --------------- | -------------- | -------------------- | ---------------- | ---------------- | --------------------------------- |
| 국민윤리  | 국민윤리        | 6단위          | 6단위                |                  |                  |                                   |
| 국어      | 국어 (Ⅰ, Ⅱ)     | 14~16단위      | 14~16단위            | 14~18단위        | 8~10단위         | 3~8단위                           |
| 국사      | 국사            | 6단위          | 4단위                |                  |                  |                                   |
| 사회      | 사회 (Ⅰ, Ⅱ)     | 4~6단위        | 2~6단위              | 4단위            |                  |                                   |
| 사회      | 지리 (Ⅰ, Ⅱ)     | 4~6단위        | 2~6단위 2단위 (택 1) | 4단위            |                  |                                   |
| 사회      | 세계사          | 2단위          | 2~6단위 2단위 (택 1) | 2단위            |                  |                                   |
| 수학      | 수학 (Ⅰ, Ⅱ)     | 8~14단위       | 8~14단위             | 6~8단위          | 10~18단위        | 4~18단위                          |
| 과학      | 물리 (Ⅰ, Ⅱ)     |                |                      |                  | 4단위            | 4~12단위 (택 1~2)                 |
| 과학      | 화학 (Ⅰ, Ⅱ)     |                |                      |                  | 4단위            | 4~12단위 (택 1~2)                 |
| 과학      | 생물 (Ⅰ, Ⅱ)     |                |                      |                  | 4단위            | 4~12단위 (택 1~2)                 |
| 과학      | 지구과학 (Ⅰ, Ⅱ) |                |                      |                  | 4단위            | 4~12단위 (택 1~2)                 |
| 체육      | 체육            | 6~8단위        | 6~8단위              | 8~10단위         | 8~10단위         | 4~8단위                           |
| 교련      | 교련            | 12단위         | 12단위               |                  |                  |                                   |
| 음악      | 음악            | 4~6단위 (택 1) | 4~6단위 (택 1)       | 4~6단위 (택 1)   | 4~6단위 (택 1)   | 2~6단위 (택 1)                    |
| 미술      | 미술            | 4~6단위 (택 1) | 4~6단위 (택 1)       | 4~6단위 (택 1)   | 4~6단위 (택 1)   | 2~6단위 (택 1)                    |
| 한문      | 한문 (Ⅰ, Ⅱ)     |                |                      | 8~14단위         | 4~6단위          | 4~6단위                           |
| 외국어    | 영어 (Ⅰ, Ⅱ)     | 6~8단위        | 6~8단위              | 14~16단위        | 14~16단위        | 6~16단위                          |
| 외국어    | 프랑스어        |                |                      | 10~12단위 (택 1) | 10~12단위 (택 1) | 6~10단위 (택 1)                   |
| 외국어    | 에스파니아어    |                |                      | 10~12단위 (택 1) | 10~12단위 (택 1) | 6~10단위 (택 1)                   |
| 외국어    | 중국어          |                |                      | 10~12단위 (택 1) | 10~12단위 (택 1) | 6~10단위 (택 1)                   |
| 외국어    | 일본어          |                |                      | 10~12단위 (택 1) | 10~12단위 (택 1) | 6~10단위 (택 1)                   |
| 실업·가정 | 산업 기술       |                |                      | 8~10단위 (택 1)  | 8~10단위 (택 1)  | 4~8단위 (택 1)                    |
| 실업·가정 | 가정            |                |                      | 8~10단위 (택 1)  | 8~10단위 (택 1)  | 4~8단위 (택 1)                    |
| 실업·가정 | 농업            |                |                      | 8~10단위 (택 1)  | 8~10단위 (택 1)  |                                   |
| 실업·가정 | 공업            |                |                      | 8~10단위 (택 1)  | 8~10단위 (택 1)  |                                   |
| 실업·가정 | 상업            |                |                      | 8~10단위 (택 1)  | 8~10단위 (택 1)  |                                   |
| 실업·가정 | 수산업          |                |                      | 8~10단위 (택 1)  | 8~10단위 (택 1)  |                                   |
| 실업·가정 | 가사            |                |                      | 8~10단위 (택 1)  | 8~10단위 (택 1)  |                                   |
| 실업·가정 | 정보산업        |                |                      | 8~10단위 (택 1)  | 8~10단위 (택 1)  |                                   |
| 자유 선택 | 자유 선택       |                |                      | 0~8단위          | 0~8단위          | 0~8단위                           |
| 특별 활동 | 특별 활동       | 12단위         | 12단위               |                  |                  |                                   |

- 특별 활동은 학도 호국단 활동, 클럽 활동, 학교 행사로 이루어져 있다. 단, 1986년 이후로는 학도 호국단 활동이 폐지되고 학생회 활동이 부활하였다.

### 전문 교과
전문 교과는 실업계, 기타계 및 일반계 직업과정에서 이수하였다.
농업계
| 학과        | 필수 과목                                                                                              | 선택 과목 |
| ----------- | --- | --- |
| 농업과      | - 농업 발전 - 농업 생산 환경 - 농업 생산 자재 - 농업 경영 - 농업 기계 - 작물 - 기초 실습               | - 농업 생산 환경 - 농업 생산 자재 - 농업 경영 - 작물 - 원예 - 시설 원예 - 조원 - 축산 - 가축 영양·사료 - 가축 위생 - 초지 - 조림 - 사방 및 삼림 토목 - 임업 경영 - 임산 가공 - 양잠 - 재상 - 잠체 위생 - 잠종 제조 - 제사 - 농산 가공 - 축산 가공 - 식품학 - 식품 위생 - 식품 미생물 - 식품 가공 기기 - 유기 화학 - 농림 측량 - 농업 토목 설계 - 농업 토목 제도 - 재료 및 시공 - 농업 수리 - 농지 조성 - 응용 역학 - 농업 공작 - 농업 기계 - 농업 동력 및 트랙터 - 농작업기 - 농산 기계 - 농업 기계 요소 및 제도 - 농업 기계 공작 - 농업 가정 - 농가 관리 - 농가 환경 위생 - 식물 보호 - 경영실습 (전공 실습) - 농촌 지도 - 기타 과목 |
| 임업과      | - 농업 발전 - 임업 경영 - 조림 - 농업 기계 - 농업 생산 환경 - 농업 생산 자재 - 기초 실습               | - 농업 생산 환경 - 농업 생산 자재 - 농업 경영 - 작물 - 원예 - 시설 원예 - 조원 - 축산 - 가축 영양·사료 - 가축 위생 - 초지 - 조림 - 사방 및 삼림 토목 - 임업 경영 - 임산 가공 - 양잠 - 재상 - 잠체 위생 - 잠종 제조 - 제사 - 농산 가공 - 축산 가공 - 식품학 - 식품 위생 - 식품 미생물 - 식품 가공 기기 - 유기 화학 - 농림 측량 - 농업 토목 설계 - 농업 토목 제도 - 재료 및 시공 - 농업 수리 - 농지 조성 - 응용 역학 - 농업 공작 - 농업 기계 - 농업 동력 및 트랙터 - 농작업기 - 농산 기계 - 농업 기계 요소 및 제도 - 농업 기계 공작 - 농업 가정 - 농가 관리 - 농가 환경 위생 - 식물 보호 - 경영실습 (전공 실습) - 농촌 지도 - 기타 과목 |
| 축산과      | - 농업 발전 - 축산 - 농업 기계 - 농업 경영 - 농업 생산 환경 - 농업 생산 자재 - 기초 실습               | - 농업 생산 환경 - 농업 생산 자재 - 농업 경영 - 작물 - 원예 - 시설 원예 - 조원 - 축산 - 가축 영양·사료 - 가축 위생 - 초지 - 조림 - 사방 및 삼림 토목 - 임업 경영 - 임산 가공 - 양잠 - 재상 - 잠체 위생 - 잠종 제조 - 제사 - 농산 가공 - 축산 가공 - 식품학 - 식품 위생 - 식품 미생물 - 식품 가공 기기 - 유기 화학 - 농림 측량 - 농업 토목 설계 - 농업 토목 제도 - 재료 및 시공 - 농업 수리 - 농지 조성 - 응용 역학 - 농업 공작 - 농업 기계 - 농업 동력 및 트랙터 - 농작업기 - 농산 기계 - 농업 기계 요소 및 제도 - 농업 기계 공작 - 농업 가정 - 농가 관리 - 농가 환경 위생 - 식물 보호 - 경영실습 (전공 실습) - 농촌 지도 - 기타 과목 |
| 원예과      | - 농업 발전 - 농업 생산 환경 - 농업 생산 자재 - 농업 경영 - 원예 - 농업 기계 - 기초 실습               | - 농업 생산 환경 - 농업 생산 자재 - 농업 경영 - 작물 - 원예 - 시설 원예 - 조원 - 축산 - 가축 영양·사료 - 가축 위생 - 초지 - 조림 - 사방 및 삼림 토목 - 임업 경영 - 임산 가공 - 양잠 - 재상 - 잠체 위생 - 잠종 제조 - 제사 - 농산 가공 - 축산 가공 - 식품학 - 식품 위생 - 식품 미생물 - 식품 가공 기기 - 유기 화학 - 농림 측량 - 농업 토목 설계 - 농업 토목 제도 - 재료 및 시공 - 농업 수리 - 농지 조성 - 응용 역학 - 농업 공작 - 농업 기계 - 농업 동력 및 트랙터 - 농작업기 - 농산 기계 - 농업 기계 요소 및 제도 - 농업 기계 공작 - 농업 가정 - 농가 관리 - 농가 환경 위생 - 식물 보호 - 경영실습 (전공 실습) - 농촌 지도 - 기타 과목 |
| 잠업과      | - 농업 발전 - 양잠 - 농업 경영 - 농업 생산 환경 - 농업 생산 자재 - 농업 기계 - 기초 실습               | - 농업 생산 환경 - 농업 생산 자재 - 농업 경영 - 작물 - 원예 - 시설 원예 - 조원 - 축산 - 가축 영양·사료 - 가축 위생 - 초지 - 조림 - 사방 및 삼림 토목 - 임업 경영 - 임산 가공 - 양잠 - 재상 - 잠체 위생 - 잠종 제조 - 제사 - 농산 가공 - 축산 가공 - 식품학 - 식품 위생 - 식품 미생물 - 식품 가공 기기 - 유기 화학 - 농림 측량 - 농업 토목 설계 - 농업 토목 제도 - 재료 및 시공 - 농업 수리 - 농지 조성 - 응용 역학 - 농업 공작 - 농업 기계 - 농업 동력 및 트랙터 - 농작업기 - 농산 기계 - 농업 기계 요소 및 제도 - 농업 기계 공작 - 농업 가정 - 농가 관리 - 농가 환경 위생 - 식물 보호 - 경영실습 (전공 실습) - 농촌 지도 - 기타 과목 |
| 농업 토목과 | - 농업 발전 - 농업 수리 - 재료 및 시공 - 농림 측량 - 응용 역학 - 농업 기계 - 기초 실습                 | - 농업 생산 환경 - 농업 생산 자재 - 농업 경영 - 작물 - 원예 - 시설 원예 - 조원 - 축산 - 가축 영양·사료 - 가축 위생 - 초지 - 조림 - 사방 및 삼림 토목 - 임업 경영 - 임산 가공 - 양잠 - 재상 - 잠체 위생 - 잠종 제조 - 제사 - 농산 가공 - 축산 가공 - 식품학 - 식품 위생 - 식품 미생물 - 식품 가공 기기 - 유기 화학 - 농림 측량 - 농업 토목 설계 - 농업 토목 제도 - 재료 및 시공 - 농업 수리 - 농지 조성 - 응용 역학 - 농업 공작 - 농업 기계 - 농업 동력 및 트랙터 - 농작업기 - 농산 기계 - 농업 기계 요소 및 제도 - 농업 기계 공작 - 농업 가정 - 농가 관리 - 농가 환경 위생 - 식물 보호 - 경영실습 (전공 실습) - 농촌 지도 - 기타 과목 |
| 식품 가공과 | - 농업 발전 - 농산 가공 - 축산 가공 - 식품 가공 기기 - 식품 미생물 - 유기 화학 - 기초 실습             | - 농업 생산 환경 - 농업 생산 자재 - 농업 경영 - 작물 - 원예 - 시설 원예 - 조원 - 축산 - 가축 영양·사료 - 가축 위생 - 초지 - 조림 - 사방 및 삼림 토목 - 임업 경영 - 임산 가공 - 양잠 - 재상 - 잠체 위생 - 잠종 제조 - 제사 - 농산 가공 - 축산 가공 - 식품학 - 식품 위생 - 식품 미생물 - 식품 가공 기기 - 유기 화학 - 농림 측량 - 농업 토목 설계 - 농업 토목 제도 - 재료 및 시공 - 농업 수리 - 농지 조성 - 응용 역학 - 농업 공작 - 농업 기계 - 농업 동력 및 트랙터 - 농작업기 - 농산 기계 - 농업 기계 요소 및 제도 - 농업 기계 공작 - 농업 가정 - 농가 관리 - 농가 환경 위생 - 식물 보호 - 경영실습 (전공 실습) - 농촌 지도 - 기타 과목 |
| 농업 기계과 | - 농업 발전 - 농업 동력 및 트랙터 - 농작업기 - 농산 기계 - 농업 경영 - 작물 - 기초 실습                | - 농업 생산 환경 - 농업 생산 자재 - 농업 경영 - 작물 - 원예 - 시설 원예 - 조원 - 축산 - 가축 영양·사료 - 가축 위생 - 초지 - 조림 - 사방 및 삼림 토목 - 임업 경영 - 임산 가공 - 양잠 - 재상 - 잠체 위생 - 잠종 제조 - 제사 - 농산 가공 - 축산 가공 - 식품학 - 식품 위생 - 식품 미생물 - 식품 가공 기기 - 유기 화학 - 농림 측량 - 농업 토목 설계 - 농업 토목 제도 - 재료 및 시공 - 농업 수리 - 농지 조성 - 응용 역학 - 농업 공작 - 농업 기계 - 농업 동력 및 트랙터 - 농작업기 - 농산 기계 - 농업 기계 요소 및 제도 - 농업 기계 공작 - 농업 가정 - 농가 관리 - 농가 환경 위생 - 식물 보호 - 경영실습 (전공 실습) - 농촌 지도 - 기타 과목 |
| 농촌 지도과 | - 농업 발전 - 농촌 지도 - 농업 기계 - 농업 생산 환경 - 농업 생산 자재 - 농업 경영 - 기초 실습          | - 농업 생산 환경 - 농업 생산 자재 - 농업 경영 - 작물 - 원예 - 시설 원예 - 조원 - 축산 - 가축 영양·사료 - 가축 위생 - 초지 - 조림 - 사방 및 삼림 토목 - 임업 경영 - 임산 가공 - 양잠 - 재상 - 잠체 위생 - 잠종 제조 - 제사 - 농산 가공 - 축산 가공 - 식품학 - 식품 위생 - 식품 미생물 - 식품 가공 기기 - 유기 화학 - 농림 측량 - 농업 토목 설계 - 농업 토목 제도 - 재료 및 시공 - 농업 수리 - 농지 조성 - 응용 역학 - 농업 공작 - 농업 기계 - 농업 동력 및 트랙터 - 농작업기 - 농산 기계 - 농업 기계 요소 및 제도 - 농업 기계 공작 - 농업 가정 - 농가 관리 - 농가 환경 위생 - 식물 보호 - 경영실습 (전공 실습) - 농촌 지도 - 기타 과목 |
| 농업 가정과 | - 농업 발전 - 농업 가정 - 농업 경영 - 농업 기계 - 농업 생산 환경 - 농업 생산 자재 - 기초 실습          | - 농업 생산 환경 - 농업 생산 자재 - 농업 경영 - 작물 - 원예 - 시설 원예 - 조원 - 축산 - 가축 영양·사료 - 가축 위생 - 초지 - 조림 - 사방 및 삼림 토목 - 임업 경영 - 임산 가공 - 양잠 - 재상 - 잠체 위생 - 잠종 제조 - 제사 - 농산 가공 - 축산 가공 - 식품학 - 식품 위생 - 식품 미생물 - 식품 가공 기기 - 유기 화학 - 농림 측량 - 농업 토목 설계 - 농업 토목 제도 - 재료 및 시공 - 농업 수리 - 농지 조성 - 응용 역학 - 농업 공작 - 농업 기계 - 농업 동력 및 트랙터 - 농작업기 - 농산 기계 - 농업 기계 요소 및 제도 - 농업 기계 공작 - 농업 가정 - 농가 관리 - 농가 환경 위생 - 식물 보호 - 경영실습 (전공 실습) - 농촌 지도 - 기타 과목 |
| 자영농과    | - 농업 발전 - 농업 기계 - 농업 생산 환경 - 농업 생산 자재 - 농업 공작 - 농업 경영 - 농업 공작기초 실습 | - 농업 생산 환경 - 농업 생산 자재 - 농업 경영 - 작물 - 원예 - 시설 원예 - 조원 - 축산 - 가축 영양·사료 - 가축 위생 - 초지 - 조림 - 사방 및 삼림 토목 - 임업 경영 - 임산 가공 - 양잠 - 재상 - 잠체 위생 - 잠종 제조 - 제사 - 농산 가공 - 축산 가공 - 식품학 - 식품 위생 - 식품 미생물 - 식품 가공 기기 - 유기 화학 - 농림 측량 - 농업 토목 설계 - 농업 토목 제도 - 재료 및 시공 - 농업 수리 - 농지 조성 - 응용 역학 - 농업 공작 - 농업 기계 - 농업 동력 및 트랙터 - 농작업기 - 농산 기계 - 농업 기계 요소 및 제도 - 농업 기계 공작 - 농업 가정 - 농가 관리 - 농가 환경 위생 - 식물 보호 - 경영실습 (전공 실습) - 농촌 지도 - 기타 과목 |

공업계

| 학과 | 필수 과목 | 선택 과목 |
| --- | --- | --- |
| 기계과 | - 공업 입문 - 기초 실습 - 기초 제도 - 기계 일반 - 기계 설계 | \| - 기계 일반 - 전자 계산기 - 공업 경영 - 선택 실습 - 기계 설계 - 주조 - 용접 - 소성 가공 - 기계 재료 - 유체 기계 - 금속 제련 - 제선 - 압연 - 열처리 - 금속 화학 - 지질학 - 채광 - 화 약 - 전기 이론 - 전기·전자 제도 - 전기·전자 측정 - 전기 응용 - 자동 제어 - 전자 공학 - 전자 응용 - 무선 공학 - 전자 계산기 구조 - 마이크로 컴퓨터 - 프로그래밍 - 측량 - 토목 제도 - 수리·토질 - 도로·철도 - 건축 계획 - 건축 구조 - 건축 설계 - 건축 법규 - 디자인 실제 - 색채학 - 도장 - 공업 화학 - 화학 공정 제어 - 화공 계산 - 전기 화학 공업 - 요업 원료 - 유리·법랑 - 도자기 - 식품 공업 일반 - 식품 과학 - 식품 위생 - 발효 공업 - 섬유 재료 - 봉제 - 편성 - 염색 - 인쇄 재료 - 인쇄 사진 - 볼록판 인쇄 - 자동차 구조 - 자동차 정비 - 차량 법규 - 중장비 정비 - 조선 공학 일반 - 선박 구조 - 선박 의장 - 항공기 동력 장치 - 항공기 기체 - 항공법 - 철도 일반 - 철도 운전 역학 - 철도 전기 차량 - 철도 운전 - 공업 계측 - 계장 기술 \| - 전기 일반 - 산업 안전 - 공업 영어 - 기계 제도 - 기계 공작 - 판금 - 배관 - 지그 설계 - 원동기 - 공기 조화 설비 - 비철 금속 제련 - 제강 - 금속 재료 - 금속 표면 처리 - 자원 공학 일반 - 탐광 - 선광 - 광산 기계 - 전기 기계 - 전기·전자 재료 - 전력 - 전기 설비 - 전기 법규 - 전자 기기 - 유선 공학 - 통신 관계 법규 - 시스템 프로그램 - 디지털 공학 - 응용 역학 - 토목 시공 - 토목 설계 - 토목 계획 - 건축사 - 건축 구조 - 건축 재료 - 건축 시공 - 디자인 일반 - 디자인 재료 - 표현 기법 - 화학 공학 일반 - 제조 화학 공업 - 화공 기계 - 석유 화학 공업 - 요업 일반 - 연료·가마 - 시멘트 - 내화물 - 식품 가공 - 식품 제조 기계 - 식품 저장 - 섬유 공업 일반 - 섬유 가공 - 방적 - 제직 - 인쇄 공업 일반 - 인쇄 디자인 - 평판 인쇄 - 공업 역학 - 자동차 전기 - 자동차 시험 - 중장비 일반 - 유압 일반 - 선박 제도 - 선박 건조 - 항공기 일반 - 항공기 정비 일반 - 항공기 장비 - 항공 전자 장치 - 철도 차량 일반 - 철도 디이젤 차량 - 철도 차량정비 - 신호 보안 - 계장 일반 - 기타 과목 \| |
| 금속과 | - 공업 입문 - 기초 실습 - 기초 제도 - 금속 제련 - 금속 재료 | \| - 기계 일반 - 전자 계산기 - 공업 경영 - 선택 실습 - 기계 설계 - 주조 - 용접 - 소성 가공 - 기계 재료 - 유체 기계 - 금속 제련 - 제선 - 압연 - 열처리 - 금속 화학 - 지질학 - 채광 - 화 약 - 전기 이론 - 전기·전자 제도 - 전기·전자 측정 - 전기 응용 - 자동 제어 - 전자 공학 - 전자 응용 - 무선 공학 - 전자 계산기 구조 - 마이크로 컴퓨터 - 프로그래밍 - 측량 - 토목 제도 - 수리·토질 - 도로·철도 - 건축 계획 - 건축 구조 - 건축 설계 - 건축 법규 - 디자인 실제 - 색채학 - 도장 - 공업 화학 - 화학 공정 제어 - 화공 계산 - 전기 화학 공업 - 요업 원료 - 유리·법랑 - 도자기 - 식품 공업 일반 - 식품 과학 - 식품 위생 - 발효 공업 - 섬유 재료 - 봉제 - 편성 - 염색 - 인쇄 재료 - 인쇄 사진 - 볼록판 인쇄 - 자동차 구조 - 자동차 정비 - 차량 법규 - 중장비 정비 - 조선 공학 일반 - 선박 구조 - 선박 의장 - 항공기 동력 장치 - 항공기 기체 - 항공법 - 철도 일반 - 철도 운전 역학 - 철도 전기 차량 - 철도 운전 - 공업 계측 - 계장 기술 \| - 전기 일반 - 산업 안전 - 공업 영어 - 기계 제도 - 기계 공작 - 판금 - 배관 - 지그 설계 - 원동기 - 공기 조화 설비 - 비철 금속 제련 - 제강 - 금속 재료 - 금속 표면 처리 - 자원 공학 일반 - 탐광 - 선광 - 광산 기계 - 전기 기계 - 전기·전자 재료 - 전력 - 전기 설비 - 전기 법규 - 전자 기기 - 유선 공학 - 통신 관계 법규 - 시스템 프로그램 - 디지털 공학 - 응용 역학 - 토목 시공 - 토목 설계 - 토목 계획 - 건축사 - 건축 구조 - 건축 재료 - 건축 시공 - 디자인 일반 - 디자인 재료 - 표현 기법 - 화학 공학 일반 - 제조 화학 공업 - 화공 기계 - 석유 화학 공업 - 요업 일반 - 연료·가마 - 시멘트 - 내화물 - 식품 가공 - 식품 제조 기계 - 식품 저장 - 섬유 공업 일반 - 섬유 가공 - 방적 - 제직 - 인쇄 공업 일반 - 인쇄 디자인 - 평판 인쇄 - 공업 역학 - 자동차 전기 - 자동차 시험 - 중장비 일반 - 유압 일반 - 선박 제도 - 선박 건조 - 항공기 일반 - 항공기 정비 일반 - 항공기 장비 - 항공 전자 장치 - 철도 차량 일반 - 철도 디이젤 차량 - 철도 차량정비 - 신호 보안 - 계장 일반 - 기타 과목 \| |
| 자원과 | - 공업 입문 - 기초 실습 - 기초 제도 - 자원 공학 일반 - 지질학 | \| - 기계 일반 - 전자 계산기 - 공업 경영 - 선택 실습 - 기계 설계 - 주조 - 용접 - 소성 가공 - 기계 재료 - 유체 기계 - 금속 제련 - 제선 - 압연 - 열처리 - 금속 화학 - 지질학 - 채광 - 화 약 - 전기 이론 - 전기·전자 제도 - 전기·전자 측정 - 전기 응용 - 자동 제어 - 전자 공학 - 전자 응용 - 무선 공학 - 전자 계산기 구조 - 마이크로 컴퓨터 - 프로그래밍 - 측량 - 토목 제도 - 수리·토질 - 도로·철도 - 건축 계획 - 건축 구조 - 건축 설계 - 건축 법규 - 디자인 실제 - 색채학 - 도장 - 공업 화학 - 화학 공정 제어 - 화공 계산 - 전기 화학 공업 - 요업 원료 - 유리·법랑 - 도자기 - 식품 공업 일반 - 식품 과학 - 식품 위생 - 발효 공업 - 섬유 재료 - 봉제 - 편성 - 염색 - 인쇄 재료 - 인쇄 사진 - 볼록판 인쇄 - 자동차 구조 - 자동차 정비 - 차량 법규 - 중장비 정비 - 조선 공학 일반 - 선박 구조 - 선박 의장 - 항공기 동력 장치 - 항공기 기체 - 항공법 - 철도 일반 - 철도 운전 역학 - 철도 전기 차량 - 철도 운전 - 공업 계측 - 계장 기술 \| - 전기 일반 - 산업 안전 - 공업 영어 - 기계 제도 - 기계 공작 - 판금 - 배관 - 지그 설계 - 원동기 - 공기 조화 설비 - 비철 금속 제련 - 제강 - 금속 재료 - 금속 표면 처리 - 자원 공학 일반 - 탐광 - 선광 - 광산 기계 - 전기 기계 - 전기·전자 재료 - 전력 - 전기 설비 - 전기 법규 - 전자 기기 - 유선 공학 - 통신 관계 법규 - 시스템 프로그램 - 디지털 공학 - 응용 역학 - 토목 시공 - 토목 설계 - 토목 계획 - 건축사 - 건축 구조 - 건축 재료 - 건축 시공 - 디자인 일반 - 디자인 재료 - 표현 기법 - 화학 공학 일반 - 제조 화학 공업 - 화공 기계 - 석유 화학 공업 - 요업 일반 - 연료·가마 - 시멘트 - 내화물 - 식품 가공 - 식품 제조 기계 - 식품 저장 - 섬유 공업 일반 - 섬유 가공 - 방적 - 제직 - 인쇄 공업 일반 - 인쇄 디자인 - 평판 인쇄 - 공업 역학 - 자동차 전기 - 자동차 시험 - 중장비 일반 - 유압 일반 - 선박 제도 - 선박 건조 - 항공기 일반 - 항공기 정비 일반 - 항공기 장비 - 항공 전자 장치 - 철도 차량 일반 - 철도 디이젤 차량 - 철도 차량정비 - 신호 보안 - 계장 일반 - 기타 과목 \| |
| 전기과 | - 공업 입문 - 기초 실습 - 기초 제도 - 전기 이론 - 전기 기기 | \| - 기계 일반 - 전자 계산기 - 공업 경영 - 선택 실습 - 기계 설계 - 주조 - 용접 - 소성 가공 - 기계 재료 - 유체 기계 - 금속 제련 - 제선 - 압연 - 열처리 - 금속 화학 - 지질학 - 채광 - 화 약 - 전기 이론 - 전기·전자 제도 - 전기·전자 측정 - 전기 응용 - 자동 제어 - 전자 공학 - 전자 응용 - 무선 공학 - 전자 계산기 구조 - 마이크로 컴퓨터 - 프로그래밍 - 측량 - 토목 제도 - 수리·토질 - 도로·철도 - 건축 계획 - 건축 구조 - 건축 설계 - 건축 법규 - 디자인 실제 - 색채학 - 도장 - 공업 화학 - 화학 공정 제어 - 화공 계산 - 전기 화학 공업 - 요업 원료 - 유리·법랑 - 도자기 - 식품 공업 일반 - 식품 과학 - 식품 위생 - 발효 공업 - 섬유 재료 - 봉제 - 편성 - 염색 - 인쇄 재료 - 인쇄 사진 - 볼록판 인쇄 - 자동차 구조 - 자동차 정비 - 차량 법규 - 중장비 정비 - 조선 공학 일반 - 선박 구조 - 선박 의장 - 항공기 동력 장치 - 항공기 기체 - 항공법 - 철도 일반 - 철도 운전 역학 - 철도 전기 차량 - 철도 운전 - 공업 계측 - 계장 기술 \| - 전기 일반 - 산업 안전 - 공업 영어 - 기계 제도 - 기계 공작 - 판금 - 배관 - 지그 설계 - 원동기 - 공기 조화 설비 - 비철 금속 제련 - 제강 - 금속 재료 - 금속 표면 처리 - 자원 공학 일반 - 탐광 - 선광 - 광산 기계 - 전기 기계 - 전기·전자 재료 - 전력 - 전기 설비 - 전기 법규 - 전자 기기 - 유선 공학 - 통신 관계 법규 - 시스템 프로그램 - 디지털 공학 - 응용 역학 - 토목 시공 - 토목 설계 - 토목 계획 - 건축사 - 건축 구조 - 건축 재료 - 건축 시공 - 디자인 일반 - 디자인 재료 - 표현 기법 - 화학 공학 일반 - 제조 화학 공업 - 화공 기계 - 석유 화학 공업 - 요업 일반 - 연료·가마 - 시멘트 - 내화물 - 식품 가공 - 식품 제조 기계 - 식품 저장 - 섬유 공업 일반 - 섬유 가공 - 방적 - 제직 - 인쇄 공업 일반 - 인쇄 디자인 - 평판 인쇄 - 공업 역학 - 자동차 전기 - 자동차 시험 - 중장비 일반 - 유압 일반 - 선박 제도 - 선박 건조 - 항공기 일반 - 항공기 정비 일반 - 항공기 장비 - 항공 전자 장치 - 철도 차량 일반 - 철도 디이젤 차량 - 철도 차량정비 - 신호 보안 - 계장 일반 - 기타 과목 \| |
| 전자과 | - 공업 입문 - 기초 실습 - 기초 제도 - 전기 이론 - 전자 공학 | \| - 기계 일반 - 전자 계산기 - 공업 경영 - 선택 실습 - 기계 설계 - 주조 - 용접 - 소성 가공 - 기계 재료 - 유체 기계 - 금속 제련 - 제선 - 압연 - 열처리 - 금속 화학 - 지질학 - 채광 - 화 약 - 전기 이론 - 전기·전자 제도 - 전기·전자 측정 - 전기 응용 - 자동 제어 - 전자 공학 - 전자 응용 - 무선 공학 - 전자 계산기 구조 - 마이크로 컴퓨터 - 프로그래밍 - 측량 - 토목 제도 - 수리·토질 - 도로·철도 - 건축 계획 - 건축 구조 - 건축 설계 - 건축 법규 - 디자인 실제 - 색채학 - 도장 - 공업 화학 - 화학 공정 제어 - 화공 계산 - 전기 화학 공업 - 요업 원료 - 유리·법랑 - 도자기 - 식품 공업 일반 - 식품 과학 - 식품 위생 - 발효 공업 - 섬유 재료 - 봉제 - 편성 - 염색 - 인쇄 재료 - 인쇄 사진 - 볼록판 인쇄 - 자동차 구조 - 자동차 정비 - 차량 법규 - 중장비 정비 - 조선 공학 일반 - 선박 구조 - 선박 의장 - 항공기 동력 장치 - 항공기 기체 - 항공법 - 철도 일반 - 철도 운전 역학 - 철도 전기 차량 - 철도 운전 - 공업 계측 - 계장 기술 \| - 전기 일반 - 산업 안전 - 공업 영어 - 기계 제도 - 기계 공작 - 판금 - 배관 - 지그 설계 - 원동기 - 공기 조화 설비 - 비철 금속 제련 - 제강 - 금속 재료 - 금속 표면 처리 - 자원 공학 일반 - 탐광 - 선광 - 광산 기계 - 전기 기계 - 전기·전자 재료 - 전력 - 전기 설비 - 전기 법규 - 전자 기기 - 유선 공학 - 통신 관계 법규 - 시스템 프로그램 - 디지털 공학 - 응용 역학 - 토목 시공 - 토목 설계 - 토목 계획 - 건축사 - 건축 구조 - 건축 재료 - 건축 시공 - 디자인 일반 - 디자인 재료 - 표현 기법 - 화학 공학 일반 - 제조 화학 공업 - 화공 기계 - 석유 화학 공업 - 요업 일반 - 연료·가마 - 시멘트 - 내화물 - 식품 가공 - 식품 제조 기계 - 식품 저장 - 섬유 공업 일반 - 섬유 가공 - 방적 - 제직 - 인쇄 공업 일반 - 인쇄 디자인 - 평판 인쇄 - 공업 역학 - 자동차 전기 - 자동차 시험 - 중장비 일반 - 유압 일반 - 선박 제도 - 선박 건조 - 항공기 일반 - 항공기 정비 일반 - 항공기 장비 - 항공 전자 장치 - 철도 차량 일반 - 철도 디이젤 차량 - 철도 차량정비 - 신호 보안 - 계장 일반 - 기타 과목 \| |
| 통신과 | - 공업 입문 - 기초 실습 - 기초 제도 - 전기 이론 - 유선 공학 | \| - 기계 일반 - 전자 계산기 - 공업 경영 - 선택 실습 - 기계 설계 - 주조 - 용접 - 소성 가공 - 기계 재료 - 유체 기계 - 금속 제련 - 제선 - 압연 - 열처리 - 금속 화학 - 지질학 - 채광 - 화 약 - 전기 이론 - 전기·전자 제도 - 전기·전자 측정 - 전기 응용 - 자동 제어 - 전자 공학 - 전자 응용 - 무선 공학 - 전자 계산기 구조 - 마이크로 컴퓨터 - 프로그래밍 - 측량 - 토목 제도 - 수리·토질 - 도로·철도 - 건축 계획 - 건축 구조 - 건축 설계 - 건축 법규 - 디자인 실제 - 색채학 - 도장 - 공업 화학 - 화학 공정 제어 - 화공 계산 - 전기 화학 공업 - 요업 원료 - 유리·법랑 - 도자기 - 식품 공업 일반 - 식품 과학 - 식품 위생 - 발효 공업 - 섬유 재료 - 봉제 - 편성 - 염색 - 인쇄 재료 - 인쇄 사진 - 볼록판 인쇄 - 자동차 구조 - 자동차 정비 - 차량 법규 - 중장비 정비 - 조선 공학 일반 - 선박 구조 - 선박 의장 - 항공기 동력 장치 - 항공기 기체 - 항공법 - 철도 일반 - 철도 운전 역학 - 철도 전기 차량 - 철도 운전 - 공업 계측 - 계장 기술 \| - 전기 일반 - 산업 안전 - 공업 영어 - 기계 제도 - 기계 공작 - 판금 - 배관 - 지그 설계 - 원동기 - 공기 조화 설비 - 비철 금속 제련 - 제강 - 금속 재료 - 금속 표면 처리 - 자원 공학 일반 - 탐광 - 선광 - 광산 기계 - 전기 기계 - 전기·전자 재료 - 전력 - 전기 설비 - 전기 법규 - 전자 기기 - 유선 공학 - 통신 관계 법규 - 시스템 프로그램 - 디지털 공학 - 응용 역학 - 토목 시공 - 토목 설계 - 토목 계획 - 건축사 - 건축 구조 - 건축 재료 - 건축 시공 - 디자인 일반 - 디자인 재료 - 표현 기법 - 화학 공학 일반 - 제조 화학 공업 - 화공 기계 - 석유 화학 공업 - 요업 일반 - 연료·가마 - 시멘트 - 내화물 - 식품 가공 - 식품 제조 기계 - 식품 저장 - 섬유 공업 일반 - 섬유 가공 - 방적 - 제직 - 인쇄 공업 일반 - 인쇄 디자인 - 평판 인쇄 - 공업 역학 - 자동차 전기 - 자동차 시험 - 중장비 일반 - 유압 일반 - 선박 제도 - 선박 건조 - 항공기 일반 - 항공기 정비 일반 - 항공기 장비 - 항공 전자 장치 - 철도 차량 일반 - 철도 디이젤 차량 - 철도 차량정비 - 신호 보안 - 계장 일반 - 기타 과목 \| |
| 정보 기술과 | - 공업 입문 - 기초 실습 - 기초 제도 - 전기 이론 - 전자 계산기 구조 | \| - 기계 일반 - 전자 계산기 - 공업 경영 - 선택 실습 - 기계 설계 - 주조 - 용접 - 소성 가공 - 기계 재료 - 유체 기계 - 금속 제련 - 제선 - 압연 - 열처리 - 금속 화학 - 지질학 - 채광 - 화 약 - 전기 이론 - 전기·전자 제도 - 전기·전자 측정 - 전기 응용 - 자동 제어 - 전자 공학 - 전자 응용 - 무선 공학 - 전자 계산기 구조 - 마이크로 컴퓨터 - 프로그래밍 - 측량 - 토목 제도 - 수리·토질 - 도로·철도 - 건축 계획 - 건축 구조 - 건축 설계 - 건축 법규 - 디자인 실제 - 색채학 - 도장 - 공업 화학 - 화학 공정 제어 - 화공 계산 - 전기 화학 공업 - 요업 원료 - 유리·법랑 - 도자기 - 식품 공업 일반 - 식품 과학 - 식품 위생 - 발효 공업 - 섬유 재료 - 봉제 - 편성 - 염색 - 인쇄 재료 - 인쇄 사진 - 볼록판 인쇄 - 자동차 구조 - 자동차 정비 - 차량 법규 - 중장비 정비 - 조선 공학 일반 - 선박 구조 - 선박 의장 - 항공기 동력 장치 - 항공기 기체 - 항공법 - 철도 일반 - 철도 운전 역학 - 철도 전기 차량 - 철도 운전 - 공업 계측 - 계장 기술 \| - 전기 일반 - 산업 안전 - 공업 영어 - 기계 제도 - 기계 공작 - 판금 - 배관 - 지그 설계 - 원동기 - 공기 조화 설비 - 비철 금속 제련 - 제강 - 금속 재료 - 금속 표면 처리 - 자원 공학 일반 - 탐광 - 선광 - 광산 기계 - 전기 기계 - 전기·전자 재료 - 전력 - 전기 설비 - 전기 법규 - 전자 기기 - 유선 공학 - 통신 관계 법규 - 시스템 프로그램 - 디지털 공학 - 응용 역학 - 토목 시공 - 토목 설계 - 토목 계획 - 건축사 - 건축 구조 - 건축 재료 - 건축 시공 - 디자인 일반 - 디자인 재료 - 표현 기법 - 화학 공학 일반 - 제조 화학 공업 - 화공 기계 - 석유 화학 공업 - 요업 일반 - 연료·가마 - 시멘트 - 내화물 - 식품 가공 - 식품 제조 기계 - 식품 저장 - 섬유 공업 일반 - 섬유 가공 - 방적 - 제직 - 인쇄 공업 일반 - 인쇄 디자인 - 평판 인쇄 - 공업 역학 - 자동차 전기 - 자동차 시험 - 중장비 일반 - 유압 일반 - 선박 제도 - 선박 건조 - 항공기 일반 - 항공기 정비 일반 - 항공기 장비 - 항공 전자 장치 - 철도 차량 일반 - 철도 디이젤 차량 - 철도 차량정비 - 신호 보안 - 계장 일반 - 기타 과목 \| |
| 토목과 | - 공업 입문 - 기초 실습 - 기초 제도 - 응용 역학 - 측량 | \| - 기계 일반 - 전자 계산기 - 공업 경영 - 선택 실습 - 기계 설계 - 주조 - 용접 - 소성 가공 - 기계 재료 - 유체 기계 - 금속 제련 - 제선 - 압연 - 열처리 - 금속 화학 - 지질학 - 채광 - 화 약 - 전기 이론 - 전기·전자 제도 - 전기·전자 측정 - 전기 응용 - 자동 제어 - 전자 공학 - 전자 응용 - 무선 공학 - 전자 계산기 구조 - 마이크로 컴퓨터 - 프로그래밍 - 측량 - 토목 제도 - 수리·토질 - 도로·철도 - 건축 계획 - 건축 구조 - 건축 설계 - 건축 법규 - 디자인 실제 - 색채학 - 도장 - 공업 화학 - 화학 공정 제어 - 화공 계산 - 전기 화학 공업 - 요업 원료 - 유리·법랑 - 도자기 - 식품 공업 일반 - 식품 과학 - 식품 위생 - 발효 공업 - 섬유 재료 - 봉제 - 편성 - 염색 - 인쇄 재료 - 인쇄 사진 - 볼록판 인쇄 - 자동차 구조 - 자동차 정비 - 차량 법규 - 중장비 정비 - 조선 공학 일반 - 선박 구조 - 선박 의장 - 항공기 동력 장치 - 항공기 기체 - 항공법 - 철도 일반 - 철도 운전 역학 - 철도 전기 차량 - 철도 운전 - 공업 계측 - 계장 기술 \| - 전기 일반 - 산업 안전 - 공업 영어 - 기계 제도 - 기계 공작 - 판금 - 배관 - 지그 설계 - 원동기 - 공기 조화 설비 - 비철 금속 제련 - 제강 - 금속 재료 - 금속 표면 처리 - 자원 공학 일반 - 탐광 - 선광 - 광산 기계 - 전기 기계 - 전기·전자 재료 - 전력 - 전기 설비 - 전기 법규 - 전자 기기 - 유선 공학 - 통신 관계 법규 - 시스템 프로그램 - 디지털 공학 - 응용 역학 - 토목 시공 - 토목 설계 - 토목 계획 - 건축사 - 건축 구조 - 건축 재료 - 건축 시공 - 디자인 일반 - 디자인 재료 - 표현 기법 - 화학 공학 일반 - 제조 화학 공업 - 화공 기계 - 석유 화학 공업 - 요업 일반 - 연료·가마 - 시멘트 - 내화물 - 식품 가공 - 식품 제조 기계 - 식품 저장 - 섬유 공업 일반 - 섬유 가공 - 방적 - 제직 - 인쇄 공업 일반 - 인쇄 디자인 - 평판 인쇄 - 공업 역학 - 자동차 전기 - 자동차 시험 - 중장비 일반 - 유압 일반 - 선박 제도 - 선박 건조 - 항공기 일반 - 항공기 정비 일반 - 항공기 장비 - 항공 전자 장치 - 철도 차량 일반 - 철도 디이젤 차량 - 철도 차량정비 - 신호 보안 - 계장 일반 - 기타 과목 \| |
| 건축과 | - 공업 입문 - 기초 실습 - 기초 제도 - 건축 계획 - 건축 구조 | \| - 기계 일반 - 전자 계산기 - 공업 경영 - 선택 실습 - 기계 설계 - 주조 - 용접 - 소성 가공 - 기계 재료 - 유체 기계 - 금속 제련 - 제선 - 압연 - 열처리 - 금속 화학 - 지질학 - 채광 - 화 약 - 전기 이론 - 전기·전자 제도 - 전기·전자 측정 - 전기 응용 - 자동 제어 - 전자 공학 - 전자 응용 - 무선 공학 - 전자 계산기 구조 - 마이크로 컴퓨터 - 프로그래밍 - 측량 - 토목 제도 - 수리·토질 - 도로·철도 - 건축 계획 - 건축 구조 - 건축 설계 - 건축 법규 - 디자인 실제 - 색채학 - 도장 - 공업 화학 - 화학 공정 제어 - 화공 계산 - 전기 화학 공업 - 요업 원료 - 유리·법랑 - 도자기 - 식품 공업 일반 - 식품 과학 - 식품 위생 - 발효 공업 - 섬유 재료 - 봉제 - 편성 - 염색 - 인쇄 재료 - 인쇄 사진 - 볼록판 인쇄 - 자동차 구조 - 자동차 정비 - 차량 법규 - 중장비 정비 - 조선 공학 일반 - 선박 구조 - 선박 의장 - 항공기 동력 장치 - 항공기 기체 - 항공법 - 철도 일반 - 철도 운전 역학 - 철도 전기 차량 - 철도 운전 - 공업 계측 - 계장 기술 \| - 전기 일반 - 산업 안전 - 공업 영어 - 기계 제도 - 기계 공작 - 판금 - 배관 - 지그 설계 - 원동기 - 공기 조화 설비 - 비철 금속 제련 - 제강 - 금속 재료 - 금속 표면 처리 - 자원 공학 일반 - 탐광 - 선광 - 광산 기계 - 전기 기계 - 전기·전자 재료 - 전력 - 전기 설비 - 전기 법규 - 전자 기기 - 유선 공학 - 통신 관계 법규 - 시스템 프로그램 - 디지털 공학 - 응용 역학 - 토목 시공 - 토목 설계 - 토목 계획 - 건축사 - 건축 구조 - 건축 재료 - 건축 시공 - 디자인 일반 - 디자인 재료 - 표현 기법 - 화학 공학 일반 - 제조 화학 공업 - 화공 기계 - 석유 화학 공업 - 요업 일반 - 연료·가마 - 시멘트 - 내화물 - 식품 가공 - 식품 제조 기계 - 식품 저장 - 섬유 공업 일반 - 섬유 가공 - 방적 - 제직 - 인쇄 공업 일반 - 인쇄 디자인 - 평판 인쇄 - 공업 역학 - 자동차 전기 - 자동차 시험 - 중장비 일반 - 유압 일반 - 선박 제도 - 선박 건조 - 항공기 일반 - 항공기 정비 일반 - 항공기 장비 - 항공 전자 장치 - 철도 차량 일반 - 철도 디이젤 차량 - 철도 차량정비 - 신호 보안 - 계장 일반 - 기타 과목 \| |
| 디자인과 | - 공업 입문 - 기초 실습 - 기초 제도 - 디자인 일반 - 표현 기법 | \| - 기계 일반 - 전자 계산기 - 공업 경영 - 선택 실습 - 기계 설계 - 주조 - 용접 - 소성 가공 - 기계 재료 - 유체 기계 - 금속 제련 - 제선 - 압연 - 열처리 - 금속 화학 - 지질학 - 채광 - 화 약 - 전기 이론 - 전기·전자 제도 - 전기·전자 측정 - 전기 응용 - 자동 제어 - 전자 공학 - 전자 응용 - 무선 공학 - 전자 계산기 구조 - 마이크로 컴퓨터 - 프로그래밍 - 측량 - 토목 제도 - 수리·토질 - 도로·철도 - 건축 계획 - 건축 구조 - 건축 설계 - 건축 법규 - 디자인 실제 - 색채학 - 도장 - 공업 화학 - 화학 공정 제어 - 화공 계산 - 전기 화학 공업 - 요업 원료 - 유리·법랑 - 도자기 - 식품 공업 일반 - 식품 과학 - 식품 위생 - 발효 공업 - 섬유 재료 - 봉제 - 편성 - 염색 - 인쇄 재료 - 인쇄 사진 - 볼록판 인쇄 - 자동차 구조 - 자동차 정비 - 차량 법규 - 중장비 정비 - 조선 공학 일반 - 선박 구조 - 선박 의장 - 항공기 동력 장치 - 항공기 기체 - 항공법 - 철도 일반 - 철도 운전 역학 - 철도 전기 차량 - 철도 운전 - 공업 계측 - 계장 기술 \| - 전기 일반 - 산업 안전 - 공업 영어 - 기계 제도 - 기계 공작 - 판금 - 배관 - 지그 설계 - 원동기 - 공기 조화 설비 - 비철 금속 제련 - 제강 - 금속 재료 - 금속 표면 처리 - 자원 공학 일반 - 탐광 - 선광 - 광산 기계 - 전기 기계 - 전기·전자 재료 - 전력 - 전기 설비 - 전기 법규 - 전자 기기 - 유선 공학 - 통신 관계 법규 - 시스템 프로그램 - 디지털 공학 - 응용 역학 - 토목 시공 - 토목 설계 - 토목 계획 - 건축사 - 건축 구조 - 건축 재료 - 건축 시공 - 디자인 일반 - 디자인 재료 - 표현 기법 - 화학 공학 일반 - 제조 화학 공업 - 화공 기계 - 석유 화학 공업 - 요업 일반 - 연료·가마 - 시멘트 - 내화물 - 식품 가공 - 식품 제조 기계 - 식품 저장 - 섬유 공업 일반 - 섬유 가공 - 방적 - 제직 - 인쇄 공업 일반 - 인쇄 디자인 - 평판 인쇄 - 공업 역학 - 자동차 전기 - 자동차 시험 - 중장비 일반 - 유압 일반 - 선박 제도 - 선박 건조 - 항공기 일반 - 항공기 정비 일반 - 항공기 장비 - 항공 전자 장치 - 철도 차량 일반 - 철도 디이젤 차량 - 철도 차량정비 - 신호 보안 - 계장 일반 - 기타 과목 \| |
| 화학 공업과 | - 공업 입문 - 기초 실습 - 기초 제도 - 화학 공학 일반 - 공업 화학 | \| - 기계 일반 - 전자 계산기 - 공업 경영 - 선택 실습 - 기계 설계 - 주조 - 용접 - 소성 가공 - 기계 재료 - 유체 기계 - 금속 제련 - 제선 - 압연 - 열처리 - 금속 화학 - 지질학 - 채광 - 화 약 - 전기 이론 - 전기·전자 제도 - 전기·전자 측정 - 전기 응용 - 자동 제어 - 전자 공학 - 전자 응용 - 무선 공학 - 전자 계산기 구조 - 마이크로 컴퓨터 - 프로그래밍 - 측량 - 토목 제도 - 수리·토질 - 도로·철도 - 건축 계획 - 건축 구조 - 건축 설계 - 건축 법규 - 디자인 실제 - 색채학 - 도장 - 공업 화학 - 화학 공정 제어 - 화공 계산 - 전기 화학 공업 - 요업 원료 - 유리·법랑 - 도자기 - 식품 공업 일반 - 식품 과학 - 식품 위생 - 발효 공업 - 섬유 재료 - 봉제 - 편성 - 염색 - 인쇄 재료 - 인쇄 사진 - 볼록판 인쇄 - 자동차 구조 - 자동차 정비 - 차량 법규 - 중장비 정비 - 조선 공학 일반 - 선박 구조 - 선박 의장 - 항공기 동력 장치 - 항공기 기체 - 항공법 - 철도 일반 - 철도 운전 역학 - 철도 전기 차량 - 철도 운전 - 공업 계측 - 계장 기술 \| - 전기 일반 - 산업 안전 - 공업 영어 - 기계 제도 - 기계 공작 - 판금 - 배관 - 지그 설계 - 원동기 - 공기 조화 설비 - 비철 금속 제련 - 제강 - 금속 재료 - 금속 표면 처리 - 자원 공학 일반 - 탐광 - 선광 - 광산 기계 - 전기 기계 - 전기·전자 재료 - 전력 - 전기 설비 - 전기 법규 - 전자 기기 - 유선 공학 - 통신 관계 법규 - 시스템 프로그램 - 디지털 공학 - 응용 역학 - 토목 시공 - 토목 설계 - 토목 계획 - 건축사 - 건축 구조 - 건축 재료 - 건축 시공 - 디자인 일반 - 디자인 재료 - 표현 기법 - 화학 공학 일반 - 제조 화학 공업 - 화공 기계 - 석유 화학 공업 - 요업 일반 - 연료·가마 - 시멘트 - 내화물 - 식품 가공 - 식품 제조 기계 - 식품 저장 - 섬유 공업 일반 - 섬유 가공 - 방적 - 제직 - 인쇄 공업 일반 - 인쇄 디자인 - 평판 인쇄 - 공업 역학 - 자동차 전기 - 자동차 시험 - 중장비 일반 - 유압 일반 - 선박 제도 - 선박 건조 - 항공기 일반 - 항공기 정비 일반 - 항공기 장비 - 항공 전자 장치 - 철도 차량 일반 - 철도 디이젤 차량 - 철도 차량정비 - 신호 보안 - 계장 일반 - 기타 과목 \| |
| 요업과 | - 공업 입문 - 기초 실습 - 기초 제도 - 요업 일반 - 요업 원료 | \| - 기계 일반 - 전자 계산기 - 공업 경영 - 선택 실습 - 기계 설계 - 주조 - 용접 - 소성 가공 - 기계 재료 - 유체 기계 - 금속 제련 - 제선 - 압연 - 열처리 - 금속 화학 - 지질학 - 채광 - 화 약 - 전기 이론 - 전기·전자 제도 - 전기·전자 측정 - 전기 응용 - 자동 제어 - 전자 공학 - 전자 응용 - 무선 공학 - 전자 계산기 구조 - 마이크로 컴퓨터 - 프로그래밍 - 측량 - 토목 제도 - 수리·토질 - 도로·철도 - 건축 계획 - 건축 구조 - 건축 설계 - 건축 법규 - 디자인 실제 - 색채학 - 도장 - 공업 화학 - 화학 공정 제어 - 화공 계산 - 전기 화학 공업 - 요업 원료 - 유리·법랑 - 도자기 - 식품 공업 일반 - 식품 과학 - 식품 위생 - 발효 공업 - 섬유 재료 - 봉제 - 편성 - 염색 - 인쇄 재료 - 인쇄 사진 - 볼록판 인쇄 - 자동차 구조 - 자동차 정비 - 차량 법규 - 중장비 정비 - 조선 공학 일반 - 선박 구조 - 선박 의장 - 항공기 동력 장치 - 항공기 기체 - 항공법 - 철도 일반 - 철도 운전 역학 - 철도 전기 차량 - 철도 운전 - 공업 계측 - 계장 기술 \| - 전기 일반 - 산업 안전 - 공업 영어 - 기계 제도 - 기계 공작 - 판금 - 배관 - 지그 설계 - 원동기 - 공기 조화 설비 - 비철 금속 제련 - 제강 - 금속 재료 - 금속 표면 처리 - 자원 공학 일반 - 탐광 - 선광 - 광산 기계 - 전기 기계 - 전기·전자 재료 - 전력 - 전기 설비 - 전기 법규 - 전자 기기 - 유선 공학 - 통신 관계 법규 - 시스템 프로그램 - 디지털 공학 - 응용 역학 - 토목 시공 - 토목 설계 - 토목 계획 - 건축사 - 건축 구조 - 건축 재료 - 건축 시공 - 디자인 일반 - 디자인 재료 - 표현 기법 - 화학 공학 일반 - 제조 화학 공업 - 화공 기계 - 석유 화학 공업 - 요업 일반 - 연료·가마 - 시멘트 - 내화물 - 식품 가공 - 식품 제조 기계 - 식품 저장 - 섬유 공업 일반 - 섬유 가공 - 방적 - 제직 - 인쇄 공업 일반 - 인쇄 디자인 - 평판 인쇄 - 공업 역학 - 자동차 전기 - 자동차 시험 - 중장비 일반 - 유압 일반 - 선박 제도 - 선박 건조 - 항공기 일반 - 항공기 정비 일반 - 항공기 장비 - 항공 전자 장치 - 철도 차량 일반 - 철도 디이젤 차량 - 철도 차량정비 - 신호 보안 - 계장 일반 - 기타 과목 \| |
| 식품 공업과 | - 공업 입문 - 기초 실습 - 기초 제도 - 식품 공업 일반 - 식품 과학 | \| - 기계 일반 - 전자 계산기 - 공업 경영 - 선택 실습 - 기계 설계 - 주조 - 용접 - 소성 가공 - 기계 재료 - 유체 기계 - 금속 제련 - 제선 - 압연 - 열처리 - 금속 화학 - 지질학 - 채광 - 화 약 - 전기 이론 - 전기·전자 제도 - 전기·전자 측정 - 전기 응용 - 자동 제어 - 전자 공학 - 전자 응용 - 무선 공학 - 전자 계산기 구조 - 마이크로 컴퓨터 - 프로그래밍 - 측량 - 토목 제도 - 수리·토질 - 도로·철도 - 건축 계획 - 건축 구조 - 건축 설계 - 건축 법규 - 디자인 실제 - 색채학 - 도장 - 공업 화학 - 화학 공정 제어 - 화공 계산 - 전기 화학 공업 - 요업 원료 - 유리·법랑 - 도자기 - 식품 공업 일반 - 식품 과학 - 식품 위생 - 발효 공업 - 섬유 재료 - 봉제 - 편성 - 염색 - 인쇄 재료 - 인쇄 사진 - 볼록판 인쇄 - 자동차 구조 - 자동차 정비 - 차량 법규 - 중장비 정비 - 조선 공학 일반 - 선박 구조 - 선박 의장 - 항공기 동력 장치 - 항공기 기체 - 항공법 - 철도 일반 - 철도 운전 역학 - 철도 전기 차량 - 철도 운전 - 공업 계측 - 계장 기술 \| - 전기 일반 - 산업 안전 - 공업 영어 - 기계 제도 - 기계 공작 - 판금 - 배관 - 지그 설계 - 원동기 - 공기 조화 설비 - 비철 금속 제련 - 제강 - 금속 재료 - 금속 표면 처리 - 자원 공학 일반 - 탐광 - 선광 - 광산 기계 - 전기 기계 - 전기·전자 재료 - 전력 - 전기 설비 - 전기 법규 - 전자 기기 - 유선 공학 - 통신 관계 법규 - 시스템 프로그램 - 디지털 공학 - 응용 역학 - 토목 시공 - 토목 설계 - 토목 계획 - 건축사 - 건축 구조 - 건축 재료 - 건축 시공 - 디자인 일반 - 디자인 재료 - 표현 기법 - 화학 공학 일반 - 제조 화학 공업 - 화공 기계 - 석유 화학 공업 - 요업 일반 - 연료·가마 - 시멘트 - 내화물 - 식품 가공 - 식품 제조 기계 - 식품 저장 - 섬유 공업 일반 - 섬유 가공 - 방적 - 제직 - 인쇄 공업 일반 - 인쇄 디자인 - 평판 인쇄 - 공업 역학 - 자동차 전기 - 자동차 시험 - 중장비 일반 - 유압 일반 - 선박 제도 - 선박 건조 - 항공기 일반 - 항공기 정비 일반 - 항공기 장비 - 항공 전자 장치 - 철도 차량 일반 - 철도 디이젤 차량 - 철도 차량정비 - 신호 보안 - 계장 일반 - 기타 과목 \| |
| 섬유과 | - 공업 입문 - 기초 실습 - 기초 제도 - 섬유 공업 일반 - 섬유 재료 | \| - 기계 일반 - 전자 계산기 - 공업 경영 - 선택 실습 - 기계 설계 - 주조 - 용접 - 소성 가공 - 기계 재료 - 유체 기계 - 금속 제련 - 제선 - 압연 - 열처리 - 금속 화학 - 지질학 - 채광 - 화 약 - 전기 이론 - 전기·전자 제도 - 전기·전자 측정 - 전기 응용 - 자동 제어 - 전자 공학 - 전자 응용 - 무선 공학 - 전자 계산기 구조 - 마이크로 컴퓨터 - 프로그래밍 - 측량 - 토목 제도 - 수리·토질 - 도로·철도 - 건축 계획 - 건축 구조 - 건축 설계 - 건축 법규 - 디자인 실제 - 색채학 - 도장 - 공업 화학 - 화학 공정 제어 - 화공 계산 - 전기 화학 공업 - 요업 원료 - 유리·법랑 - 도자기 - 식품 공업 일반 - 식품 과학 - 식품 위생 - 발효 공업 - 섬유 재료 - 봉제 - 편성 - 염색 - 인쇄 재료 - 인쇄 사진 - 볼록판 인쇄 - 자동차 구조 - 자동차 정비 - 차량 법규 - 중장비 정비 - 조선 공학 일반 - 선박 구조 - 선박 의장 - 항공기 동력 장치 - 항공기 기체 - 항공법 - 철도 일반 - 철도 운전 역학 - 철도 전기 차량 - 철도 운전 - 공업 계측 - 계장 기술 \| - 전기 일반 - 산업 안전 - 공업 영어 - 기계 제도 - 기계 공작 - 판금 - 배관 - 지그 설계 - 원동기 - 공기 조화 설비 - 비철 금속 제련 - 제강 - 금속 재료 - 금속 표면 처리 - 자원 공학 일반 - 탐광 - 선광 - 광산 기계 - 전기 기계 - 전기·전자 재료 - 전력 - 전기 설비 - 전기 법규 - 전자 기기 - 유선 공학 - 통신 관계 법규 - 시스템 프로그램 - 디지털 공학 - 응용 역학 - 토목 시공 - 토목 설계 - 토목 계획 - 건축사 - 건축 구조 - 건축 재료 - 건축 시공 - 디자인 일반 - 디자인 재료 - 표현 기법 - 화학 공학 일반 - 제조 화학 공업 - 화공 기계 - 석유 화학 공업 - 요업 일반 - 연료·가마 - 시멘트 - 내화물 - 식품 가공 - 식품 제조 기계 - 식품 저장 - 섬유 공업 일반 - 섬유 가공 - 방적 - 제직 - 인쇄 공업 일반 - 인쇄 디자인 - 평판 인쇄 - 공업 역학 - 자동차 전기 - 자동차 시험 - 중장비 일반 - 유압 일반 - 선박 제도 - 선박 건조 - 항공기 일반 - 항공기 정비 일반 - 항공기 장비 - 항공 전자 장치 - 철도 차량 일반 - 철도 디이젤 차량 - 철도 차량정비 - 신호 보안 - 계장 일반 - 기타 과목 \| |
| 인쇄과 | - 공업 입문 - 기초 실습 - 기초 제도 - 인쇄 공업 일반 - 인쇄 재료 | \| - 기계 일반 - 전자 계산기 - 공업 경영 - 선택 실습 - 기계 설계 - 주조 - 용접 - 소성 가공 - 기계 재료 - 유체 기계 - 금속 제련 - 제선 - 압연 - 열처리 - 금속 화학 - 지질학 - 채광 - 화 약 - 전기 이론 - 전기·전자 제도 - 전기·전자 측정 - 전기 응용 - 자동 제어 - 전자 공학 - 전자 응용 - 무선 공학 - 전자 계산기 구조 - 마이크로 컴퓨터 - 프로그래밍 - 측량 - 토목 제도 - 수리·토질 - 도로·철도 - 건축 계획 - 건축 구조 - 건축 설계 - 건축 법규 - 디자인 실제 - 색채학 - 도장 - 공업 화학 - 화학 공정 제어 - 화공 계산 - 전기 화학 공업 - 요업 원료 - 유리·법랑 - 도자기 - 식품 공업 일반 - 식품 과학 - 식품 위생 - 발효 공업 - 섬유 재료 - 봉제 - 편성 - 염색 - 인쇄 재료 - 인쇄 사진 - 볼록판 인쇄 - 자동차 구조 - 자동차 정비 - 차량 법규 - 중장비 정비 - 조선 공학 일반 - 선박 구조 - 선박 의장 - 항공기 동력 장치 - 항공기 기체 - 항공법 - 철도 일반 - 철도 운전 역학 - 철도 전기 차량 - 철도 운전 - 공업 계측 - 계장 기술 \| - 전기 일반 - 산업 안전 - 공업 영어 - 기계 제도 - 기계 공작 - 판금 - 배관 - 지그 설계 - 원동기 - 공기 조화 설비 - 비철 금속 제련 - 제강 - 금속 재료 - 금속 표면 처리 - 자원 공학 일반 - 탐광 - 선광 - 광산 기계 - 전기 기계 - 전기·전자 재료 - 전력 - 전기 설비 - 전기 법규 - 전자 기기 - 유선 공학 - 통신 관계 법규 - 시스템 프로그램 - 디지털 공학 - 응용 역학 - 토목 시공 - 토목 설계 - 토목 계획 - 건축사 - 건축 구조 - 건축 재료 - 건축 시공 - 디자인 일반 - 디자인 재료 - 표현 기법 - 화학 공학 일반 - 제조 화학 공업 - 화공 기계 - 석유 화학 공업 - 요업 일반 - 연료·가마 - 시멘트 - 내화물 - 식품 가공 - 식품 제조 기계 - 식품 저장 - 섬유 공업 일반 - 섬유 가공 - 방적 - 제직 - 인쇄 공업 일반 - 인쇄 디자인 - 평판 인쇄 - 공업 역학 - 자동차 전기 - 자동차 시험 - 중장비 일반 - 유압 일반 - 선박 제도 - 선박 건조 - 항공기 일반 - 항공기 정비 일반 - 항공기 장비 - 항공 전자 장치 - 철도 차량 일반 - 철도 디이젤 차량 - 철도 차량정비 - 신호 보안 - 계장 일반 - 기타 과목 \| |
| 자동차과 | - 공업 입문 - 기초 실습 - 기초 제도 - 자동차 구조 - 자동차 정비 | \| - 기계 일반 - 전자 계산기 - 공업 경영 - 선택 실습 - 기계 설계 - 주조 - 용접 - 소성 가공 - 기계 재료 - 유체 기계 - 금속 제련 - 제선 - 압연 - 열처리 - 금속 화학 - 지질학 - 채광 - 화 약 - 전기 이론 - 전기·전자 제도 - 전기·전자 측정 - 전기 응용 - 자동 제어 - 전자 공학 - 전자 응용 - 무선 공학 - 전자 계산기 구조 - 마이크로 컴퓨터 - 프로그래밍 - 측량 - 토목 제도 - 수리·토질 - 도로·철도 - 건축 계획 - 건축 구조 - 건축 설계 - 건축 법규 - 디자인 실제 - 색채학 - 도장 - 공업 화학 - 화학 공정 제어 - 화공 계산 - 전기 화학 공업 - 요업 원료 - 유리·법랑 - 도자기 - 식품 공업 일반 - 식품 과학 - 식품 위생 - 발효 공업 - 섬유 재료 - 봉제 - 편성 - 염색 - 인쇄 재료 - 인쇄 사진 - 볼록판 인쇄 - 자동차 구조 - 자동차 정비 - 차량 법규 - 중장비 정비 - 조선 공학 일반 - 선박 구조 - 선박 의장 - 항공기 동력 장치 - 항공기 기체 - 항공법 - 철도 일반 - 철도 운전 역학 - 철도 전기 차량 - 철도 운전 - 공업 계측 - 계장 기술 \| - 전기 일반 - 산업 안전 - 공업 영어 - 기계 제도 - 기계 공작 - 판금 - 배관 - 지그 설계 - 원동기 - 공기 조화 설비 - 비철 금속 제련 - 제강 - 금속 재료 - 금속 표면 처리 - 자원 공학 일반 - 탐광 - 선광 - 광산 기계 - 전기 기계 - 전기·전자 재료 - 전력 - 전기 설비 - 전기 법규 - 전자 기기 - 유선 공학 - 통신 관계 법규 - 시스템 프로그램 - 디지털 공학 - 응용 역학 - 토목 시공 - 토목 설계 - 토목 계획 - 건축사 - 건축 구조 - 건축 재료 - 건축 시공 - 디자인 일반 - 디자인 재료 - 표현 기법 - 화학 공학 일반 - 제조 화학 공업 - 화공 기계 - 석유 화학 공업 - 요업 일반 - 연료·가마 - 시멘트 - 내화물 - 식품 가공 - 식품 제조 기계 - 식품 저장 - 섬유 공업 일반 - 섬유 가공 - 방적 - 제직 - 인쇄 공업 일반 - 인쇄 디자인 - 평판 인쇄 - 공업 역학 - 자동차 전기 - 자동차 시험 - 중장비 일반 - 유압 일반 - 선박 제도 - 선박 건조 - 항공기 일반 - 항공기 정비 일반 - 항공기 장비 - 항공 전자 장치 - 철도 차량 일반 - 철도 디이젤 차량 - 철도 차량정비 - 신호 보안 - 계장 일반 - 기타 과목 \| |
| 조선과 | - 공업 입문 - 기초 실습 - 기초 제도 - 조선 공학 일반 - 선박 구조 | \| - 기계 일반 - 전자 계산기 - 공업 경영 - 선택 실습 - 기계 설계 - 주조 - 용접 - 소성 가공 - 기계 재료 - 유체 기계 - 금속 제련 - 제선 - 압연 - 열처리 - 금속 화학 - 지질학 - 채광 - 화 약 - 전기 이론 - 전기·전자 제도 - 전기·전자 측정 - 전기 응용 - 자동 제어 - 전자 공학 - 전자 응용 - 무선 공학 - 전자 계산기 구조 - 마이크로 컴퓨터 - 프로그래밍 - 측량 - 토목 제도 - 수리·토질 - 도로·철도 - 건축 계획 - 건축 구조 - 건축 설계 - 건축 법규 - 디자인 실제 - 색채학 - 도장 - 공업 화학 - 화학 공정 제어 - 화공 계산 - 전기 화학 공업 - 요업 원료 - 유리·법랑 - 도자기 - 식품 공업 일반 - 식품 과학 - 식품 위생 - 발효 공업 - 섬유 재료 - 봉제 - 편성 - 염색 - 인쇄 재료 - 인쇄 사진 - 볼록판 인쇄 - 자동차 구조 - 자동차 정비 - 차량 법규 - 중장비 정비 - 조선 공학 일반 - 선박 구조 - 선박 의장 - 항공기 동력 장치 - 항공기 기체 - 항공법 - 철도 일반 - 철도 운전 역학 - 철도 전기 차량 - 철도 운전 - 공업 계측 - 계장 기술 \| - 전기 일반 - 산업 안전 - 공업 영어 - 기계 제도 - 기계 공작 - 판금 - 배관 - 지그 설계 - 원동기 - 공기 조화 설비 - 비철 금속 제련 - 제강 - 금속 재료 - 금속 표면 처리 - 자원 공학 일반 - 탐광 - 선광 - 광산 기계 - 전기 기계 - 전기·전자 재료 - 전력 - 전기 설비 - 전기 법규 - 전자 기기 - 유선 공학 - 통신 관계 법규 - 시스템 프로그램 - 디지털 공학 - 응용 역학 - 토목 시공 - 토목 설계 - 토목 계획 - 건축사 - 건축 구조 - 건축 재료 - 건축 시공 - 디자인 일반 - 디자인 재료 - 표현 기법 - 화학 공학 일반 - 제조 화학 공업 - 화공 기계 - 석유 화학 공업 - 요업 일반 - 연료·가마 - 시멘트 - 내화물 - 식품 가공 - 식품 제조 기계 - 식품 저장 - 섬유 공업 일반 - 섬유 가공 - 방적 - 제직 - 인쇄 공업 일반 - 인쇄 디자인 - 평판 인쇄 - 공업 역학 - 자동차 전기 - 자동차 시험 - 중장비 일반 - 유압 일반 - 선박 제도 - 선박 건조 - 항공기 일반 - 항공기 정비 일반 - 항공기 장비 - 항공 전자 장치 - 철도 차량 일반 - 철도 디이젤 차량 - 철도 차량정비 - 신호 보안 - 계장 일반 - 기타 과목 \| |
| 항공 정비과 | - 공업 입문 - 기초 실습 - 기초 제도 - 항공기 일반 - 항공기 정비 일반 | \| - 기계 일반 - 전자 계산기 - 공업 경영 - 선택 실습 - 기계 설계 - 주조 - 용접 - 소성 가공 - 기계 재료 - 유체 기계 - 금속 제련 - 제선 - 압연 - 열처리 - 금속 화학 - 지질학 - 채광 - 화 약 - 전기 이론 - 전기·전자 제도 - 전기·전자 측정 - 전기 응용 - 자동 제어 - 전자 공학 - 전자 응용 - 무선 공학 - 전자 계산기 구조 - 마이크로 컴퓨터 - 프로그래밍 - 측량 - 토목 제도 - 수리·토질 - 도로·철도 - 건축 계획 - 건축 구조 - 건축 설계 - 건축 법규 - 디자인 실제 - 색채학 - 도장 - 공업 화학 - 화학 공정 제어 - 화공 계산 - 전기 화학 공업 - 요업 원료 - 유리·법랑 - 도자기 - 식품 공업 일반 - 식품 과학 - 식품 위생 - 발효 공업 - 섬유 재료 - 봉제 - 편성 - 염색 - 인쇄 재료 - 인쇄 사진 - 볼록판 인쇄 - 자동차 구조 - 자동차 정비 - 차량 법규 - 중장비 정비 - 조선 공학 일반 - 선박 구조 - 선박 의장 - 항공기 동력 장치 - 항공기 기체 - 항공법 - 철도 일반 - 철도 운전 역학 - 철도 전기 차량 - 철도 운전 - 공업 계측 - 계장 기술 \| - 전기 일반 - 산업 안전 - 공업 영어 - 기계 제도 - 기계 공작 - 판금 - 배관 - 지그 설계 - 원동기 - 공기 조화 설비 - 비철 금속 제련 - 제강 - 금속 재료 - 금속 표면 처리 - 자원 공학 일반 - 탐광 - 선광 - 광산 기계 - 전기 기계 - 전기·전자 재료 - 전력 - 전기 설비 - 전기 법규 - 전자 기기 - 유선 공학 - 통신 관계 법규 - 시스템 프로그램 - 디지털 공학 - 응용 역학 - 토목 시공 - 토목 설계 - 토목 계획 - 건축사 - 건축 구조 - 건축 재료 - 건축 시공 - 디자인 일반 - 디자인 재료 - 표현 기법 - 화학 공학 일반 - 제조 화학 공업 - 화공 기계 - 석유 화학 공업 - 요업 일반 - 연료·가마 - 시멘트 - 내화물 - 식품 가공 - 식품 제조 기계 - 식품 저장 - 섬유 공업 일반 - 섬유 가공 - 방적 - 제직 - 인쇄 공업 일반 - 인쇄 디자인 - 평판 인쇄 - 공업 역학 - 자동차 전기 - 자동차 시험 - 중장비 일반 - 유압 일반 - 선박 제도 - 선박 건조 - 항공기 일반 - 항공기 정비 일반 - 항공기 장비 - 항공 전자 장치 - 철도 차량 일반 - 철도 디이젤 차량 - 철도 차량정비 - 신호 보안 - 계장 일반 - 기타 과목 \| |
| 철도 운전과 | - 공업 입문 - 기초 실습 - 기초 제도 - 철도 일반 - 철도 차량 일반 | \| - 기계 일반 - 전자 계산기 - 공업 경영 - 선택 실습 - 기계 설계 - 주조 - 용접 - 소성 가공 - 기계 재료 - 유체 기계 - 금속 제련 - 제선 - 압연 - 열처리 - 금속 화학 - 지질학 - 채광 - 화 약 - 전기 이론 - 전기·전자 제도 - 전기·전자 측정 - 전기 응용 - 자동 제어 - 전자 공학 - 전자 응용 - 무선 공학 - 전자 계산기 구조 - 마이크로 컴퓨터 - 프로그래밍 - 측량 - 토목 제도 - 수리·토질 - 도로·철도 - 건축 계획 - 건축 구조 - 건축 설계 - 건축 법규 - 디자인 실제 - 색채학 - 도장 - 공업 화학 - 화학 공정 제어 - 화공 계산 - 전기 화학 공업 - 요업 원료 - 유리·법랑 - 도자기 - 식품 공업 일반 - 식품 과학 - 식품 위생 - 발효 공업 - 섬유 재료 - 봉제 - 편성 - 염색 - 인쇄 재료 - 인쇄 사진 - 볼록판 인쇄 - 자동차 구조 - 자동차 정비 - 차량 법규 - 중장비 정비 - 조선 공학 일반 - 선박 구조 - 선박 의장 - 항공기 동력 장치 - 항공기 기체 - 항공법 - 철도 일반 - 철도 운전 역학 - 철도 전기 차량 - 철도 운전 - 공업 계측 - 계장 기술 \| - 전기 일반 - 산업 안전 - 공업 영어 - 기계 제도 - 기계 공작 - 판금 - 배관 - 지그 설계 - 원동기 - 공기 조화 설비 - 비철 금속 제련 - 제강 - 금속 재료 - 금속 표면 처리 - 자원 공학 일반 - 탐광 - 선광 - 광산 기계 - 전기 기계 - 전기·전자 재료 - 전력 - 전기 설비 - 전기 법규 - 전자 기기 - 유선 공학 - 통신 관계 법규 - 시스템 프로그램 - 디지털 공학 - 응용 역학 - 토목 시공 - 토목 설계 - 토목 계획 - 건축사 - 건축 구조 - 건축 재료 - 건축 시공 - 디자인 일반 - 디자인 재료 - 표현 기법 - 화학 공학 일반 - 제조 화학 공업 - 화공 기계 - 석유 화학 공업 - 요업 일반 - 연료·가마 - 시멘트 - 내화물 - 식품 가공 - 식품 제조 기계 - 식품 저장 - 섬유 공업 일반 - 섬유 가공 - 방적 - 제직 - 인쇄 공업 일반 - 인쇄 디자인 - 평판 인쇄 - 공업 역학 - 자동차 전기 - 자동차 시험 - 중장비 일반 - 유압 일반 - 선박 제도 - 선박 건조 - 항공기 일반 - 항공기 정비 일반 - 항공기 장비 - 항공 전자 장치 - 철도 차량 일반 - 철도 디이젤 차량 - 철도 차량정비 - 신호 보안 - 계장 일반 - 기타 과목 \| |
| - 기계 일반 - 전자 계산기 - 공업 경영 - 선택 실습 - 기계 설계 - 주조 - 용접 - 소성 가공 - 기계 재료 - 유체 기계 - 금속 제련 - 제선 - 압연 - 열처리 - 금속 화학 - 지질학 - 채광 - 화 약 - 전기 이론 - 전기·전자 제도 - 전기·전자 측정 - 전기 응용 - 자동 제어 - 전자 공학 - 전자 응용 - 무선 공학 - 전자 계산기 구조 - 마이크로 컴퓨터 - 프로그래밍 - 측량 - 토목 제도 - 수리·토질 - 도로·철도 - 건축 계획 - 건축 구조 - 건축 설계 - 건축 법규 - 디자인 실제 - 색채학 - 도장 - 공업 화학 - 화학 공정 제어 - 화공 계산 - 전기 화학 공업 - 요업 원료 - 유리·법랑 - 도자기 - 식품 공업 일반 - 식품 과학 - 식품 위생 - 발효 공업 - 섬유 재료 - 봉제 - 편성 - 염색 - 인쇄 재료 - 인쇄 사진 - 볼록판 인쇄 - 자동차 구조 - 자동차 정비 - 차량 법규 - 중장비 정비 - 조선 공학 일반 - 선박 구조 - 선박 의장 - 항공기 동력 장치 - 항공기 기체 - 항공법 - 철도 일반 - 철도 운전 역학 - 철도 전기 차량 - 철도 운전 - 공업 계측 - 계장 기술 | - 전기 일반 - 산업 안전 - 공업 영어 - 기계 제도 - 기계 공작 - 판금 - 배관 - 지그 설계 - 원동기 - 공기 조화 설비 - 비철 금속 제련 - 제강 - 금속 재료 - 금속 표면 처리 - 자원 공학 일반 - 탐광 - 선광 - 광산 기계 - 전기 기계 - 전기·전자 재료 - 전력 - 전기 설비 - 전기 법규 - 전자 기기 - 유선 공학 - 통신 관계 법규 - 시스템 프로그램 - 디지털 공학 - 응용 역학 - 토목 시공 - 토목 설계 - 토목 계획 - 건축사 - 건축 구조 - 건축 재료 - 건축 시공 - 디자인 일반 - 디자인 재료 - 표현 기법 - 화학 공학 일반 - 제조 화학 공업 - 화공 기계 - 석유 화학 공업 - 요업 일반 - 연료·가마 - 시멘트 - 내화물 - 식품 가공 - 식품 제조 기계 - 식품 저장 - 섬유 공업 일반 - 섬유 가공 - 방적 - 제직 - 인쇄 공업 일반 - 인쇄 디자인 - 평판 인쇄 - 공업 역학 - 자동차 전기 - 자동차 시험 - 중장비 일반 - 유압 일반 - 선박 제도 - 선박 건조 - 항공기 일반 - 항공기 정비 일반 - 항공기 장비 - 항공 전자 장치 - 철도 차량 일반 - 철도 디이젤 차량 - 철도 차량정비 - 신호 보안 - 계장 일반 - 기타 과목 | |

상업계
| 학과        | 필수 과목                                                                                | 선택 과목 |
| ----------- | ---------------------------------------------------------------------------------------- | --- |
| 상업과      | - 상업 대요 - 경영 대요 - 상업 부기 - 전자 계산 일반 - 상업 계산 - 상업 실천 - 타자      | - 상업 법규 - 상업 계산 - 마아케팅 - 상업 실천 - 상품 - 부기 회계 - 공업 부기 - 세무 회계 - 무역 업무 - 상업 영어 - 경제 지리 - 문서 사무 - 타자 - 경영 통계 - 프로그래밍 - 자료 처리 - 전자 계산기 실무 - 상업 미술 - 상업 서예 - 기타 과목 |
| 회계과      | - 상업 대요 - 경영 대요 - 상업 부기 - 전자 계산 일반 - 상업 계산 - 부기 회계 - 공업 부기 | - 상업 법규 - 상업 계산 - 마아케팅 - 상업 실천 - 상품 - 부기 회계 - 공업 부기 - 세무 회계 - 무역 업무 - 상업 영어 - 경제 지리 - 문서 사무 - 타자 - 경영 통계 - 프로그래밍 - 자료 처리 - 전자 계산기 실무 - 상업 미술 - 상업 서예 - 기타 과목 |
| 무역과      | - 상업 대요 - 경영 대요 - 상업 부기 - 전자 계산 일반 - 무역 업무 - 상업 영어 - 타자      | - 상업 법규 - 상업 계산 - 마아케팅 - 상업 실천 - 상품 - 부기 회계 - 공업 부기 - 세무 회계 - 무역 업무 - 상업 영어 - 경제 지리 - 문서 사무 - 타자 - 경영 통계 - 프로그래밍 - 자료 처리 - 전자 계산기 실무 - 상업 미술 - 상업 서예 - 기타 과목 |
| 정보 처리과 | - 상업 대요 - 경영 대요 - 상업 부기 - 전자 계산 일반 - 프로그래밍 - 자료 처리 - 타자     | - 상업 법규 - 상업 계산 - 마아케팅 - 상업 실천 - 상품 - 부기 회계 - 공업 부기 - 세무 회계 - 무역 업무 - 상업 영어 - 경제 지리 - 문서 사무 - 타자 - 경영 통계 - 프로그래밍 - 자료 처리 - 전자 계산기 실무 - 상업 미술 - 상업 서예 - 기타 과목 |

수산·해운계

| 학과        | 필수 과목                                                                  | 선택 과목 |
| ----------- | -------------------------------------------------------------------------- | --- |
| 어업과      | - 해양 훈련 - 수산 일반 - 수산 경영 - 어업 - 항해                          | - 해양·기상 - 수산 경영 - 선화 운송 - 해운 실무 - 수산 법규 - 해사 법규 - 해사 영어 - 선박 일반 - 수산 생물 - 양식 환경 시설 - 양식 생물 질병 - 어업 - 수산 가공 - 수산 경영 - 통조림 - 냉동 - 식품 가공 기계 - 수산 일반 - 기관 일반 - 통신 일반 - 통신 운용 - 무선 실험 - 종합 실습 (각 과) - 기타 과목 |
| 수산 양식과 | - 해양 훈련 - 수산 일반 - 수산 경영 - 수산 양식 - 수산 생물                | - 해양·기상 - 수산 경영 - 선화 운송 - 해운 실무 - 수산 법규 - 해사 법규 - 해사 영어 - 선박 일반 - 수산 생물 - 양식 환경 시설 - 양식 생물 질병 - 어업 - 수산 가공 - 수산 경영 - 통조림 - 냉동 - 식품 가공 기계 - 수산 일반 - 기관 일반 - 통신 일반 - 통신 운용 - 무선 실험 - 종합 실습 (각 과) - 기타 과목 |
| 수산 가공과 | - 해양 훈련 - 수산 일반 - 수산 가공 - 식품 화학 - 수산 식품 위생           | - 해양·기상 - 수산 경영 - 선화 운송 - 해운 실무 - 수산 법규 - 해사 법규 - 해사 영어 - 선박 일반 - 수산 생물 - 양식 환경 시설 - 양식 생물 질병 - 어업 - 수산 가공 - 수산 경영 - 통조림 - 냉동 - 식품 가공 기계 - 수산 일반 - 기관 일반 - 통신 일반 - 통신 운용 - 무선 실험 - 종합 실습 (각 과) - 기타 과목 |
| 항해과      | - 해양 훈련 - 항 해 - 선박 운용 - 선화 운송 - 해사 법규                    | - 해양·기상 - 수산 경영 - 선화 운송 - 해운 실무 - 수산 법규 - 해사 법규 - 해사 영어 - 선박 일반 - 수산 생물 - 양식 환경 시설 - 양식 생물 질병 - 어업 - 수산 가공 - 수산 경영 - 통조림 - 냉동 - 식품 가공 기계 - 수산 일반 - 기관 일반 - 통신 일반 - 통신 운용 - 무선 실험 - 종합 실습 (각 과) - 기타 과목 |
| 기관과      | - 해양 훈련 - 선박 기관 - 기계 설계·공작 - 선박 전기·전자 - 선박 보조 기계 | - 해양·기상 - 수산 경영 - 선화 운송 - 해운 실무 - 수산 법규 - 해사 법규 - 해사 영어 - 선박 일반 - 수산 생물 - 양식 환경 시설 - 양식 생물 질병 - 어업 - 수산 가공 - 수산 경영 - 통조림 - 냉동 - 식품 가공 기계 - 수산 일반 - 기관 일반 - 통신 일반 - 통신 운용 - 무선 실험 - 종합 실습 (각 과) - 기타 과목 |
| 통신과      | - 해양 훈련 - 통신 공학 - 무선 기기 - 전파 법규 - 통신 실기                | - 해양·기상 - 수산 경영 - 선화 운송 - 해운 실무 - 수산 법규 - 해사 법규 - 해사 영어 - 선박 일반 - 수산 생물 - 양식 환경 시설 - 양식 생물 질병 - 어업 - 수산 가공 - 수산 경영 - 통조림 - 냉동 - 식품 가공 기계 - 수산 일반 - 기관 일반 - 통신 일반 - 통신 운용 - 무선 실험 - 종합 실습 (각 과) - 기타 과목 |

가사·실업계

| 학과   | 필수 과목                                                                           | 선택 과목 |
| ------ | ----------------------------------------------------------------------------------- | --- |
| 가정과 | - 가정 - 아동 발달 - 식생활 관리 - 실내 장식 - 의복 구성 - 종합 실습                | - 아동 발달 - 식생활 관리 - 실내 장식 - 의류 관리 - 한국 의복 - 서양 의복 - 경리 실무 - 편물 - 수예 - 한국 조리 - 대량 조리 - 식품 위생 - 외국 조리 - 아동 교육 원리 - 아동 놀이 지도 - 아동 복지 - 아동 보건과 영양 - 아동 생활 지도 - 예능 지도 - 복식 디자인 - 의복 구성 - 디자인과 색채 - 기초 조리 - 기타 과목 - 특수 영양 - 식품 저장과 가공 |
| 보육과 | - 가정 - 아동 발달 - 아동 교육 원리 - 아동 보건과 영양 - 아동 놀이 지도 - 종합 실습 | - 아동 발달 - 식생활 관리 - 실내 장식 - 의류 관리 - 한국 의복 - 서양 의복 - 경리 실무 - 편물 - 수예 - 한국 조리 - 대량 조리 - 식품 위생 - 외국 조리 - 아동 교육 원리 - 아동 놀이 지도 - 아동 복지 - 아동 보건과 영양 - 아동 생활 지도 - 예능 지도 - 복식 디자인 - 의복 구성 - 디자인과 색채 - 기초 조리 - 기타 과목 - 특수 영양 - 식품 저장과 가공 |
| 의류과 | - 가정 - 의류 관리 - 복식 디자인 - 의복 구성 - 디자인과 색채 - 종합 실습            | - 아동 발달 - 식생활 관리 - 실내 장식 - 의류 관리 - 한국 의복 - 서양 의복 - 경리 실무 - 편물 - 수예 - 한국 조리 - 대량 조리 - 식품 위생 - 외국 조리 - 아동 교육 원리 - 아동 놀이 지도 - 아동 복지 - 아동 보건과 영양 - 아동 생활 지도 - 예능 지도 - 복식 디자인 - 의복 구성 - 디자인과 색채 - 기초 조리 - 기타 과목 - 특수 영양 - 식품 저장과 가공 |
| 조리과 | - 가정 - 식생활 관리 - 기초 조리 - 대량 조리 - 식품 위생 - 종합 실습                | - 아동 발달 - 식생활 관리 - 실내 장식 - 의류 관리 - 한국 의복 - 서양 의복 - 경리 실무 - 편물 - 수예 - 한국 조리 - 대량 조리 - 식품 위생 - 외국 조리 - 아동 교육 원리 - 아동 놀이 지도 - 아동 복지 - 아동 보건과 영양 - 아동 생활 지도 - 예능 지도 - 복식 디자인 - 의복 구성 - 디자인과 색채 - 기초 조리 - 기타 과목 - 특수 영양 - 식품 저장과 가공 |

체육계
- 필수 과목 : 체육 개론, 스포오츠 과학, 체조Ⅰ, 육상 경기Ⅰ, 수상 경기Ⅰ, 구기Ⅰ, 투기Ⅰ (남자), 무용 (여자)
- 선택 과목 : 체조Ⅱ, 육상 경기Ⅱ, 수상 경기Ⅱ, 구기Ⅱ, 투기Ⅱ (남자), 빙상 경기, 사격 경기, 궁도 경기, 역도 경기, 기타 과목

## 3차 교육과정
3차 교육과정은 1977년 입학생부터 1983년 입학생까지 적용되었다.

### 일반계 고등학교 과목
| 교과      | 과목         | 공통 필수                        | 과정별 선택                     | 과정별 선택                     | 과정별 선택 |
| 교과      | 과목         | 공통 필수                        | 인문                            | 자연                            | 직업        |
| --------- | ------------ | -------------------------------- | ------------------------------- | ------------------------------- | ----------- |
| 국민윤리  | 국민윤리     | 6단위                            |                                 |                                 |             |
| 국어      | 국어Ⅰ        | 20~24단위                        |                                 |                                 |             |
| 국어      | 국어Ⅱ        | 8~10단위                         |                                 |                                 |             |
| 국사      | 국사         | 6단위                            |                                 |                                 |             |
| 사회      | 정치·경제    | 4~6단위                          |                                 |                                 |             |
| 사회      | 사회·문화    | 4~6단위 (택 1)                   | 공통에서 제외한 3과목 12~18단위 |                                 |             |
| 사회      | 세계사       | 4~6단위 (택 1)                   | 공통에서 제외한 3과목 12~18단위 |                                 |             |
| 사회      | 국토지리     | 4~6단위 (택 1)                   | 공통에서 제외한 3과목 12~18단위 |                                 |             |
| 사회      | 인문지리     | 4~6단위 (택 1)                   | 공통에서 제외한 3과목 12~18단위 |                                 |             |
| 수학      | 수학Ⅰ        | 14~18단위                        |                                 |                                 |             |
| 수학      | 수학Ⅱ        |                                  |                                 | 8~14단위                        |             |
| 과학      | 물리         | 16~20단위 (택 2) 과목당 8~10단위 |                                 | 공통에서 제외한 2과목 16~20단위 |             |
| 과학      | 화학         | 16~20단위 (택 2) 과목당 8~10단위 |                                 | 공통에서 제외한 2과목 16~20단위 |             |
| 과학      | 생물         | 16~20단위 (택 2) 과목당 8~10단위 |                                 | 공통에서 제외한 2과목 16~20단위 |             |
| 과학      | 지구과학     | 16~20단위 (택 2) 과목당 8~10단위 |                                 | 공통에서 제외한 2과목 16~20단위 |             |
| 체육      | 체육         | 14~18단위                        |                                 |                                 |             |
| 교련      | 교련         | 12단위                           |                                 |                                 |             |
| 음악      | 음악         | 4~6단위                          |                                 |                                 |             |
| 미술      | 미술         | 4~6단위                          |                                 |                                 |             |
| 한문      | 한문Ⅰ        | 4~6단위                          |                                 |                                 |             |
| 한문      | 한문Ⅱ        |                                  | 4~6단위                         |                                 |             |
| 외국어    | 영어Ⅰ        | 10~12단위                        |                                 |                                 |             |
| 외국어    | 영어Ⅱ        |                                  | 10~12단위                       | 10~12단위                       |             |
| 외국어    | 독일어       | 10~12단위 (택 1)                 | 10~12단위 (택 1)                |                                 |             |
| 외국어    | 프랑스어     | 10~12단위 (택 1)                 | 10~12단위 (택 1)                |                                 |             |
| 외국어    | 중국어       | 10~12단위 (택 1)                 | 10~12단위 (택 1)                |                                 |             |
| 외국어    | 에스파니아어 | 10~12단위 (택 1)                 | 10~12단위 (택 1)                |                                 |             |
| 외국어    | 일본어       | 10~12단위 (택 1)                 | 10~12단위 (택 1)                |                                 |             |
| 실업·가정 | 기술(남)     | 18단위                           |                                 |                                 |             |
| 실업·가정 | 농업         | 8~10단위 (택 1)                  |                                 |                                 |             |
| 실업·가정 | 공업         | 8~10단위 (택 1)                  |                                 |                                 |             |
| 실업·가정 | 수산업       | 8~10단위 (택 1)                  |                                 |                                 |             |
| 실업·가정 | 가정(여)     | 18단위                           |                                 |                                 |             |
| 실업·가정 | 가사(여)     | 18단위                           |                                 |                                 |             |
| 직업      | 직업         |                                  |                                 |                                 | 44~64단위   |
| 자유 선택 | 자유 선택    |                                  | 0~6단위                         | 0~6단위                         | 0~6단위     |
| 특별 활동 | 특별 활동    | 12단위                           |                                 |                                 |             |

- 특별 활동은 학도 호국단 활동, 클럽 활동, 학교 행사로 이루어져 있다.

### 실업계 고등학교 과목
보통 교과

| 필수 과목 | 선택 과목 |
| --- | --- |
| - 국민윤리 (6) - 국어 (14) - 국사 (4) - 정치·경제 (2) - 수학Ⅰ (8) - 과학 (택 1) (6) - 물리 - 화학 - 생물 - 지구과학 - 체육 (6) - 교련 (12) | - 사회·문화 (2~4) - 세계사 (2~6) - 지리 (2~6) - 수학Ⅱ (4~16) - 과학 (4~12) - 물리, 화학, 생물, 지구과학 중 필수에서 이수하지 않은 과목 - 음악 (2~4) - 미술 (2~4) - 한문 (2~4) - 외국어 (택 1~2) (6~24) - 영어 - 독일어 - 프랑스어 - 중국어 - 에스파니아어 - 일본어 - 기술 (남학생, 4~6) - 가정 (여학생, 6~10) |

전문 교과
전문 교과 (농업계)
| 학과       | 필수 과목 | 선택 과목 |
| ---------- | --- | --- |
| 농업과     | - 토양 비료 (2~6) - 농업 경영 (4~8) - 식용 작물 (6~14) - 공예 작물 (4~10) - 작물 보호 (4~8) - 농업 기계 (4~8) - 농산 가공 (2~6) - 원예 (4~10) - 축산 (4~12) - 임업 (4~8) - 양잠 (2~6) - 농업 공작 (4~12) - 농촌 지도 (4~12)                          | - 식물 일반 (4~6) - 사료 작물 (2~8) - 채소 원예 (4~10) - 과수 원예 (4~10) - 화훼 원예 (4~8) - 관개 배수 (2~6) - 농림 측량 (4~8) - 재상 (2~4) - 농업 협동 조합 (2~4) - 유기 화학 (2~6) - 종합 실습 (6~45) - 기타 과목                          |
| 임업과     | - 토양 비료 (2~6) - 임업 경영 (4~8) - 조림 (6~12) - 삼림 보호 (4~8) - 사방 및 삼림 토목 (4~8) - 측수 (4~8) - 임산 제조 (4~10) - 농림 측량 (4~10) - 작물 (2~8) - 원예 (2~8) - 축산 (4~8) - 농업 공작 (4~12) - 농촌 지도 (4~12)                        | - 식물 일반 (4~6) - 조원 (4~8) - 농업 기계 (2~8) - 과수 원예 (4~10) - 화훼 원예 (4~8) - 작물 보호 (2~6) - 응용 역학 (2~8) - 농업 협동 조합 (2~4) - 유기 화학 (4~8) - 종합 실습 (6~45) - 기타 과목                                             |
| 축산과     | - 토양 비료 (2~6) - 농업 경영 (2~8) - 가금 및 중소가축 (6~18) - 대가축 (6~14) - 가축 사양 (4~10) - 가축 위생 (4~8) - 축산 가공 (4~10) - 작물 (4~8) - 원예 (4~8) - 임업 (2~6) - 농업 공작 (2~12) - 농촌 지도 (4~12)                                   | - 동물 일반 (4~6) - 식용 작물 (4~10) - 사료 작물 (4~10) - 채소 원예 (4~8) - 양잠 (4~8) - 양어 (2~6) - 농업 기계 (2~6) - 농업 협동 조합 (2~4) - 응용 미생물 (2~6) - 유기 화학 (4~8) - 종합 실습 (6~45) - 기타 과목                             |
| 원예과     | - 토양 비료 (2~6) - 농업 경영 (2~8) - 채소 원예 (6~18) - 과수 원예 (6~14) - 화훼 원예 (6~14) - 작물 보호 (4~8) - 조원 (2~12) - 농산 가공 (2~8) - 작물 (4~8) - 축산 (4~10) - 임업 (2~6) - 농업 공작 (4~12) - 농촌 지도 (4~12)                         | - 식물 일반 (4~6) - 식용 작물 (4~6) - 공예 작물 (4~8) - 관개 배수 (2~6) - 농업 기제 (4~10) - 가금 및 중소 가축 (4~8) - 가축 사양 (2~4) - 농업 협동 조합 (2~4) - 식품학 (2~8) - 유기 화학 (4~6) - 종합 실습 (6~45) - 기타 과목                 |
| 잠업과     | - 토양 비료 (2~4) - 농업 경영 (2~8) - 양잠 (6~18) - 재상 (6~14) - 잠종 제조 (6~12) - 잠체 위생 (4~10) - 제사 (4~10) - 작물 (2~8) - 원예 (2~8) - 축산 (4~10) - 농업 공작 (4~12) - 농촌 지도 (4~12)                                                    | - 동물 일반 (4~6) - 임업 (4~8) - 식용 작물 (2~6) - 채소 원예 (4~8) - 과수 원예 (4~6) - 작물 보호 (2~4) - 가금 및 중소 가축 (4~10) - 농업 기계 (2~8) - 가축 사양 (2~4) - 농업 협동 조합 (2~6) - 유기 화학 (4~6) - 종합 실습 (6~45) - 기타 과목 |
| 농업토목과 | - 토양 비료 (2~6) - 농지 조성 (4~10) - 농업 수리 (6~14) - 농업 토목 설계 (4~12) - 재료 및 시공 (4~10) - 응용 역학 (4~8) - 농림 측량 (6~20) - 농업 기계 (4~10) - 토목 기계 (4~8) - 토질 역학 (2~8) - 작물 (4~8) - 농업 공작 (4~12) - 농촌 지도 (4~12) | - 농업 경영 (2~6) - 임업 (2~6) - 원예 (2~6) - 축산 (2~6) - 식물 일반 (4~6) - 농업 동력 (4~10) - 농촌 전화 (4~8) - 농업 협동 조합 (2~4) - 사방 및 삼림 토목 (2~8) - 조원 (2~4) - 종합 실습 (6~45) - 기타 과목                                  |
| 농산제조과 | - 농산 가공 (6~14) - 축산 가공 (6~14) - 임산 제조 (2~8) - 식품학 (4~8) - 응용 미생물 (4~8) - 유기 화학 (4~10) - 농산 제조 기기 (4~10) - 작물 (2~8) - 축산 (4~10) - 농업 공작 (4~12) - 농촌 지도 (4~12)                                               | - 토양 비료 (2~4) - 농업 경영 (2~6) - 원예 (2~6) - 임업 (4~6) - 식품 화학 (4~10) - 농업 동력 (2~8) - 농업 기계 (4~10) - 농업 기계 공학 (2~8) - 농촌 전화 (2~10) - 농업 협동 조합 (2~4) - 종합 실습 (6~45) - 기타 과목                         |
| 농업기계과 | - 농업 동력 (4~14) - 농업 기계 제도 (2~6) - 농업 기계 설계 (4~10) - 농업 기계 공학 (2~10) - 농업 기계 (8~16) - 토목 기계 (4~8) - 농촌 전화 (4~6) - 작물 (4~8) - 농업 공작 (4~12) - 농촌 지도 (4~12)                                                  | - 토양 비료 (2~4) - 농업 경영 (2~6) - 원예 (4~8) - 축산 (4~8) - 임업 (4~8) - 응용 역학 (4~8) - 농업 기계 재료 (4~8) - 농지 조성 (2~6) - 농업 수리 (2~6) - 토질 역학 (2~6) - 종합 실습 (6~45) - 기타 과목                                      |
| 농촌지도과 | - 토양 비료 (2~6) - 농업 경영 (2~10) - 농업 협동 조합 (4~14) - 농촌 사회 (4~10) - 농업 기계 (2~8) - 작물 (4~10) - 원예 (4~10) - 축산 (4~10) - 임업 (4~8) - 농업 공작 (2~10) - 농촌 지도 (8~20)                                                       | - 식용 작물 (2~6) - 작물 보호 (2~6) - 과수 원예 (2~6) - 채소 원예 (2~6) - 화훼 원예 (2~6) - 농지 조성 (2~6) - 농산 가공 (4~6) - 식품학 (2~6) - 양잠 (4~8) - 가금 및 중소 가축 (2~6) - 농촌 전화 (2~8) - 종합 실습 (6~45) - 기타 과목          |
| 농업가정과 | - 토양 비료 (2~4) - 농업 경영 (2~8) - 농업 가정 (8~20) - 농산 가공 (4~6) - 축산 가공 (4~6) - 식품학 (4~8) - 농가 관리 (4~8) - 농산 가공 (2~6) - 작물 (4~8) - 원예 (6~12) - 축산 (4~10) - 농촌 지도 (4~12)                                            | - 농업 공작 (4~8) - 채소 원예 (4~8) - 과수 원예 (4~8) - 화훼 원예 (4~10) - 임업 (2~4) - 가금 및 중소 가축 (2~6) - 양잠 (4~10) - 임산 제조 (2~6) - 식품 화학 (4~8) - 농업 협동 조합 (2~4) - 조원 (2~6) - 종합 실습 (6~45) - 기타 과목          |

전문 교과 (공업계)
| 학과       | 필수 과목 | 선택 과목 |
| ---------- | --- | --- |
| 기계과     | - 기계 기초 실습 (30~54) - 기계 제도 (12~20) - 기계 공작 일반 (6~16) - 기계 재료 (4~8) - 재료 역학 (4~12)            | - 기계 선택 실습 (30~60) - 기계 설계 (8~14) - 원동기 (2~8) - 기구학 (2~8) - 기계 공작 (4~10) - 목형 제작 (4~10) - 주조 (4~10) - 판금 공작 (4~10) - 용접 (4~10) - 공기 조화 설비 (4~10) - 공장 경영 (2~6) - 전기·기계 일반 (2~8) - 기타 과목  |
| 건축과     | - 건축 기초 실습 (18~36) - 건축 기초 설계 제도 (24~36) - 건축 구조 (4~12) - 구조 역학 (6~14) - 건축 계획 (4~12)      | - 건축 선택 실습 (18~46) - 건축 선택 설계 제도 (12~46) - 건축 시공 (4~12) - 건축 설비 (4~10) - 건축 재료 (4~8) - 건축 법규 (2~8) - 건축 적산 (2~8) - 구조 계산 (2~8) - 건축사 (2~8) - 건축 도학 (2~6) - 전기·기계 일반 (4~8) - 기타 과목     |
| 토목과     | - 토목 기초 실습 (24~36) - 토목 제도 (18~36) - 측량 (4~10) - 응용 역학 (4~12) - 토목 설계 (4~16)                     | - 토목 선택 실습 (30~60) - 토목 재료 시공 (6~12) - 수리 (2~8) - 수공 (6~12) - 노선 (4~8) - 도시 계획 (4~8) - 전기·기계 일반 (4~8) - 기타 과목                                                                                                |
| 전기과     | - 전기 기초 실습 (50~54) - 전기 제도 (12~18) - 전기 목표 (4~14) - 전력 (6~16) - 전기 기계 (4~14)                     | - 전기 선택 실습 (30~60) - 전기 측정 (4~10) - 전기 법규 (4~8) - 전기 응용 (4~8) - 전기 재료 (4~8) - 전기 통신 (2~6) - 공업 역학 (4~8) - 자동 제어 (4~8) - 전자계산기 (4~8) - 전기 공사 일반 (4~8) - 전기·기계 일반 (2~6) - 기타 과목         |
| 통신과     | - 통신 기초 실습 (36~60) - 전자통신제도 (6~12) - 전기 통론 (6~10) - 전자 공학 (6~12) - 유선 공학 개론 (6~10)         | - 통신 선택 실습 (30~60) - 전자 기기 (6~12) - 전자 측정 (4~12) - 전자 응용 (4~10) - 통신 법규 (4~14) - 통신술 (4~10) - 전신 전화 공학 (4~12) - 자동 제어 (4~8) - 전자계산기 (4~10) - 전기공사 일반 (4~8) - 전기·기계 일반 (4~8) - 기타 과목  |
| 전자과     | - 전자 기초 실습 (36~60) - 전자 통신 제도 (6~12) - 전기 통론 (6~12) - 전자 공학 (4~14) - 전자 기기 (6~16)            | - 전자 선택 실습 (30~60) - 전자 계산기 (4~10) - 전자 측정 (4~12) - 전자 응용 (4~10) - 통신 법규 (4~8) - 자동 제어 (4~8) - 전기 공사 일반 (4~8) - 전기·기계 일반 (4~8) - 기타 과목                                                            |
| 화학공업과 | - 화공 기초 실습 (36~60) - 화공제도 (6~12) - 화학 공학 통론 (4~16) - 무기 화학 (4~12) - 유기 화학 (4~12)             | - 화공 선택 실습 (30~60) - 공업 물리 화학 (4~12) - 전기 화학 공업 (4~12) - 무기 제조 화학 (4~12) - 유기 제조 화학 (4~16) - 합성수지 공업 (4~8) - 석유 화학 공업 (4~8) - 공정 제어 (4~8) - 화공 계산 (4~8) - 전기·기계 일반 (4~8) - 기타 과목 |
| 방직과     | - 방직 기초 실습 (30~54) - 방직 제도·디자인 (12~18) - 방직 원료 (4~12) - 방적 (4~12) - 기직 (4~16)                   | - 방직 선택 실습 (30~60) - 편직 (4~12) - 직물 가공 (4~18) - 염색 일반 (4~12) - 유기 화학 (4~12) - 전기·기계 일반 (4~8) - 기타 과목 |
| 염색과     | - 염색 기초 실습 (30~54) - 염색 제도·디자인 (12~18) - 염색 연료 (4~12) - 염색 (8~18) - 유기 화학 (4~8)               | - 염색 선택 실습 (30~60) - 염색 이론 화학 (4~8) - 방직 일반 (4~18) - 염색가공 기계·기구 (4~12) - 무기 화학 (4~8) - 전기·기계 일반 (4~8) - 기타 과목                                                                                          |
| 광산과     | - 광산 기초 실습 (30~54) - 광산 제도 (12~14) - 지질학 (4~12) - 채광 (6~12) - 선광 (4~12)                             | - 광산 선택 실습 (30~60) - 무기화학 (4~8) - 야금 (4~18) - 화약 (4~12) - 광산 측량 (4~8) - 광산 법규 (2~8) - 전기·기계 일반 (4~8) - 기타 과목                                                                                                 |
| 금속공업과 | - 금속공업 기초 실습 (36~60) - 금속공업 제도 (6~12) - 금속 재료 조직 (4~12) - 금속 가공 (6~16) - 노·연료 (4~12)      | - 금속 공업 선택 실습 (30~60) - 야금 (4~12) - 금속 화학 (4~12) - 금속 물리 (4~12) - 전기 화학 공업 (4~12) - 전기·기계 일반 (4~8) - 기타 과목                                                                                                 |
| 인쇄공업과 | - 인쇄 기초 실습 (36~60) - 인쇄 제도·디자인 (6~12) - 인쇄 통론 (4~12) - 인쇄 재료 (4~12) - 인쇄 사진 (4~14)          | - 인쇄 선택 실습 (30~60) - 볼록판 인쇄 (4~12) - 평판 인쇄 (4~12) - 인쇄 기계 (2~12) - 특수 인쇄 (4~18) - 전기·기계 일반 (4~8) - 기타 과목 |
| 공예과     | - 공예 기초 실습 (30~54) - 공예제도·디자인 (12~18) - 공예 개론 (4~12) - 공예 재료 (4~12) - 도장 재료·도장 (4~14)     | - 공예 선택 실습 (30~60) - 디자인 이론 (4~12) - 색채학 (2~8) - 공예 재료 역학 (4~12) - 무기 화학 (2~8) - 유기 화학 (4~8) - 미술·도학 (2~12) - 전기·기계 일반 (4~8) - 기타 과목                                                               |
| 자동차과   | - 자동차 기초 실습 (30~54) - 자동차 제도 (12~18) - 자동차 구조 (6~12) - 자동차 정비 (6~14) - 자동차 전기 (6~12)      | - 자동차 선택 실습 (30~60) - 자동차 법규 (4~10) - 기구·역학 (6~14) - 자동차 재료 (2~8) - 자동차 시험기기 (2~10) - 전기·기계 일반 (4~8) - 기타 과목                                                                                           |
| 요업과     | - 요업 기초 실습 (30~54) - 요업 제도·디자인 (12~18) - 요업 원료 (4~10) - 요업 일반 (4~18) - 연료·가마 (4~16)         | - 요업 선택 실습 (30~60) - 무기 화학 (4~8) - 유리 법랑 (4~16) - 양회 (4~8) - 내화물 (4~12) - 도자기 (4~16) - 전기·기계 일반 (4~8) - 기타 과목                                                                                                |
| 식품공업과 | - 식품공업 기초 실습 (36~60) - 식품공업 제도 (6~12) - 식품공업 개론 (4~12) - 식품공업 재료 (4~12) - 식품 가공 (4~14) | - 식품공업 선택 실습 (30~60) - 식품 위생 (4~12) - 식품 화학 (4~8) - 냉동 (4~12) - 포장법 (2~6) - 발효 공업 (4~8) - 유지 공업 (4~12) - 유기 화학 (4~12) - 전기·기계 일반 (4~8) - 기타 과목                                                    |
| 조선과     | - 조선 기초 실습 (30~54) - 선박 제도 (12~18) - 조선 공학 (6~15) - 선박 구조 (4~12) - 조선 공작 (4~12)                | - 조선 선택 실습 (30~60) - 선박 계산 (6~14) - 조선 역학 (4~12) - 선박 의장 (4~12) - 선박 기관 (4~12) - 전기·기계 일반 (4~8) - 기타 과목 |
| 제철과     | - 제철 기초 실습 (36~60) - 제철 제도 (6~14) - 제철 일반 (6~12) - 금속 재료 조직 (8~12) - 금속 가공 (8~12)            | - 제철 선택 실습 (30~60) - 금속 화학 (4~12) - 제선 (6~8) - 제강 (6~8) - 압연 (6~8) - 야금 (4~8) - 노·연료 (4~12) - 내화물 (4~12) - 공업 계측 (4~8) - 전기·기계 일반 (4~8) - 기타 과목                                                        |

전문 교과 (상업계)
| 필수 과목 | 선택 과목 |
| --- | --- |
| - 상업 대요 (4~6) - 경영 관리 (4~6) - 상업 법규 (4~6) - 부기Ⅰ (6~8) - 기업 회계 (2~4) - 상업 계산 (12~18) - 한글 타자 (4~8) - 전자 계산 일반 (4~6) - 상업 실천 (4~10) | - 부기Ⅱ (4~8) - 공업 부기 (6~8) - 은행 부기 (4~6) - 세무 회계 (4~6) - 판매 관리 (6~8) - 상품 (4~6) - 경제 지리 (4~6) - 무역 업무 (4~6) - 통계 조사 (4~8) - 코우볼 프로그래밍 (8~10) - 프오트란 프로그래밍 (4~6) - 어셈블리어 프로그래밍 (4~6) - 경영 수학 (4~6) - 문서 사무 (4~6) - 사무 관리 (4~6) - 속기 (4~6) - 상업 영어 (6~12) - 상업 미술 (2~6) - 상업 서예 (2~4) - 영문 타자 (4~6) - 전자 계산 실무 (8~18) - 기타 과목 |

전문 교과 (수산·해운계)
| 학과       | 필수 과목 | 선택 과목 |
| ---------- | --- | --- |
| 어업과     | - 수산 일반 (2~6) - 해양·기상 (4~10) - 해양 훈련 (4~6) - 어업 (16~26) - 항해 (10~20) - 운용 (8~16) - 항해 계기 (6~14) - 어업·승선·종합 실습 (36~42)                            | - 수산 생물 (4~6) - 수산 경영 (4~8) - 조선 일반 (4~6) - 기관 일반 (4~6) - 해사법규 (4~10) - 재화법 (6~14) - 자원·어장 (4~6) - 수산법규 (4~6) - 통신 일반 (2~4) - 기타 과목 |
| 수산증식과 | - 수산 일반 (2~6) - 해양 기상 (4~8) - 해양 훈련 (4~6) - 수산 생물 (14~28) - 수산증식(Ⅰ) (10~26) - 수산증식(Ⅱ) (10~26) - 자원 어장 (4~10) - 수산 증식 종합실습 (12~42)          | - 어업 일반 (4~8) - 수산 경영 (4~8) - 수산 토목 (8~18) - 어병 (4~10) - 수산 법규 (4~8) - 기타 과목                                                                         |
| 수산가공과 | - 수산 일반 (2~6) - 해양 훈련 (4~6) - 수산 가공 (16~32) - 식품 화학 (8~20) - 식품 위생 (8~20) - 냉동 (12~24) - 식품 가공 종합 실습 (12~42)                                     | - 수산 생물 (4~8) - 해양·기상 (2~6) - 식품 가공 기계 (14~28) - 원동기 (4~8) - 기타 과목                                                                                    |
| 기관과     | - 수산 일반 (2~6) - 해양 훈련 (4~6) - 선박 기관 (20~34) - 선박 보조 기계 (8~18) - 선박 전기 (6~14) - 기관 설계·공작 (10~20) - 기관·승선 종합 실습 (36~42)                      | - 해양·기상 (4~6) - 조선 일반 (4~8) - 항해 일반 (4~8) - 해사 법규 (4~12) - 기타 과목                                                                                       |
| 항해과     | - 해양·기상 (4~10) - 해양 훈련 (4~6) - 항해 (16~24) - 운용 (12~20) - 항해 계기 (6~14) - 재화법 (6~14) - 항해·승선 종합 실습 (36~42)                                            | - 조선 일반 (4~8) - 기관 일반 (4~8) - 해사 법규 (4~16) - 통신 일반 (2~4) - 수산 일반 (2~6) - 기타 과목                                                                     |
| 통신과     | - 수산 일반 (2~6) - 항해 일반 (2~6) - 해양·기상 (4~8) - 해양 훈련 (4~6) - 통신 이론 (14~28) - 무선 측정 (4~10) - 무선 기기 (6~12) - 무선 통신 (16~32) - 통신 종합 실습 (12~42) | - 통신 영어 (6~18) - 교통 지리 (2~6) - 전파 법규 (12~16) - 해사 법규 (4~10) - 통신 보안 일반 (1~2) - 기타 과목                                                             |

전문 교과 (가사·실업계)
| 학과       | 필수 과목 | 선택 과목 |
| ---------- | --- | --- |
| 가정과     | - 영양과 식품 (4~10) - 주택 (4~10) - 육아 (4~10) - 간호 및 위생 (4~12) - 가정 관리 (4~12) - 기초 조리 (4~10) - 종합 실습 (8~24) | - 가정 관리 (8~60) - 한재 (8~60) - 양재 (8~60) - 수예 (8~60) - 편물 (8~60) - 보육 기술 (8~40) - 아동 발달 (2~12) - 단체 급식 (4~14) - 의복 재료 및 정리 (4~12) - 가사 기술 (4~12) - 기타 과목 |
| 식품조리과 | - 영양과 식품 (4~16) - 식단 (4~10) - 기초 조리 (4~14) - 식품 가공 (6~20) - 식품 위생 (4~12) - 종합 실습 (8~24)                  | - 응용 조리 (8~48) - 단체 급식 (4~18) - 특수 식이 (4~16) - 공중 보건 (4~14) - 기타 과목 |
| 의류과     | - 의복 재료 및 정리 (4~18) - 의상 (4~10) - 의상 제도 (4~16) - 도안과 색채 (4~16) - 종합 실습 (8~24)                             | - 한재 (8~60) - 양재 (8~60) - 편물 (8~60) - 수예 (8~60) - 수예 염색 (2~12) - 기타 과목 |
| 보육과     | - 보육 기술 (10~30) - 아동 발달 (6~20) - 보육 원리 (2~8) - 아동 보건 (4~8) - 아동 복지 (2~6) - 종합 실습 (8~24)                 | - 간호 및 위생 (8~40) - 아동 교육 원리 (4~18) - 아동 영양 (4~16) - 아동 생활 지도 (4~18) - 단체 급식 (4~18) - 기타 과목                                                                       |

### 체육계 고등학교 과목
보통 교과

| 필수 과목                                                                                           | 선택 과목 |
| --------------------------------------------------------------------------------------------------- | --- |
| - 국민윤리 (6) - 국어 (14) - 국사 (4) - 정치·경제 (2) - 수학Ⅰ (8) - 생물 (6) - 교련 (12) - 음악 (6) | - 사회·문화 (2~4) - 세계사 (2~6) - 지리 (2~6) - 수학Ⅱ (4~16) - 물리 (2~6) - 화학 (2~6) - 지구과학 (2~6) - 음악 (2~4) - 한문 (2~4) - 외국어 (택 1~2) (6~24) - 영어 - 독일어 - 프랑스어 - 중국어 - 에스파니아어 - 일본어 - 기술 (남학생, 2~4) - 가정 (여학생, 2~4) |

전문 교과

| 필수 과목 | 선택 과목                                                                        |
| --- | -------------------------------------------------------------------------------- |
| - 체육 개론 (6) - 체육 과학 (6) - 체조Ⅰ (6) - 육상경기Ⅰ (6) - 수상경기Ⅰ (6) - 구기Ⅰ (6) - 투기Ⅰ 또는 무용 (6) | - 체조Ⅱ - 육상경기Ⅱ - 수상경기Ⅱ - 구기Ⅱ - 투기Ⅱ - 사격 - 궁도 - 역도 - 기타 과목 |

- 선택 과목은 68~114단위 이내로 편성이 가능하다.

## 2차 교육과정
2차 교육과정은 1964년부터 실시되었다. 

### 인문계 고등학교 과목
| 교과          | 과목 |
| ------------- | --- |
| 국어          | - 국어Ⅰ (24) - 국어Ⅱ (18) - 문법 (4), 한문 (6), 고전 (4), 작문 (4) |
| 사회          | - 일반사회 (4) - 국민윤리 (4) - 정치·경제 (4) - 국사 (6) - 세계사 (6) - 지리Ⅰ (6) - 지리Ⅱ (6) |
| 수학          | - 공통수학 (8) - 수학Ⅰ (12) - 수학Ⅱ (26) |
| 과학          | - 물리Ⅰ (6) - 물리Ⅱ (12) - 화학Ⅰ (6) - 화학Ⅱ (12) - 생물Ⅰ (6) - 생물Ⅱ (6) - 지학 (4) |
| 체육          | - 체육 (18) |
| 교련          | - 교련 (12) |
| 음악          | - 음악Ⅰ (6) - 음악Ⅱ (42) |
| 미술          | - 미술Ⅰ (6) - 미술Ⅱ (42) |
| 실업 (남학생) | - 농업 (38) - 농업 일반 (14), 일반관리 (4), 기타 과목 - 공업 (38) - 공업 일반 (14), 일반관리 (4), 기타 과목 - 수산 (38) - 수산 일반 (14), 일반관리 (4), 기타 과목 - 상업 (38) - 상업 일반 (14), 일반관리 (4), 기타 과목 |
| 가정 (여학생) | - 가정 (38) - 가정 일반 (14), 일반관리 (4), 기타 과목 |
| 외국어        | - 영어Ⅰ (18) - 영어Ⅱ, 독어, 불어, 중국어 중 택 1~2 (30) |

- 굵은 글씨는 모든 학생이 필수적으로 이수하는 과목이다.
- 계열별 필수 과목은 다음과 같다.
  - 인문 과정: 국어Ⅱ, 정치·경제, 지리Ⅱ, 수학Ⅰ, 물리Ⅰ, 화학Ⅰ, 지학, 실업(농업 일반, 공업 일반, 수산 일반, 상업 일반 중 택 1), 가정 일반, 외국어(영어 Ⅱ, 독어, 불어, 중국어 중 택 1~2)
  - 자연 과정: 지리Ⅱ, 수학Ⅱ, 물리Ⅱ, 화학Ⅱ, 지학, 실업(농업 일반, 공업 일반, 수산 일반, 상업 일반 중 택 1), 가정 일반, 외국어(영어 Ⅱ, 독어, 불어, 중국어 중 택 1~2)
  - 직업 과정: 국어Ⅱ(한문, 작문), 정치·경제, 지리Ⅱ, 수학Ⅰ, 물리Ⅰ, 화학Ⅰ, 지학, 실업(농업, 공업, 수산 각 과목), 가정(또는 가정 일반 14단위와 실업 과목 24단위), 영어Ⅰ
- 교련 과목은 1969년부터 실시하였다.

### 실업계 고등학교 과목
보통 교과
| 필수 과목                                                                                              | 선택 과목 |
| --- | --- |
| - 국어 (18) - 일반사회 및 국민윤리 (6) - 국사 (4) - 공통수학 (8) - 일반관리 (4) - 체육 (8) - 교련 (12) | - 수학 (8~16) - 생물 (4~6) - 화학 (4~6) - 물리 (2~6) - 지리 (2~6) - 정치·경제 (2~4) - 음악 또는 미술 (2~6) - 외국어 (택 1~2) - 영어 - 독어 - 불어 - 중국어 |

- 교련 과목은 1969년부터 실시하였다.

전문 교과
| 학과   | 학과          | 과목 |
| ------ | ------------- | --- |
| 농업계 | 농업계        | - 필수 과목: 토양 비료 (6~18), 보통 작물 (8~24), 조림 보호 (4~12), 가금 (4~12), 중소 가축 (6~18), 양잠 (4~12), 채소 원예 (6~18), 농업 경영 (6~18), 농업 공작 (8~24) - 선택 과목: 공예 작물 (4~12), 사료 작물 (2~18), 대가축 (4~18), 양봉 (2~12), 양어 (2~12), 과수 원예 (4~24), 화훼 원예 (4~18), 재상 (2~12), 잠체 위생 (2~12), 제사 (2~12), 잠종 제조 (2~12), 농림 측량 (4~24), 삼림 토목 (4~24), 삼림 경리 (4~24), 조원 (4~24), 농산 가공 (4~36), 농업 기계 (2~18), 농업 수리 (4~24), 조구 (4~18), 농지 조성 (2~12), 가축 위생 (2~12), 농업 협동 조합 (2~12), 농업 가정학 (4~24), 기타 과목 |
| 공업계 | 건축과        | - 필수 과목: 건축 실습 (36~54), 건축 설계·제도 (36~54), 구조 역학 (4~12), 건축 계획 (4~12), 건축 시공 (4~10), 건축 설비 (2~6) - 선택 과목: 건축 법규 (0~10), 건축사 (0~12), 건축 미술·도학 (0~14), 기타 과목 |
| 공업계 | 토목과        | - 필수 과목: 토목 실습 (48~72), 토목 제도 (24~36), 토목 구조 (8~24), 토목 재료·시공 (6~16) - 선택 과목: 수리 (0~8), 수공 (0~14), 노선 (0~14), 기타 과목 |
| 공업계 | 전력과 전기과 | - 필수 과목: 전기 실습 (60~90), 전기 제도 (12~18), 전기 통론 (6~18), 전력 (4~14), 전기 기계 (4~14) - 선택 과목: 전기 측정 (0~8), 전기 법규 (0~4), 전기 응용 (0~10), 전기 통신 (0~8), 일반 역학 (0~6), 기타 과목 |
| 공업계 | 기계과        | - 필수 과목: 기계 실습 (60~90), 기계 제도 (12~18), 기계 재료·공작 (6~20), 기계 설계 (8~20) - 선택 과목: 원동기 (0~18), 기구학 (0~18), 기타 과목 |
| 공업계 | 광산과        | - 필수 과목: 광산 실습 (60~84), 광산 제도 (12~24), 채광 (6~18), 선광 (4~10), 지학 (4~12), 야금 (0~10) - 선택 과목: 화약 (0~8), 전기 및 일반 기계 (0~8), 무기화학 (0~6), 광산 법규 (0~4), 기타 과목 |
| 공업계 | 건축목공과    | - 필수 과목: 건축 목공 실습 (60~90), 건축 목공 제도 (12~18), 건축 구조 (6~16), 건축 재료 (6~18), 의장 원론 (2~6) - 선택 과목: 건축 시공 (0~12), 구조 역학 (0~12), 미술·도학 (0~12), 기타 과목 |
| 공업계 | 전자과        | - 필수 과목: 전자 실습 (66~96), 전자 제도 (6~12), 무선 공학 (6~16), 전기 통론 (4~10), 전자 기기 (4~14) - 선택 과목: 전자 측정 (0~18), 전자 응용 (0~12), 전파 법규 (0~6), 기타 과목 |
| 공업계 | 요업과        | - 필수 과목: 요업 실습 (60~90), 요업 제도·도안 (12~18), 양회·내화물 (6~16), 도자기 (4~12), 유리·법랑 (4~12) - 선택 과목: 무기 화학 (0~12), 건축 재료·지질 광물 (0~10), 공업 물리 화학·전기 기계 일반 (0~8), 연료·요로 (0~6), 기타 과목 |
| 공업계 | 화학공업과    | - 필수 과목: 화공 실습 (60~90), 화공 제도 (12~18), 무기 화학 (4~12), 유기 화학 (4~14), 화학 기계 (4~8) - 선택 과목: 공업 물리 화학 (2~6), 전기 화학 공업 (0~6), 무기 제조 화학 (0~10), 유기 제조 화학 (0~12), 합성 수지 공업 (0~8), 기타 과목 |
| 공업계 | 응용화학과    | - 필수 과목: 화학 실습 (60~90), 화공 제도 (12~18), 공업 화학 (6~18), 화학 기계 (4~12), 화학 공업 통론 (4~10) - 선택 과목: 무기 제조 화학 (0~12), 유기 제조 화학 (0~12), 합성 수지 공업 (0~12), 기타 과목 |
| 공업계 | 공예과        | - 필수 과목: 공예 실습 (60~90), 공예 제도 (12~18), 도장 재료·도장 (2~6), 공예사·공예 개론 (6~16), 의장 이론 (6~18) - 선택 과목: 색채학 (0~12), 공예 재료 (0~16), 재료 역학 (0~18), 기타 과목 |
| 공업계 | 인쇄공업과    | - 필수 과목: 인쇄 실습 (60~90), 인쇄 제도·도안 (12~18), 볼록판 인쇄 (6~14), 평판 인쇄 (4~14), 인쇄 사진 (4~12) - 선택 과목: 인쇄 기계 (0~12), 인쇄 통론 (0~10), 특수 인쇄 (0~8), 신문 인쇄 (0~6), 기타 과목 |
| 공업계 | 방직과        | - 필수 과목: 방직 실습 (60~90), 방직 제도·도안 (12~18), 방직 원료 (4~6), 방적 (4~12), 기직 (4~12), 염색 (2~10) - 선택 과목: 직물 가공 (0~20), 편물 (0~16), 기타 과목 |
| 공업계 | 기계공작과    | - 필수 과목: 기계 실습 (60~90), 기계 제도 (12~18), 기계 재료·공작 (6~18), 기계 설계 (8~22) - 선택 과목: 원동기 (0~18), 기구학 (0~18), 기타 과목 |
| 공업계 | 목형주물과    | - 필수 과목: 목형 실습 (60~90), 기계 제도 (12~18), 기계 재료·공작 (6~18), 기계 설계 (8~22) - 선택 과목: 원동기 (0~18), 기구학 (0~18), 기타 과목 |
| 공업계 | 염색과        | - 필수 과목: 염색 실습 (60~90), 염색 제도·도안 (12~18), 염색 원료 (8~22), 이론 화학 (6~18) - 선택 과목: 염색 이론 화학 (0~14), 직물 기계·기구 (0~12), 염색 기계ㆍ기구 (0~10), 기타 과목 |
| 공업계 | 금속공업과    | - 필수 과목: 금속 공업 제도 (12~24), 야금 (4~14), 금속 재료·조직 (4~8), 노·연료 (2~8), 금속 가공 (4~10) - 선택 과목: 금속 화학 (0~8), 공업 경영 (0~8), 일반 전기 (0~10), 금속 물리 (0~10), 기타 과목 |
| 공업계 | 자동차과      | - 필수 과목: 자동차 실습 (60~90), 자동차 제도 (12~18), 자동차 구조 (6~16), 자동차 정비 (6~12), 자동차 전기 (2~12) - 선택 과목: 기구학 (0~8), 재료 역학 (0~10), 금속 재료 (0~6), 공작 기계 (0~6), 용접 (0~5), 기타 과목 |
| 상업계 | 상업계        | - 필수 과목: 상업 개요 (8~12), 경영 대요 (4~8), 상업 법규 (4~8), 경제 지리 (4~6), 상업 부기 (6~10), 회계학 (4~8), 상업 수학 (4~6), 주산 (12~18), 상업 실천 (8~16), 타자 (4~12) - 선택 과목 (5과목 이상 선택): 은행 부기 (4~6), 공업 부기 (4~6), 상품학 (4~6), 통계 조사 (4~6), 상업문 (4~6), 상업 영어 (4~6), 상업 미술 (4~6), 상업 서예 (2~6), 무역 실무( 4~6), 속기 (4~6), 기타 과목 |
| 수산계 | 수산계        | - 필수 과목: 수산 일반 (4~8), 해양 기상 (4~8), 수산 생물Ⅰ (4~8), 해양 훈련 (4~8), 수산 경영 (2~6) - 선택 과목: 어로 (16~24), 항해 운용 (16~24), 어선 기관 (4~16), 수산 가공 (16~24), 수산 화학 (6~18), 수산 미생물 (6~12), 냉동 (6~12), 수산 증식 (24~36), 수산 자원 (4~8), 수산 생물Ⅱ (8~16), 무선 통신 (6~18), 항해 계기 (4~12), 박용 기관 (16~24), 기관 설계 공작 (6~20), 박용 전기 (4~8), 수산 법규 (4~6), 어로 승선 종합 실습 (10~20), 수산 제조 종합 실습 (10~20), 수산 증식 종합 실습 (10~20), 기관 승선 종합 실습 (10~20), 기타 과목                                                   |
| 가정계 | 가정계        | - 필수 과목: 의생활 (26~48), 영양과 식품 (16~30), 주택 (6~8), 간호 및 위생 (4~6), 보육 (6~8), 가정 관리 (6~8), 가족 관계 (2~4), 가사 실업 (2~4) - 선택 과목: 조리 (18~24), 양재 (18~24), 한재 (18~24), 가족관계 (2~6), 조화 인형 및 염색 공예 (8~12), 기계 편물 및 기계 자수 (4~8), 미용 (18~24), 기타 과목 |

1971년부터 실업계 고등학교 과목이 개정되었으며, 1972년 입학생부터 적용되었다.
보통 교과

| 필수 과목 | 선택 과목 |
| --- | --- |
| - 국민윤리 (6) - 국어 (14) - 일반 사회 (2) - 국사 (4) - 수학Ⅰ (8) - 과학 (택 1) (6) - 물리 - 화학 - 생물 - 지구과학 - 체육 (6) - 교련 (12) | - 지리 (2~6) - 세계사 (2) - 정치·경제 (2) - 수학Ⅱ (4~16) - 과학 (4~12) - 물리, 화학, 생물, 지구과학 중 필수에서 이수하지 않은 과목 - 음악 (2~4) - 미술 (2~4) - 산업 일반 (2~4) - 기술 (2~4) - 기초공학 (남, 2~4) - 가정 (여, 4~10) - 외국어 (택 1~2) (6~24) - 영어 - 독일어 - 프랑스어 - 중국어 - 에스파니아어 |

전문 교과 (농업계)
| 학과       | 필수 과목 | 선택 과목 |
| ---------- | --- | --- |
| 농업과     | - 토양 비료 (2~6) - 농업 경영 (4~8) - 식용 작물 (6~14) - 공예 작물 (4~10) - 작물 보호 (4~8) - 농업 기계 (4~8) - 농산 가공 (2~6) - 원예 (4~10) - 축산 (4~12) - 임업 (4~8) - 양잠 (2~6) - 농업 공작 (4~12) - 농촌 지도 (4~12)                          | - 식물 일반 (4~6) - 사료 작물 (2~8) - 채소 원예 (4~10) - 과수 원예 (4~10) - 화훼 원예 (4~8) - 관개 배수 (2~6) - 농림 측량 (4~8) - 재상 (2~4) - 농업 협동 조합 (2~4) - 유기 화학 (2~6) - 종합 실습 (6~45) - 기타 과목                          |
| 임업과     | - 토양 비료 (2~6) - 임업 경영 (4~8) - 조림 (6~12) - 삼림 보호 (4~8) - 사방 및 삼림 토목 (4~8) - 측수 (4~8) - 임산 제조 (4~10) - 농림 측량 (4~10) - 작물 (2~8) - 원예 (2~8) - 축산 (4~8) - 농업 공작 (4~12) - 농촌 지도 (4~12)                        | - 식물 일반 (4~6) - 조원 (4~8) - 농업 기계 (2~8) - 과수 원예 (4~10) - 화훼 원예 (4~8) - 작물 보호 (2~6) - 응용 역학 (2~8) - 농업 협동 조합 (2~4) - 유기 화학 (4~8) - 종합 실습 (6~45) - 기타 과목                                             |
| 축산과     | - 토양 비료 (2~6) - 농업 경영 (2~8) - 가금 및 중소가축 (6~18) - 대가축 (6~14) - 가축 사양 (4~10) - 가축 위생 (4~8) - 축산 가공 (4~10) - 작물 (4~8) - 원예 (4~8) - 임업 (2~6) - 농업 공작 (2~12) - 농촌 지도 (4~12)                                   | - 동물 일반 (4~6) - 식용 작물 (4~10) - 사료 작물 (4~10) - 채소 원예 (4~8) - 양잠 (4~8) - 양어 (2~6) - 농업 기계 (2~6) - 농업 협동 조합 (2~4) - 응용 미생물 (2~6) - 유기 화학 (4~8) - 종합 실습 (6~45) - 기타 과목                             |
| 원예과     | - 토양 비료 (2~6) - 농업 경영 (2~8) - 채소 원예 (6~18) - 과수 원예 (6~14) - 화훼 원예 (6~14) - 작물 보호 (4~8) - 조원 (2~12) - 농산 가공 (2~8) - 작물 (4~8) - 축산 (4~10) - 임업 (2~6) - 농업 공작 (4~12) - 농촌 지도 (4~12)                         | - 식물 일반 (4~6) - 식용 작물 (4~6) - 공예 작물 (4~8) - 관개 배수 (2~6) - 농업 기제 (4~10) - 가금 및 중소 가축 (4~8) - 가축 사양 (2~4) - 농업 협동 조합 (2~4) - 식품학 (2~8) - 유기 화학 (4~6) - 종합 실습 (6~45) - 기타 과목                 |
| 잠업과     | - 토양 비료 (2~4) - 농업 경영 (2~8) - 양잠 (6~18) - 재상 (6~14) - 잠종 제조 (6~12) - 잠체 위생 (4~10) - 제사 (4~10) - 작물 (2~8) - 원예 (2~8) - 축산 (4~10) - 농업 공작 (4~12) - 농촌 지도 (4~12)                                                    | - 동물 일반 (4~6) - 임업 (4~8) - 식용 작물 (2~6) - 채소 원예 (4~8) - 과수 원예 (4~6) - 작물 보호 (2~4) - 가금 및 중소 가축 (4~10) - 농업 기계 (2~8) - 가축 사양 (2~4) - 농업 협동 조합 (2~6) - 유기 화학 (4~6) - 종합 실습 (6~45) - 기타 과목 |
| 농업토목과 | - 토양 비료 (2~6) - 농지 조성 (4~10) - 농업 수리 (6~14) - 농업 토목 설계 (4~12) - 재료 및 시공 (4~10) - 응용 역학 (4~8) - 농림 측량 (6~20) - 농업 기계 (4~10) - 토목 기계 (4~8) - 토질 역학 (2~8) - 작물 (4~8) - 농업 공작 (4~12) - 농촌 지도 (4~12) | - 농업 경영 (2~6) - 임업 (2~6) - 원예 (2~6) - 축산 (2~6) - 식물 일반 (4~6) - 농업 동력 (4~10) - 농촌 전화 (4~8) - 농업 협동 조합 (2~4) - 사방 및 삼림 토목 (2~8) - 조원 (2~4) - 종합 실습 (6~45) - 기타 과목                                  |
| 농산제조과 | - 농산 가공 (6~14) - 축산 가공 (6~14) - 임산 제조 (2~8) - 식품학 (4~8) - 응용 미생물 (4~8) - 유기 화학 (4~10) - 농산 제조 기기 (4~10) - 작물 (2~8) - 축산 (4~10) - 농업 공작 (4~12) - 농촌 지도 (4~12)                                               | - 토양 비료 (2~4) - 농업 경영 (2~6) - 원예 (2~6) - 임업 (4~6) - 식품 화학 (4~10) - 농업 동력 (2~8) - 농업 기계 (4~10) - 농업 기계 공학 (2~8) - 농촌 전화 (2~10) - 농업 협동 조합 (2~4) - 종합 실습 (6~45) - 기타 과목                         |
| 농업기계과 | - 농업 동력 (4~14) - 농업 기계 제도 (2~6) - 농업 기계 설계 (4~10) - 농업 기계 공학 (2~10) - 농업 기계 (8~16) - 토목 기계 (4~8) - 농촌 전화 (4~6) - 작물 (4~8) - 농업 공작 (4~12) - 농촌 지도 (4~12)                                                  | - 토양 비료 (2~4) - 농업 경영 (2~6) - 원예 (4~8) - 축산 (4~8) - 임업 (4~8) - 응용 역학 (4~8) - 농업 기계 재료 (4~8) - 농지 조성 (2~6) - 농업 수리 (2~6) - 토질 역학 (2~6) - 종합 실습 (6~45) - 기타 과목                                      |
| 농촌지도과 | - 토양 비료 (2~6) - 농업 경영 (2~10) - 농업 협동 조합 (4~14) - 농촌 사회 (4~10) - 농업 기계 (2~8) - 작물 (4~10) - 원예 (4~10) - 축산 (4~10) - 임업 (4~8) - 농업 공작 (2~10) - 농촌 지도 (8~20)                                                       | - 식용 작물 (2~6) - 작물 보호 (2~6) - 과수 원예 (2~6) - 채소 원예 (2~6) - 화훼 원예 (2~6) - 농지 조성 (2~6) - 농산 가공 (4~6) - 식품학 (2~6) - 양잠 (4~8) - 가금 및 중소 가축 (2~6) - 농촌 전화 (2~8) - 종합 실습 (6~45) - 기타 과목          |
| 농업가정과 | - 토양 비료 (2~4) - 농업 경영 (2~8) - 농업 가정 (8~20) - 농산 가공 (4~6) - 축산 가공 (4~6) - 식품학 (4~8) - 농가 관리 (4~8) - 농산 가공 (2~6) - 작물 (4~8) - 원예 (6~12) - 축산 (4~10) - 농촌 지도 (4~12)                                            | - 농업 공작 (4~8) - 채소 원예 (4~8) - 과수 원예 (4~8) - 화훼 원예 (4~10) - 임업 (2~4) - 가금 및 중소 가축 (2~6) - 양잠 (4~10) - 임산 제조 (2~6) - 식품 화학 (4~8) - 농업 협동 조합 (2~4) - 조원 (2~6) - 종합 실습 (6~45) - 기타 과목          |

전문 교과 (공업계)
| 학과       | 필수 과목 | 선택 과목 |
| ---------- | --- | --- |
| 기계과     | - 기계 기초 실습 (30~54) - 기계 제도 (12~20) - 기계 공작 일반 (6~16) - 기계 재료 (4~8) - 재료 역학 (4~12)            | - 기계 선택 실습 (30~60) - 기계 설계 (8~14) - 원동기 (2~8) - 기구학 (2~8) - 기계 공작 (4~10) - 목형 제작 (4~10) - 주조 (4~10) - 판금 공작 (4~10) - 용접 (4~10) - 공기 조화 설비 (4~10) - 공장 경영 (2~6) - 전기·기계 일반 (2~8) - 기타 과목 |
| 건축과     | - 건축 기초 실습 (18~36) - 건축 기초 설계 제도 (24~36) - 건축 구조 (4~12) - 구조 역학 (6~14) - 건축 계획 (4~12)      | - 건축 선택 실습 (18~46) - 건축 선택 설계 제도 (12~46) - 건축 시공 (4~12) - 건축 설비 (4~10) - 건축 재료 (4~8) - 건축 법규 (2~8) - 건축 적산 (2~8) - 구조 계산 (2~8) - 건축사 (2~8) - 건축 도학 (2~6) - 전기·기계 일반 (4~8) - 기타 과목    |
| 토목과     | - 토목 기초 실습 (24~36) - 토목 제도 (18~36) - 측량 (4~10) - 응용 역학 (4~12) - 토목 설계 (4~16)                     | - 토목 선택 실습 (30~60) - 토목 재료 시공 (6~12) - 수리 (2~8) - 수공 (6~12) - 노선 (4~8) - 도시 계획 (4~8) - 전기·기계 일반 (4~8) - 기타 과목                                                                                               |
| 전기과     | - 전기 기초 실습 (50~54) - 전기 제도 (12~18) - 전기 목표 (4~14) - 전력 (6~16) - 전기 기계 (4~14)                     | - 전기 선택 실습 (30~60) - 전기 측정 (4~10) - 전기 법규 (4~8) - 전기 응용 (4~8) - 전기 재료 (4~8) - 전기 통신 (2~6) - 공업 역학 (4~8) - 자동 제어 (4~8) - 전자계산기 (4~8) - 전기 공사 일반 (4~8) - 전기·기계 일반 (2~6) - 기타 과목        |
| 통신과     | - 통신 기초 실습 (36~60) - 전자통신제도 (6~12) - 전기 통론 (6~10) - 전자 공학 (6~12) - 유선 공학 개론 (6~10)         | - 통신 선택 실습 (30~60) - 전자 기기 (6~12) - 전자 측정 (4~12) - 전자 응용 (4~10) - 통신 법규 (4~14) - 통신술 (4~10) - 전신 전화 공학 (4~12) - 자동 제어 (4~8) - 전자계산기 (4~10) - 전기공사 일반 (4~8) - 전기·기계 일반 (4~8) - 기타 과목 |
| 전자과     | - 전자 기초 실습 (36~60) - 전자 통신 제도 (6~12) - 전기 통론 (6~12) - 전자 공학 (4~14) - 전자 기기 (6~16)            | - 전자 선택 실습 (30~60) - 전자 계산기 (4~10) - 전자 측정 (4~12) - 전자 응용 (4~10) - 통신 법규 (4~8) - 자동 제어 (4~8) - 전기 공사 일반 (4~8) - 전기·기계 일반 (4~8) - 기타 과목                                                           |
| 화학공업과 | - 화공 기초 실습 (36~60) - 화공제도 (6~12) - 화학 공학 통론 (4~16) - 무기 화학 (4~12) - 유기 화학 (4~12)             | - 화공 선택 실습 (30~60) - 공업 물리 화학 (4~12) - 전기 화학 공업 (4~12) - 무기 제조 화학 (4~12) - 유기 제조 화학 (4~16) - 합성수지 공업 (4~8) - 공정 제어 (4~8) - 화공 계산 (4~8) - 전기·기계 일반 (4~8) - 기타 과목                       |
| 방직과     | - 방직 기초 실습 (30~54) - 방직 제도·디자인 (12~18) - 방직 원료 (4~12) - 방적 (4~12) - 기직 (4~16)                   | - 방직 선택 실습 (30~60) - 편직 (4~12) - 직물 가공 (4~18) - 염색 일반 (4~12) - 유기 화학 (4~12) - 전기·기계 일반 (4~8) - 기타 과목 |
| 염색과     | - 염색 기초 실습 (30~54) - 염색 제도·디자인 (12~18) - 염색 연료 (4~12) - 염색 (8~18) - 유기 화학 (4~8)               | - 염색 선택 실습 (30~60) - 염색 이론 화학 (4~8) - 방직 일반 (4~18) - 염색가공 기계·기구 (4~12) - 무기 화학 (4~8) - 전기·기계 일반 (4~8) - 기타 과목                                                                                         |
| 광산과     | - 광산 기초 실습 (30~54) - 광산 제도 (12~14) - 지질학 (4~12) - 채광 (6~12) - 선광 (4~12)                             | - 광산 선택 실습 (30~60) - 무기화학 (4~8) - 야금 (4~18) - 화약 (4~12) - 광산 측량 (4~8) - 광산 법규 (2~8) - 전기·기계 일반 (4~8) - 기타 과목                                                                                                |
| 금속공업과 | - 금속공업 기초 실습 (36~60) - 금속공업 제도 (6~12) - 금속 재료 조직 (4~12) - 금속 가공 (6~16) - 노·연료 (4~12)      | - 금속 공업 선택 실습 (30~60) - 야금 (4~12) - 금속 화학 (4~12) - 금속 물리 (4~12) - 전기 화학 공업 (4~12) - 전기·기계 일반 (4~8) - 기타 과목                                                                                                |
| 인쇄공업과 | - 인쇄 기초 실습 (36~60) - 인쇄 제도·디자인 (6~12) - 인쇄 통론 (4~12) - 인쇄 재료 (4~12) - 인쇄 사진 (4~14)          | - 인쇄 선택 실습 (30~60) - 볼록판 인쇄 (4~12) - 평판 인쇄 (4~12) - 인쇄 기계 (2~12) - 특수 인쇄 (4~18) - 전기·기계 일반 (4~8) - 기타 과목                                                                                                   |
| 공예과     | - 공예 기초 실습 (30~54) - 공예제도·디자인 (12~18) - 공예 개론 (4~12) - 공예 재료 (4~12) - 도장 재료·도장 (4~14)     | - 공예 선택 실습 (30~60) - 의장 이론 (4~12) - 색채학 (2~8) - 공예 재료 역학 (4~12) - 무기 화학 (2~8) - 유기 화학 (4~8) - 미술·도학 (2~12) - 전기·기계 일반 (4~8) - 기타 과목                                                                |
| 자동차과   | - 자동차 기초 실습 (30~54) - 자동차 제도 (12~18) - 자동차 구조 (6~12) - 자동차 정비 (6~14) - 자동차 전기 (6~12)      | - 자동차 선택 실습 (30~60) - 자동차 법규 (4~10) - 기구·역학 (6~14) - 자동차 재료 (2~8) - 자동차 시험기기 (2~10) - 전기·기계 일반 (4~8) - 기타 과목                                                                                          |
| 요업과     | - 요업 기초 실습 (30~54) - 요업 제도·디자인 (12~18) - 요업 원료 (4~10) - 요업 일반 (4~18) - 연료·가마 (4~16)         | - 요업 선택 실습 (30~60) - 무기 화학 (4~8) - 유리 법랑 (4~16) - 양회 (4~8) - 내화물 (4~12) - 도자기 (4~16) - 전기·기계 일반 (4~8) - 기타 과목                                                                                               |
| 식품공업과 | - 식품공업 기초 실습 (36~60) - 식품공업 제도 (6~12) - 식품공업 개론 (4~12) - 식품공업 재료 (4~12) - 식품 가공 (4~14) | - 식품공업 선택 실습 (30~60) - 식품 위생 (4~12) - 식품 화학 (4~8) - 냉동 (4~12) - 포장법 (2~6) - 발효 공업 (4~8) - 유지 공업 (4~12) - 유기 화학 (4~12) - 전기·기계 일반 (4~8) - 기타 과목                                                   |
| 조선과     | - 조선 기초 실습 (30~54) - 선박 제도 (12~18) - 조선 공학 (6~15) - 선박 구조 (4~12) - 조선 공작 (4~12)                | - 조선 선택 실습 (30~60) - 선박 계산 (6~14) - 조선 역학 (4~12) - 선박 의장 (4~12) - 선박 기관 (4~12) - 전기·기계 일반 (4~8) - 기타 과목 |

전문 교과 (상업계)
| 필수 과목 | 선택 과목 |
| --- | --- |
| - 상업 대요 (4~6) - 경영 관리 (4~6) - 상업 법규 (4~6) - 부기Ⅰ (6~8) - 기업 회계 (2~4) - 상업 계산 (12~18) - 한글 타자 (4~8) - 전자 계산 일반 (4~6) - 상업 실천 (4~10) | - 부기Ⅱ (4~8) - 공업 부기 (6~8) - 은행 부기 (4~6) - 세무 회계 (4~6) - 판매 관리 (6~8) - 상품 (4~6) - 경제 지리 (4~6) - 무역 업무 (4~6) - 통계 조사 (4~8) - 코우볼 프로그래밍 (8~10) - 프오트란 프로그래밍 (4~6) - 어셈블리어 프로그래밍 (4~6) - 경영 수학 (4~6) - 문서 사무 (4~6) - 사무 관리 (4~6) - 속기 (4~6) - 상업 영어 (6~12) - 상업 미술 (2~6) - 상업 서예 (2~4) - 영문 타자 (4~6) - 전자 계산 실무 (8~18) - 기타 과목 |

전문 교과 (수산·해운계)
| 학과       | 필수 과목 | 선택 과목 |
| ---------- | --- | --- |
| 어업과     | - 수산 일반 (2~6) - 해양·기상 (4~10) - 해양 훈련 (4~6) - 어업 (16~26) - 항해 (10~20) - 운용 (8~16) - 항해 계기 (6~14) - 어업·승선·종합 실습 (36~42)                                             | - 수산 생물(Ⅰ) (4~6) - 수산 경영 (4~8) - 조선 일반 (4~6) - 기관 일반 (4~6) - 해사법규 (4~10) - 재화법 (6~14) - 자원·어장 (4~6) - 수산법규 (4~6) - 통신 일반 (2~4) - 기타 과목 |
| 수산증식과 | - 수산 일반 (2~6) - 해양 기상 (4~8) - 해양 훈련 (4~6) - 수산 생물(Ⅰ) (14~28) - 수산 생물(Ⅱ) (14~20) - 수산증식(Ⅰ) (10~26) - 수산증식(Ⅱ) (10~26) - 자원 어장 (4~10) - 수산 증식 종합실습 (12~42) | - 어업 일반 (4~8) - 수산 경영 (4~8) - 수산 토목 (8~18) - 어병 (4~10) - 수산 법규 (4~8) - 기타 과목                                                                            |
| 수산가공과 | - 수산 일반 (2~6) - 해양 훈련 (4~6) - 수산 가공 (16~32) - 식품 화학 (8~20) - 식품 위생 (8~20) - 냉동 (12~24) - 식품 가공 종합 실습 (12~42)                                                      | - 수산 생물(Ⅰ) (4~8) - 해양·기상 (2~6) - 식품 가공 기계 (14~28) - 원동기 (4~8) - 기타 과목                                                                                    |
| 기관과     | - 수산 일반 (2~6) - 해양 훈련 (4~6) - 선박 기관 (20~34) - 선박 보조 기계 (8~18) - 선박 전기 (6~14) - 기관 설계·공작 (10~20) - 기관·승선 종합 실습 (36~42)                                       | - 해양·기상 (4~6) - 조선 일반 (4~8) - 항해 일반 (4~8) - 해사 법규 (4~12) - 기타 과목                                                                                          |
| 항해과     | - 해양·기상 (4~10) - 해양 훈련 (4~6) - 항해 (16~24) - 운용 (12~20) - 항해 계기 (6~14) - 재화법 (6~14) - 항해·승선 종합 실습 (36~42)                                                             | - 조선 일반 (4~8) - 기관 일반 (4~8) - 해사 법규 (4~16) - 통신 일반 (2~4) - 수산 일반 (2~6) - 기타 과목                                                                        |
| 통신과     | - 수산 일반 (2~6) - 항해 일반 (2~6) - 해양·기상 (4~8) - 해양 훈련 (4~6) - 통신 이론 (14~28) - 무선 측정 (4~10) - 무선 기기 (6~12) - 무선 통신 (16~32) - 통신 종합 실습 (12~42)                  | - 통신 영어 (6~18) - 교통 지리 (2~6) - 전파 법규 (12~16) - 해사 법규 (4~10) - 통신 보안 일반 (1~2) - 기타 과목                                                                |

전문 교과 (가사·실업계)
| 학과       | 필수 과목 | 선택 과목 |
| ---------- | --- | --- |
| 가정과     | - 영양과 식품 (4~10) - 주택 (4~10) - 육아 (4~10) - 간호 및 위생 (4~12) - 가정 관리 (4~12) - 기초 조리 (4~10) - 종합 실습 (8~24) | - 가정 관리 (8~60) - 한재 (8~60) - 양재 (8~60) - 수예 (8~60) - 편물 (8~60) - 보육 기술 (8~40) - 아동 발달 (2~12) - 단체 급식 (4~14) - 의복 재료 및 정리 (4~12) - 가사 기술 (4~12) - 기타 과목 |
| 식품조리과 | - 영양과 식품 (4~16) - 식단 (4~10) - 기초 조리 (4~14) - 식품 가공 (6~20) - 식품 위생 (4~12) - 종합 실습 (8~24)                  | - 응용 조리 (8~48) - 단체 급식 (4~18) - 특수 식이 (4~16) - 공중 보건 (4~14) - 기타 과목 |
| 의류과     | - 의복 재료 및 정리 (4~18) - 의상 (4~10) - 의상 제도 (4~16) - 도안과 색채 (4~16) - 종합 실습 (8~24)                             | - 한재 (8~60) - 양재 (8~60) - 편물 (8~60) - 수예 (8~60) - 수예 염색 (2~12) - 기타 과목 |
| 보육과     | - 보육 기술 (10~30) - 아동 발달 (6~20) - 보육 원리 (2~8) - 아동 보건 (4~8) - 아동 복지 (2~6) - 종합 실습 (8~24)                 | - 간호 및 위생 (8~40) - 아동 교육 원리 (4~18) - 아동 영양 (4~16) - 아동 생활 지도 (4~18) - 단체 급식 (4~18) - 기타 과목                                                                       |

## 1차 교육과정
1차 교육과정은 1955년부터 실시되었다. 

### 보통 교과
- 국어 (1)
- 사회
  - 일반사회
  - 도덕
  - 국사
- 수학 (1학년)
- 과학 (1학년, 택 1)
  - 물리
  - 화학
  - 생물
  - 지구과학
- 교련 (남학생)

### 선택 교과
- 국어 (2)
- 사회
  - 일반사회
  - 도덕
  - 세계사 (2~3학년)
  - 지리 (1~2학년)
- 수학
  - 해석 (2~3학년)
  - 기하 (2~3학년)
- 과학 (필수 과목이 아닌 과목 중 택 1)
  - 물리
  - 화학
  - 생물
  - 지구과학
- 철학·교육 (2~3학년)
- 체육, 음악, 미술 (택 1)
- 외국어 (택 1)
  - 영어
  - 독일어
  - 불란서어
  - 중국어
- 전문과정[6]
  - 농업계
    - 농업과: 토양비료, 작물, 축산, 실습, 원예, 농산가공, 병충농약, 육종, 임업
    - 임업과: 토양비료, 조림, 농업통론, 삼림경영, 산림토목, 실습, 임산기공
    - 축산과: 축산총론, 축산각론, 실습, 가축생리위생, 축산가공, 수의대의, 농업통론
    - 농업토목과: 측량, 농업수리, 경지정리, 응용역학, 농업조구, 재료시공제도, 철근
    - 양잠과: 재상, 양잠, 잠종 및 유전, 잠체 해부 및 생리, 실습, 잠채병리, 제사 및 방직
    - 수의과: 축산, 가축생리위생, 가축해부, 약리실습, 임상, 세균면역병리
    - 원예과: 채소, 과수, 화분, 조원, 토양비료, 작물, 병충농약, 원예가공, 실습
    - 농산제조과: 생물화학, 농산가공, 축산가공, 미생물, 실습

  - 공업계
    - 기계과: 기계실습, 설계 및 제도, 기계재료, 기계공작
    - 조선과: 조선실습, 선박구조 및 공작, 선박재료, 재료역학
    - 전기과: 전기실습, 전기통론, 전기기계, 전력, 전기법규
    - 응용화학과: 화학실습, 공업화학, 화학기기 및 제도
    - 방직과: 방직실습, 기직방직, 섬유재료
    - 염색과: 염색실습, 염색 및 재료, 염색제도 및 도안
    - 토목과: 토목실습, 토목설계, 토목재료 및 시공, 토목계획
    - 건축과: 건축실습, 건축구조, 건축재료, 건축계획, 건축시공, 응용역학
    - 채광과: 광업실습, 채광, 선광, 광물 및 지학, 광산측량
    - 광산과: 광업실습, 채광, 선광, 광물 및 지학, 광산측량
    - 야금과: 광업실습, 야금, 무기화학 및 분석, 광물 및 지학, 금속재료, 선광
    - 요업과: 요업실습, 무기화학 및 분석, 요업 지학 및 광물, 로 및 연료, 요업제도
    - 금속공예과:  금공실습, 금공도안, 제도, 공예금속, 공작, 금속재료
    - 목재공예과: 목공실습, 목제공예제도, 공작설계, 목재 및 공작, 공예사
    - 금속공업과: 기계공작, 기계재료, 금속조직 및 열처리법, 금공실습
    - 전기통신과: 전기자기측정, 전기기계, 열전자현상, 기계공작, 제도
    - 항공과: 실습연료유지, 금속재료, 재료역학, 발동기, 기체학, 전기공학, 분사추진, 설계 및 제도
    - 항해과: 항해학, 선박운용, 충돌예방법규, 해양학, 해양기상학, 조선공학
    - 기관과: 기관, 내연기관, 증기타아빈, 제도, 원동기실습, 금속재료
    - 인쇄과: 인쇄통론, 인쇄재료, 인쇄술사, 제판, 인쇄사진제판, 인쇄실습
    - 통신과: 전신법, 국내 및 외국무선법규, 전기통신술, 전기통론, 전신공학, 무선공학, 무선실험
    - 교통업무과: 상업경제, 상업부기, 회계학, 주산, 상업수학, 교통지리, 상품학 상업법규, 실습, 여객, 수소하물, 화물수송
    - 운전과: 실습, 제도, 연료유지, 금속재료, 제동기, 재료역학, 운전법규, 기관차, 객화차, 운전이론, 수력학

  - 상업계: 상업경제, 부기, 회계학, 주산, 상업수학, 상업연습, 경제지리, 상업법규, 무역
  - 수산계
    - 어로과: 어로, 수산일반, 수산동물, 항해학, 선박운동, 어선 및 기관, 실습
    - 수산제조과: 수산일반, 수산제조, 수산화학, 미생물, 수산기계, 실습
    - 증식과: 수산증식, 수산동물, 부유생물, 수산일반, 육수, 실습

  - 가정계
    - 가정과: 주택설계, 가정위생, 식품, 조리, 가족관계, 실내장식교제, 가정경제, 영양, 육아, 수예
    - 간호조산과: 간호 및 조산, 해부 및 생리위생, 세균학 및 소독법, 구급처리 및 간호법, 병실관리법, 실습, 질병총론, 질병각론
    - 보건(여자)과: 일반위생, 세균학 및 소독법, 질병총론 및 각론, 간호 및 조산, 영양, 약물 및 조제, 육아, 실습
    - 재봉과: 직물, 피복선택, 부인복, 데자인, 제도, 어린이옷, 복식수예, 테일러, 링기초, 뎃상, 색채
    - 가정미술과: 주택설계, 도화, 도법 및 도안, 미술사, 자수 및 편물, 일용과학, 수예, 실내장식, 가구, 화분장식, 원예, 색채
    - 미용과: 미용대의, 일반위생, 세균 및 소독법, 과학, 미용실습, 생리위생

  - 예술계
    - 음악과: 가창, 기악, 음악사, 악리, 창작, 합창주, 개인학습(가창, 기악), 작곡, 감상, 악리
    - 미술과: 뎃상, 구성색채, 미술사, 동양화, 서양화, 조소, 미술, 응용서에, 공예, 사진제작
    - 무용과: 기본이론, 무용음악, 한국무용, 바레, 현대무용, 창작무대의상, 교육무용, 한국무용, 바레, 현대무용훈련
- 특별활동

## 같이 보기
- 예비고사
- 대학입학 학력고사
- 대학수학능력시험
- 대한민국의 대학 입시 제도
- 대한민국 중고등학교 기초한자 목록